# Korykos
Koordinaten: 36° 27′ 55″ N, 34° 9′ 15″ O

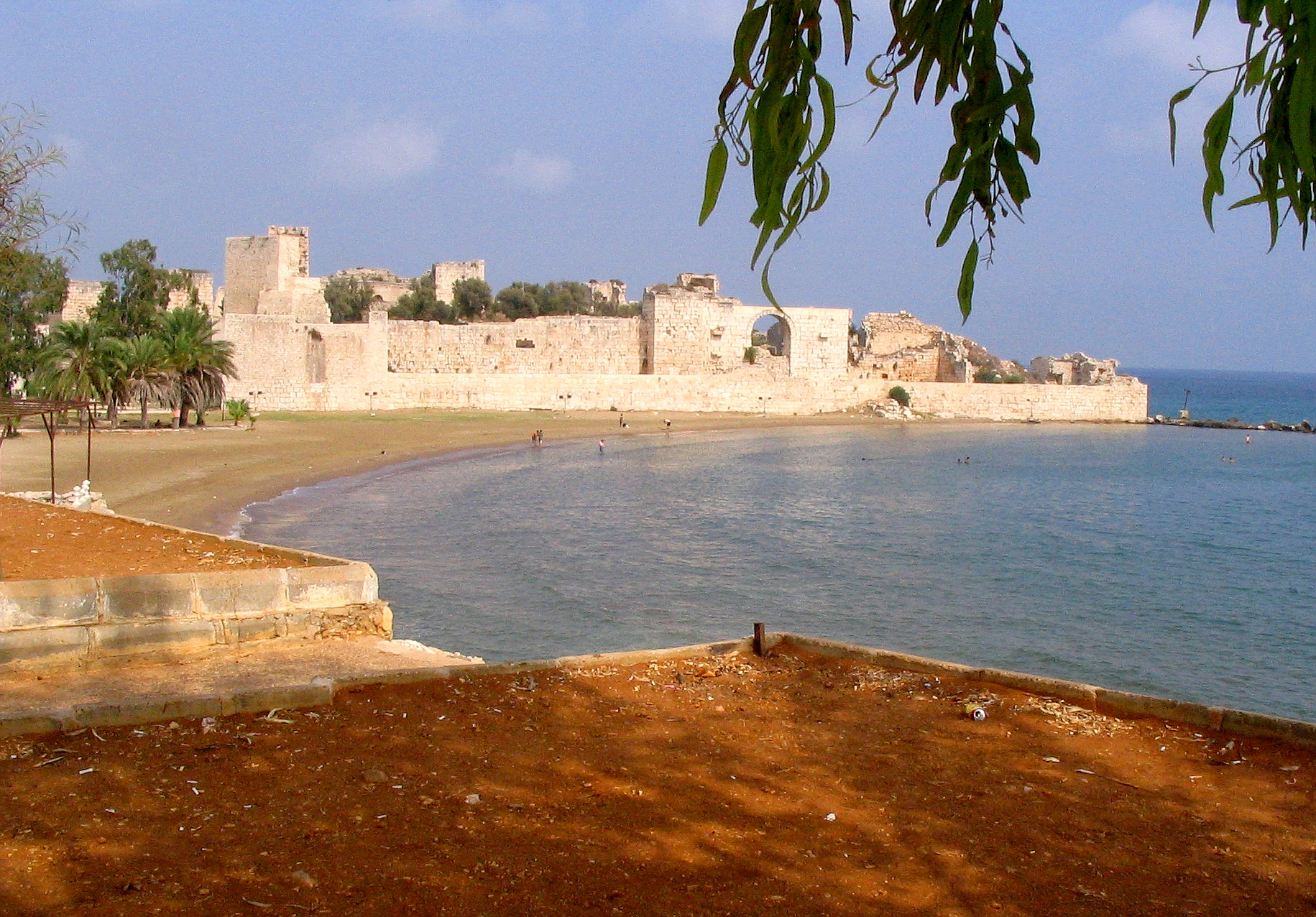
Landfestung von Korykos

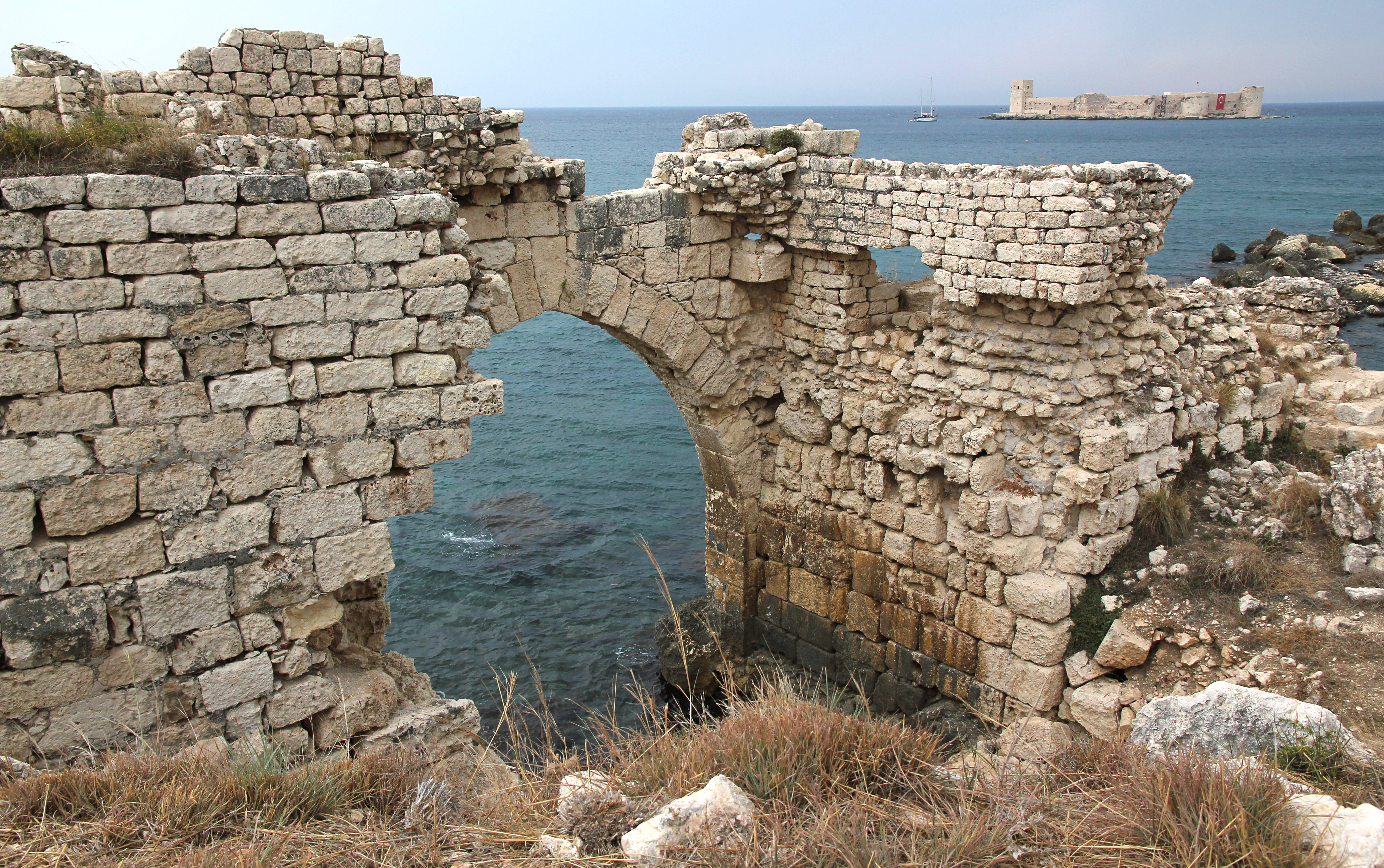
Blick vom Seetor der Landburg zur Seeburg

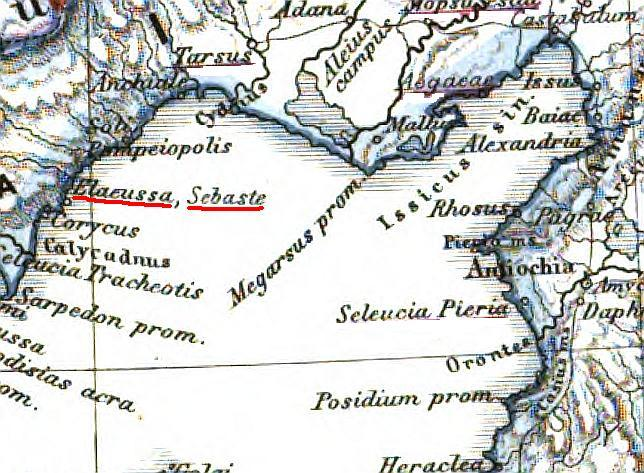
Korykos im Atlas antiquus von 1865

Korykos (altgriechisch Κώρυκος, lateinisch Corycus) war eine antike Stadt an der Küste Kilikiens. Sie lag beim heutigen türkischen Ferienort Kızkalesi im Bezirk Erdemli in der Provinz Mersin. Der Ort ist seit dem 2. Jahrhundert v. Chr. bekannt und gehörte zunächst zum Seleukiden-, dann zum Römischen Reich. Nach einer unruhigen Zeit unter der Kontrolle der kilikischen Piraten war der Ort unter byzantinischer Herrschaft und blühte in christlicher Zeit wirtschaftlich auf. Im 10. und 11. Jahrhundert verfiel die Stadt, bis 1099 Byzanz die Landburg errichtete. Es folgte ab dem 12. Jahrhundert die Zugehörigkeit zum Königreich Kleinarmenien mit der Erbauung der Seefestung, später zu Zypern, bis die Stadt schließlich von Karamaniden, Mamluken und 1482 vom Osmanischen Reich erobert wurde.
Seit dem 19. Jahrhundert war das Raue Kilikien Ziel vieler westlicher Reisender und Archäologen. Ab dem Anfang des 20. Jahrhunderts wurde die Stadt Korykos mit ihren Bauwerken und Inschriften eingehend erforscht.
Von der bedeutenden Hafenstadt sind heute ausgedehnte, in großen Teilen stark überwachsene Ruinenfelder zu sehen. Dazu gehören zahlreiche Kirchen, Reste der Stadtmauer und drei weitläufige Nekropolen mit Felsengräbern und Sarkophagen. Als Ruinen erhalten sind die Land- und die Seeburg aus spätbyzantinischer beziehungsweise armenischer Zeit. Aus römischer Zeit sind nur wenige Gebäudereste vorhanden, in den christlichen Bauten und vor allem in der Landburg sind jedoch zahlreiche Bauteile aus früherer Zeit als Spolien verbaut.
Seit 2014 steht Korykos auf der Tentativliste der Bewerber um den Status als Kulturwelterbe der UNESCO.

## Lage
Die Hafenstadt Korykos lag beim heutigen Kızkalesi, im Rauen Kilikien im Gebiet zwischen den Flüssen Kalykadnos (heute Göksu) im Westen und Lamos (heute Limonlu Çayı) im Osten. Die benachbarten Hafenstädte sind im Westen Seleukia am Kalykadnos, das heutige Silifke, und Korasion (Atakent) sowie im Osten Elaiussa Sebaste (Ayaş) und Lamos (Limonlu). Im bergigen Hinterland liegen zahlreiche Orte aus hellenistischer bis byzantinischer Zeit, die fast alle zum Einflussbereich des Priesterstaates von Olba und Diokaisareia gehörten. Letzteres ist am Auftreten von Olbischen Zeichen an verschiedenen Gebäuden und vor allem an Türmen zu erkennen. Dazu zählen unter anderem Cambazlı, Çatıören, Öküzlü, Emirzeli, Işıkkale, Tekkadın, Mancınıkkale und Kanytelleis. Der Einfluss des Priesterstaates reichte allerdings nie bis Korykos oder eine andere der genannten Hafenstädte. Um Korykos und Elaiussa Sebaste, die sich um die Jahrtausendwende als Metropolis der Region abwechselten, zieht sich ein Ring von fünf Türmen (Akkum, Boyan, Gömeç, Sarayın und Yalama). Sie dienten zur Abwehr von Feinden, waren aber gleichzeitig als Lager- und Wohntürme ausgebaut, die bei Angriffen von der Bevölkerung als Rückzugsort genutzt wurden. Diese Türme tragen olbische Zeichen, was darauf hindeutet, dass sie unter anderem das olbische Territorium gegen Angriffe der Kilikischen Seeräuber schützen sollten.
Etwa fünf Kilometer westlich von Korykos liegen die Korykischen Grotten (griechisch Κωρύκ[ε]ιον ἄντρον Korykion Antron), heute Cennet ve Cehennem (türkisch für „Himmel und Hölle“) genannt. Die beiden Dolinen sind durch einen unterirdischen Fluss entstanden, der bei Narlıkuyu, zwei Kilometer westlich von Kızkalesi, ebenfalls unterirdisch ins Mittelmeer mündet. In der griechischen Mythologie wird dort der Kampf zwischen Zeus und dem Ungeheuer Typhon angesiedelt. Die größere der beiden Dolinen ist begehbar, sie war schon in der Antike durch den dort wachsenden Safran bekannt und wird bei Strabon erwähnt. Oberhalb der Grotte stehen die Reste eines Tempels des Zeus Olbios oder Zeus Korykios, an dessen nordöstlicher Ante Listen von olbischen Priesterherrschern eingemeißelt sind.
In der Steilwand des Tales Şeytan Deresi, das sich in Kızkalesi westlich von Korykos ins Landesinnere zieht, ist in etwa drei Kilometern Entfernung eine Gruppe von Felsengräbern mit bemerkenswerten Reliefs, Adamkayalar genannt, eingearbeitet. Eine ähnliche Gräberwand mit dem Namen Yapılıkaya findet sich etwa zwei Kilometer östlich davon in einem Paralleltal. Bei einigen der Grabstätten wiederholt sich in den Beischriften eine Reihe der Namen aus den Priesterlisten von Korykion Antron, sodass angenommen werden kann, dass einige der olbischen Herrscher hier bestattet sind.
Durch Korykos führte die römische Küstenstraße von Side nach Seleukia Pieria, im Ort zweigte nach Norden eine Straße nach Cambazlı und Olba ab. Nach der Einrichtung der Provinz Cilicia wurden unter Vespasian die Straßen erneuert, für die Küstenstraße nach Korasion wurden Hohlwege in den anstehenden Felsen geschlagen. Bemerkenswert dabei ist, dass sowohl dieser Abschnitt als auch der nach Norden führende Weg stellenweise gestuft waren, also nicht für das Befahren mit Wagen, sondern nur für Fußgänger, Reiter und Lasttiere geeignet waren.

## Namen
Neben dem griechischen Korykos und dem latinisierten Corycus hatte der Ort im Laufe der Zeit verschiedene Namen. Für die hethitische Zeit gibt Massimo Forlanini den Namen Kudupa an, von wo eine Straße über Olbia (Uzuncaburç) und durch den Taurus nach Laranda (Karaman) führte. In byzantinischer Zeit wurde der Ort Gorhigos oder Kourikos (beim Historiker Leontios Machairas) genannt. Der arabische Name war Qurquš (al-Idrisi), der armenische Gurigos oder Gorigos. Fränkische Bezeichnungen waren Cure (Wilbrand von Oldenburg), Curta, Culchus, Curchus und Le Courc. Im Rizo-Portolan von 1490 wird er als Churcho bezeichnet, in anderen italienischen Seekarten als Curcho, Curco oder Colco.

## Forschungsgeschichte

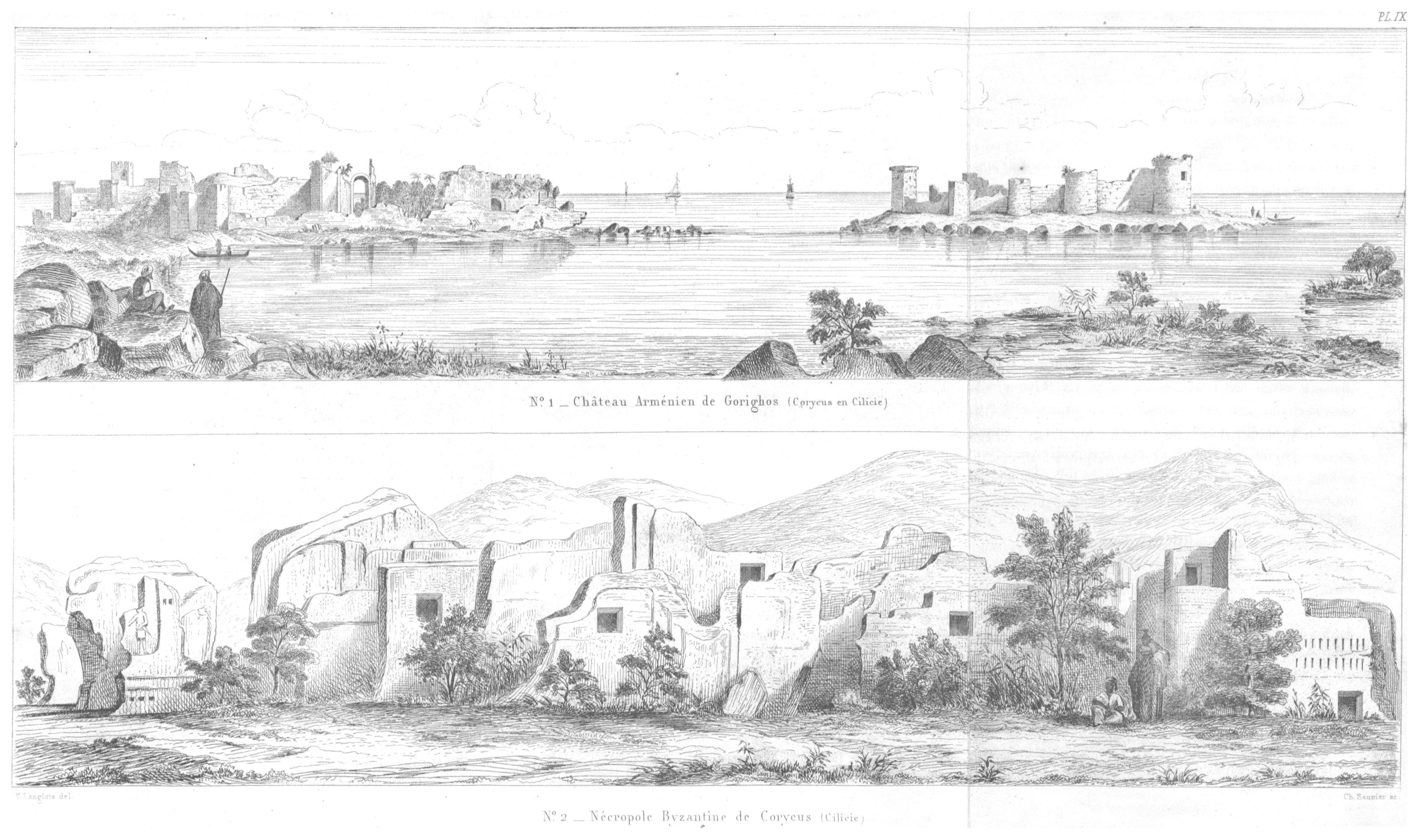
Zeichnung von Victor Langlois (1861): oben Land- und Seefestung, unten Nekropole N1 mit Kriegerrelief

Der britische Kapitän Francis Beaufort, der im Auftrag der Admiralität in den Jahren 1811–12 die kilikische Küste erkundete, lieferte den ersten Bericht über Korykos und die Umgebung. Nach den laut Alois Machatschek „sehr phantasievollen Stahlstichen“ des Léon Marquis de Laborde von 1838 folgte 1861 der kilikische Reisebericht des französischen Orientalisten Victor Langlois mit der ersten wissenschaftlichen Beschreibung der Region und des Ortes. Daran schlossen sich Forschungsreisen und Veröffentlichungen über das westliche Kilikien von Louis Duchesne und Maxime Collignon (1877), Louis Duchesne (1883), James Theodore Bent (1891) und Edward L. Hicks (1891), an, der zahlreiche Inschriften kopierte. Darauf folgten 1896 Rudolf Heberdey und Adolf Wilhelm, 1906 Gertrude Bell, 1907/1909 Ernst Herzfeld sowie 1914 Roberto Paribeni und Pietro Romanelli.
Ernst Herzfeld und Samuel Guyer veröffentlichten 1930 die erste Untersuchung, die sich speziell mit Korykos befasste. Darin beschrieben sie mit Ausnahme der Nekropolen sämtliche Bauwerke der Stadt. Im folgenden Jahr 1931 lieferten Josef Keil und Adolf Wilhelm eine nahezu vollständige Aufnahme der Grab- und sonstigen Inschriften des Ortes, ohne allerdings die Grabbauten zu behandeln. Letzteres holte 1967 der österreichische Bauforscher Alois Machatschek nach. Friedrich Hild und Hansgerd Hellenkemper besuchten Korykos mehrfach zwischen 1968 und 1989 und veröffentlichten die Ergebnisse in verschiedenen Publikationen. Im Rahmen eines Surveys der School of Architecture der University of Maryland in den 1990er-Jahren wurden 1995 einige Tauchgänge im Hafenbereich von Korykos unternommen, bei denen die Reste der Molen, die von der Landburg und vom westlichen Ende der Bucht zur Inselburg führten, in Augenschein genommen wurden. Dazu kam eine Untersuchung der Hafenanlagen und sonstiger Architekturreste östlich der Landburg, wo der erste Hafen der Stadt vermutet wird. In den Jahren 2004 bis 2011 führte das Kilikia Arkeolojisini Araştırma Merkezi (Forschungsinstitut für kilikische Archäologie) der Universität Mersin unter der Leitung von Serra Durugönül Oberflächenuntersuchungen im Bereich der Stadt und dem Hinterland durch.

## Geschichte
In der Zeit der Hethiter wird Korykos als Kudupa in einem Vertrag erwähnt, den Ugarit mit den Bürgern von Ura und Kudupa abschloss. Das Gebiet zwischen Kalykadnos und Lamos geriet nach der Eroberung Kilikiens durch Alexander den Großen nach 333 v. Chr. unter hellenistischen Einfluss. In den Diadochenkriegen nach Alexanders Tod wechselte die Herrschaft über die Region mehrfach. Korykos wurde erstmals für das Jahr 197 v. Chr. erwähnt, als Antiochos III. Kilikien im Fünften Syrischen Krieg von Ptolemaios V. für das Seleukidenreich eroberte. Als in der zweiten Hälfte des 2. Jahrhunderts v. Chr. die Seleukiden die Vorherrschaft an das Römische Reich abgeben mussten und die Römer das Gebiet vernachlässigten, ließen sich die Piraten des östlichen Mittelmeerraums in den kilikischen Küstengebieten nieder. 102 v. Chr. wurde Antonius als Prätor zum Kampf gegen die kilikischen Piraten ausgesandt, eroberte einen Teil Kilikiens und machte es zur römischen Provinz Cilicia. Erst nachdem Pompeius im Jahr 67 v. Chr. die Seeräuber besiegt hatte, war das Problem beseitigt. Dass Korykos in römischer Zeit bereits eine bedeutende Stadt war, die auch das Münzrecht ausübte, belegen Erwähnungen durch Cicero, Livius und Plinius. Auch einige Bauwerke dieser Zeit wie Tempel, Säulenstraßen, ein Nymphäum und ein in der Landburg verbautes Prunktor sind in Resten erhalten.

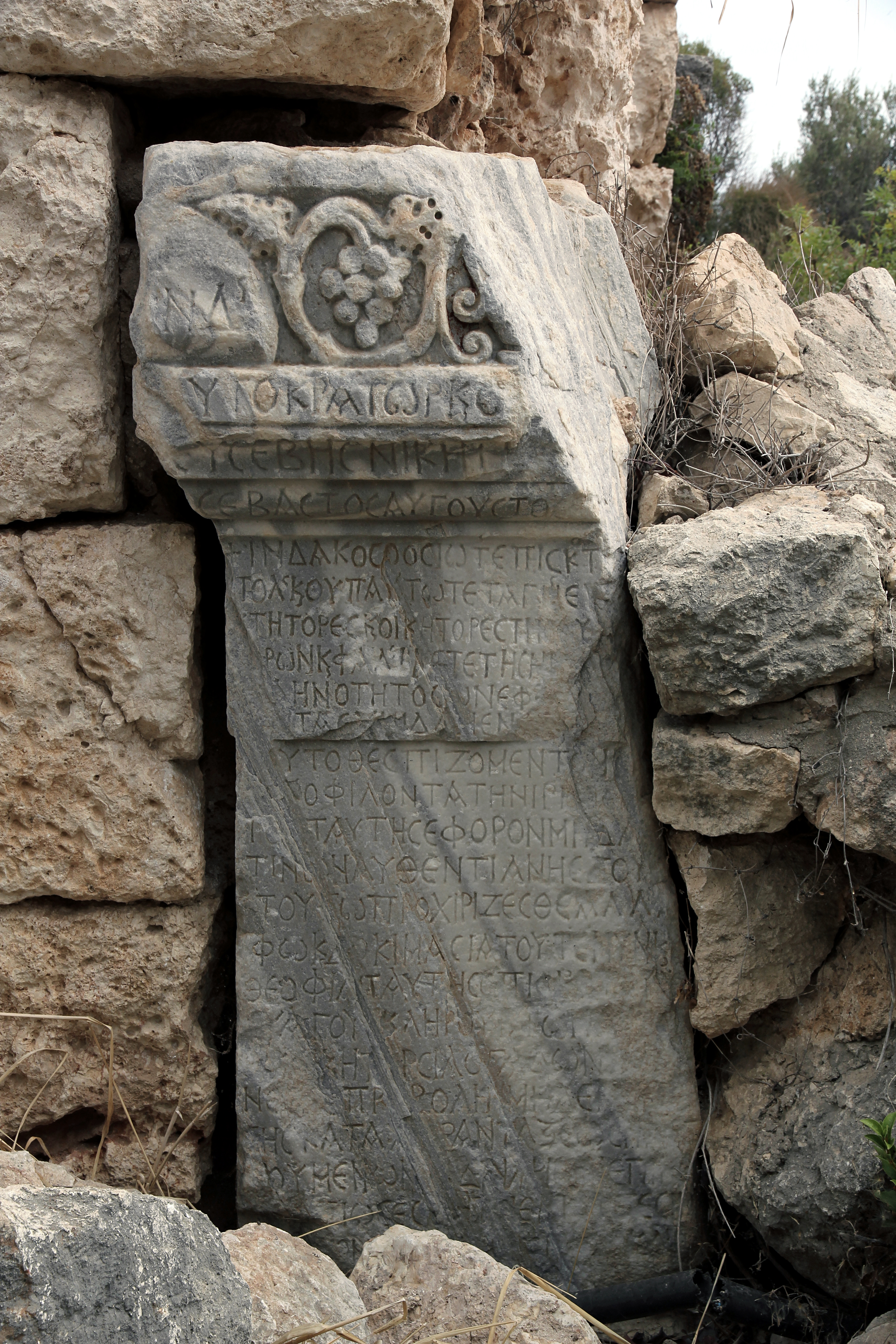
Kaiserlicher Erlass auf einem Altarstein im Eingang der Landburg

Korykos stand lange in Rivalität zum benachbarten Elaiussa Sebaste, im 3. Jahrhundert n. Chr. hatte es an Bedeutung verloren und war von der Polis zur Kome (Kleinstadt) abgestiegen. Nach der Belagerung der beiden Städte 260 durch den Sassanidenherrscher Schapur I. und den folgenden Kämpfen setzte in Kilikien zunächst eine unruhige Periode ein, verstärkt durch Aufstände der isaurischen Bergvölker. In der folgenden christlichen Periode, die in Kilikien schon vor Konstantin einsetzte, hatte die Region zunächst unter der Christenverfolgung zu leiden. Nachdem unter Konstantin das Christentum Anerkennung gefunden hatte und Ende des 4. Jahrhunderts zur Staatsreligion geworden war, erlangte Korykos wieder die Vorherrschaft, und das Gebiet erfuhr einen wirtschaftlichen Aufschwung. Dieser zeigte sich unter anderem am Wiederaufbau des westlich nahegelegenen Ortes Korasion, an den Bauarbeiten für die Wasserleitung, die Korykos und Elaiussa Sebaste mit Wasser vom Lamos versorgte, und im Besonderen für Korykos an der einsetzenden regen Bautätigkeit im Stadtgebiet, bei der zahlreiche bemerkenswerte Kirchenbauten entstanden. Stephanos von Byzanz bezeichnete Korykos als die wichtigste Stadt im Bezirk Seleukeia. Der Ort war Suffraganbistum von Tarsos. Der erste bezeugte Bischof war Germanus auf dem Konzil von Konstantinopel 381. Auch am Konzil von Ephesos 431 ebenso wie an der Synode von Konstantinopel 536 sowie den dortigen Konzilen 553 und 680/81 sind Bischöfe von Korykos als Teilnehmer verzeichnet. Auf Veranlassung des Bischofs Indakos erließ Kaiser Anastasios I. um 500 eine Verordnung, in der der Provinzregierung untersagt wurde, sich in die Wahlen des Defensors (ἔκδικος ekdikos) – eines Beamten, der zwischen Stadt und Zentralregierung vermittelte – und des Curators (ἔφορος ephoros) einzumischen. Die Inschrift ist auf zwei römischen Altarsteinen in Zweitverwendung eingraviert, die später im Eingang der Landburg als Spolien verbaut wurden.
Seit der Teilung des römischen Reichs in Ost- und Westrom im Jahr 395 gehörte Kilikien und damit Korykos zum Oströmisch-byzantinischen Reich. In der Regierungszeit des Kaisers Justinian I. geriet Byzanz (Ostrom) in Kämpfe mit dem sassanidischen Perserreich. Nach einem Einfall der Perser in Kilikien (540) hatte das Gebiet eine weitere Periode von Unruhen zu überstehen. Auch wenn Korykos nicht direkt von den Kampfhandlungen betroffen war, ging die Bautätigkeit merkbar zurück. 698 gehörte der Ort zum byzantinischen Thema der Kibyrrhaiotai und war Flottenstützpunkt. Ab dem 9./10. Jahrhundert war er Teil des Themas Seleukeia. Danach verfiel der Ort. In einem arabischen Itinerar des 10. Jahrhunderts wird er als Qurquš zusammen mit Korasion unter den ruinösen griechischen Stätten der kilikischen Küste erwähnt. 1099 erbaute der Megas Drungarios (Flottenkommandant) Eustathios auf Befehl des byzantinischen Kaisers Alexios I. am Westrand des verfallenen Ortes, gleichzeitig mit der Burg von Seleukeia, eine Festung, die dem Reich die Überfahrt über Zypern ins Heilige Land sichern sollte.
Eine späte Blütezeit erlebte die Stadt, als sie Anfang des 12. Jahrhunderts vermutlich vom armenischen König Konstantin I. erobert wurde und nach kurzer Rückeroberung durch Byzanz dem Königreich Kleinarmenien angehörte. Unter dessen König Leon II. (1187–1219) entstand die Seeburg, wie aus einer dortigen Inschrift hervorgeht, die Victor Langlois 1861 veröffentlichte und die heute verloren ist. Auf der Lehensliste Leons erscheint Simon von Kiwrikos, seine Nachfolger waren ein Gottfried und dessen Sohn Vahram. Wieder wurden Kirchen und andere Gebäude gebaut. Nach Leons Tod und den folgenden Streitigkeiten folgte Oschin, der Begründer der Dynastie der Hethumiden, darauf sein Sohn Gregorios und dessen Sohn Hethum, der auch als Geschichtsschreiber bekannt ist. Für Korykos ist in dieser Zeit auch Handel mit Venezianern und Genuesen nachgewiesen, als Handelsplatz stand es allerdings hinter dem ebenfalls kleinarmenischen Lajazzo (heute Yumurtalık) zurück. Als Handelsgüter sind Teppiche und Safran aus den Korykischen Grotten bekannt. Nach einem ersten Vorstoß der Mamluken bis vor Korykos 1275 wurde Lajazzo 1322 von diesen erobert, worauf zahlreiche Einwohner nach Korykos flohen. Nach der Ermordung des letzten hethumidischen Fürsten Oschin von Korykos 1329 ging die Stadt wieder in den Besitz der Krone über.
Als Korykos 1361 von den Karamaniden bedroht wurde und die Macht der armenischen Herrscher im Schwinden begriffen war, wandten sich die Einwohner an König Peter I. von Zypern um Hilfe. Dieser schickte den englischen Ritter Robert von Lusignan nach Korykos. Nach erfolgreicher Verteidigung schworen die Einwohner, wahrscheinlich in der Kathedrale, Peter den Lehenseid. 1367 wurde nochmals ein Angriff von Karaman abgewehrt. König Peter I. ließ von seinen Feldzügen die eisernen Tore von Tripolis und Tortosa auf die Festung bringen. Da das Zollhaus von Korykos jährlich 3000 bis 4000 Dukaten einnahm, versuchte 1375 Thibald Belfarage, es als Lehen vom König zu erhalten, wurde aber abgewiesen. In demselben Jahr wurde Sis zusammen mit den letzten kleinarmenischen Besitzungen in Kilikien von den Mamluken eingenommen, Korykos blieb als einziger christlicher Ort unter den Lusignans in zyprischer Hand. 1448 gelang schließlich den Karamaniden die Eroberung, 1482 kam es zum Osmanischen Reich. Danach gibt es keine Nachrichten mehr über den Ort, lediglich auf Seekarten des Spätmittelalters ist der Ort noch als „Κοῦρκος, Curcum, Curcho“ oder „Churcho“ verzeichnet.

## Hermeskult
Der graeco-römische Dichter Oppian, möglicherweise ein Sohn der Stadt, nach anderen Quellen jedoch aus Anazarbos stammend, nannte Korykos im 2. Jahrhundert n. Chr. „Stadt des Hermes“. Der Kult des Hermes war in Kilikien verbreitet. Bereits im 2. Jahrtausend v. Chr. wurde der luwische Gott Runtiya verehrt, der in der Antike mit Hermes gleichgesetzt wurde. In einigen älteren Namen der Priesterlisten von Korykion Antron, die luwischen Ursprungs sind, taucht Runtiya als Namensbestandteil auf (z. B. Ρωνδβιης Rondbies „Runta-Gabe“), ebenso wie der luwische Wettergott Tarḫunt (z. B. Τροκοζαρμας Trokozarmas „Tarhunt-Schutz“). In hellenistischer und römischer Zeit existierten Heiligtümer des Hermes in Çatıören, in Yapılıkaya und in Örenköy im nördlichen Tal des Lamos. Die dem Hermes zugeordneten Symbole Kerykeion und Phallus gehören zu den Olbischen Zeichen, die in der Region häufig anzutreffen sind. Hermes oder eines seiner Attribute ist auch auf zahlreichen Münzen abgebildet. In Korykos selbst wurden keine archäologischen Hinweise auf Hermes gefunden.

## Jüdische Gemeinde

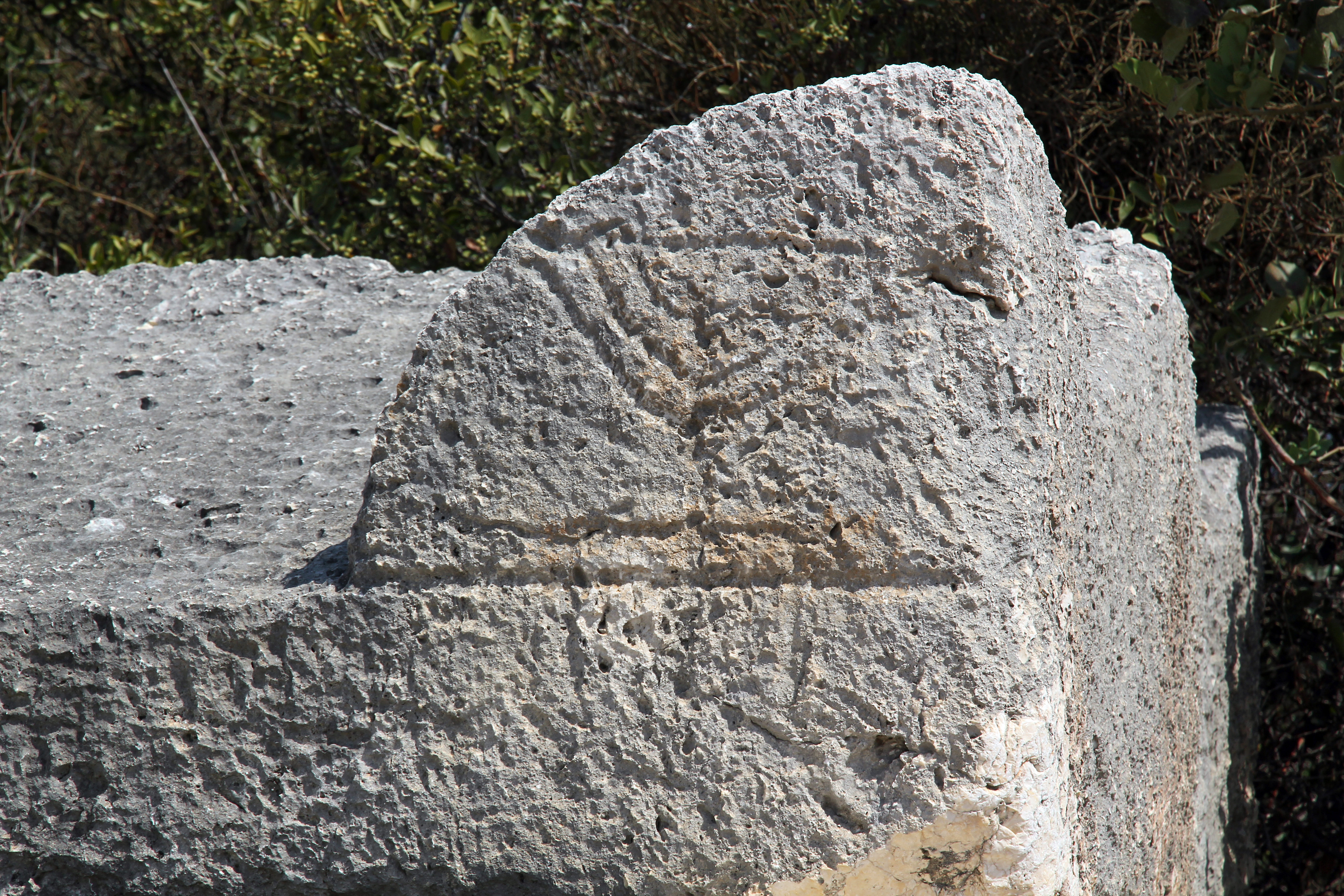
Sarkophagdeckel mit Menora in Nekropole 3

Aus den Grabinschriften der Nekropolen von Korykos geht hervor, dass mindestens ab der römischen Periode in der Stadt eine beachtenswerte jüdische Gemeinde existierte. Keil und Wilhelm identifizierten 1931 unter den über 500 von ihnen publizierten Inschriften zehn jüdischen Ursprungs. Margaret H. Williams erkannte 1992 zwei weitere und Serra Durugönül konnte 2012 nochmals 21 der bekannten Inschriften als jüdisch erkennen. Kriterien für die Einordnung als jüdische Grabstätten waren zunächst eine eingravierte Menora und die Bezeichnungen Ἰουδαΐος (Ioudaïos) oder Ἑβρέος (Hebreos). Die weiteren Grabinschriften wurden von Williams und Durugönül aufgrund ihrer Lage und vor allem der Namen der Bestatteten erkannt, die jüdischen Ursprungs waren, beispielsweise Iakobos, Samouelos, Zakharia, Soul, Sabbatios, Isakios und Abramios. Damit konnten auch Erkenntnisse über die Berufe der jüdischen Einwohner gewonnen werden. Darunter waren Wein- und Ölhändler, Weber, Flachs- und Wollspinner, aber auch ein Goldschmied, ein Steinmetz, ein Töpfer sowie Beschäftigte im Hafen.
Margaret Williams schließt von den zehn von Keil/Wilhelm als jüdisch erkannten Inschriften auf ein unterschiedliches Selbstverständnis der korykischen Juden in römischer und in christlicher Zeit. Da bei den früheren Grabinschriften die gesellschaftlichen oder politischen Funktionen der Bestatteten stärker in den Vordergrund gestellt wurden, hält sie die Juden in römischer Zeit für weiter integriert in die römische Gesellschaft. Bei den späteren Gräbern sind die Beigesetzten öfter durch ihre Aufgaben und Ämter innerhalb der jüdischen Gemeinde definiert, worin sie einen gewissen Stolz auf die jüdische Identität sieht. Unstrittig ist, dass es zu keiner Zeit eine Abschottung von der sonstigen Bevölkerung gab. Die jüdischen Grabstätten liegen willkürlich verstreut zwischen den anderen Gräbern, gelegentlich wurden jüdische Sarkophage als Begräbnisstätten von Christen oder römischen Bürgern zweitverwendet oder umgekehrt.

## Aufbau der Stadt

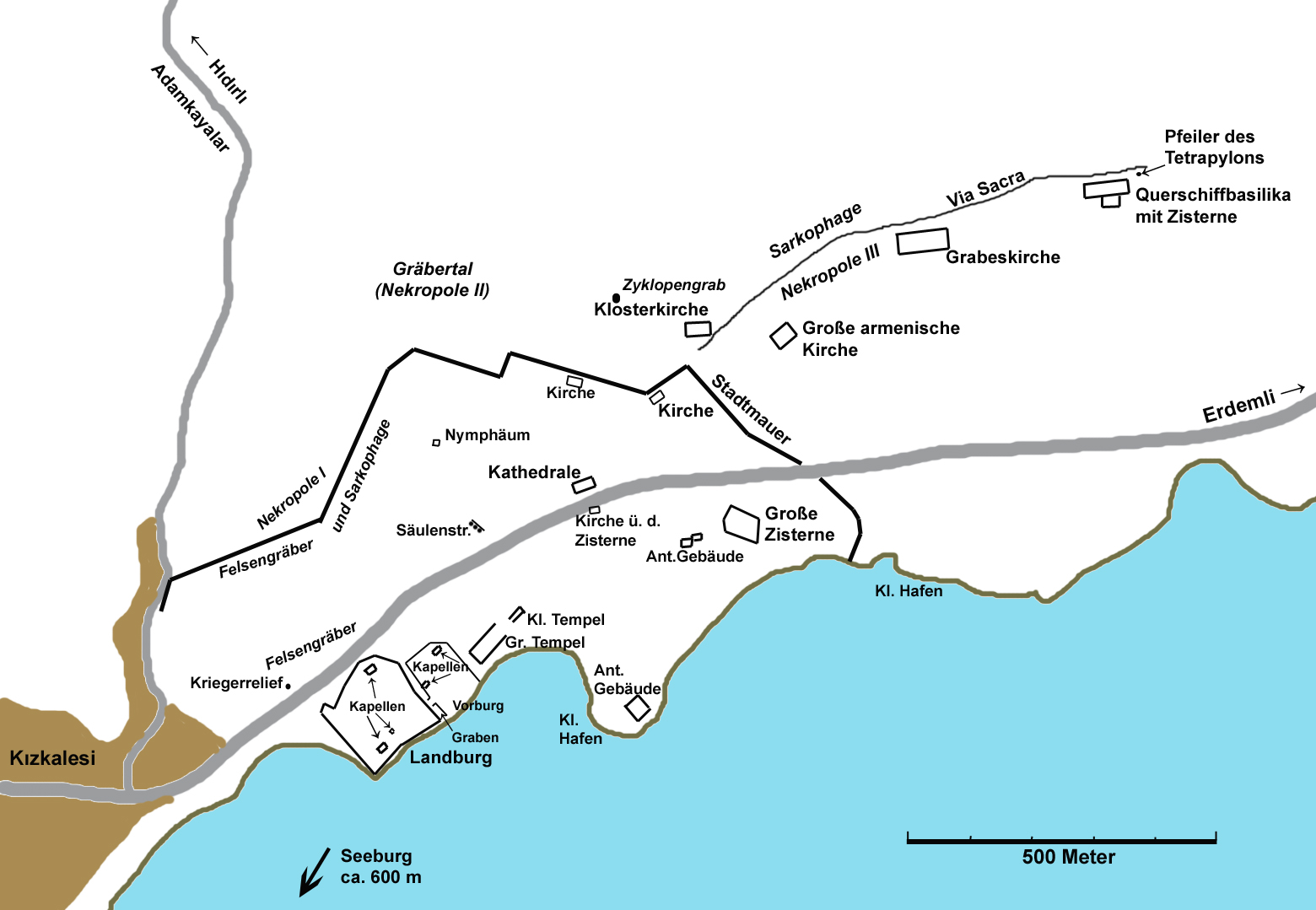
Schematischer Plan der Ruinen

Die Ruinen von Korykos schließen sich östlich an das Gebiet von Kızkalesi an und liegen beiderseits der modernen Straße bis ans Meer im Süden. Im Westen begann im heute modern überbauten Gebiet die Stadtmauer, die sich in einem weiten Bogen nach Nordosten und wieder nach Süden bis an die Küste etwa einen Kilometer weiter östlich zog. Direkt am Meer liegt am heutigen Badestrand die Landfestung, die wahrscheinlich über einem römischen Forum errichtet wurde. Östlich davon finden sich Reste zweier Tempel, diverse nicht identifizierbare Gebäude und eine große offene Zisterne. Nördlich der Straße liegen innerhalb der Stadtmauern die Kathedrale, zwei kleinere, vermutlich armenische Kirchen und die Kirche über der Zisterne. An nichtsakralen Bauten erwähnt Herzfeld in diesem Bereich ein Nymphäum, Reste einer Säulenstraße und ein unklares Gebäude. Außerhalb der Stadtmauer verläuft in etwa östlicher Richtung ein als Via Sacra bezeichneter Weg, an dem sich drei bemerkenswerte Kirchen befinden, von Osten nach Westen die Querschiffbasilika, die Grabeskirche und die Klosterkirche. Nahe dabei stehen noch Reste der Großen armenischen Kirche. Sarkophage und einzelne Felsengräber sind beidseits entlang der westlichen Stadtmauer verteilt, im Norden liegt eine weitere umfangreiche Nekropole. Auch entlang der Via Sacra stehen zahlreiche gut erhaltene Sarkophage. Etwa 600 Meter südwestlich der Landburg liegt auf einer vorgelagerten Insel die Seefestung. Beide Burgen waren wahrscheinlich über eine Mole verbunden.

### Hellenistische und römische Bauten

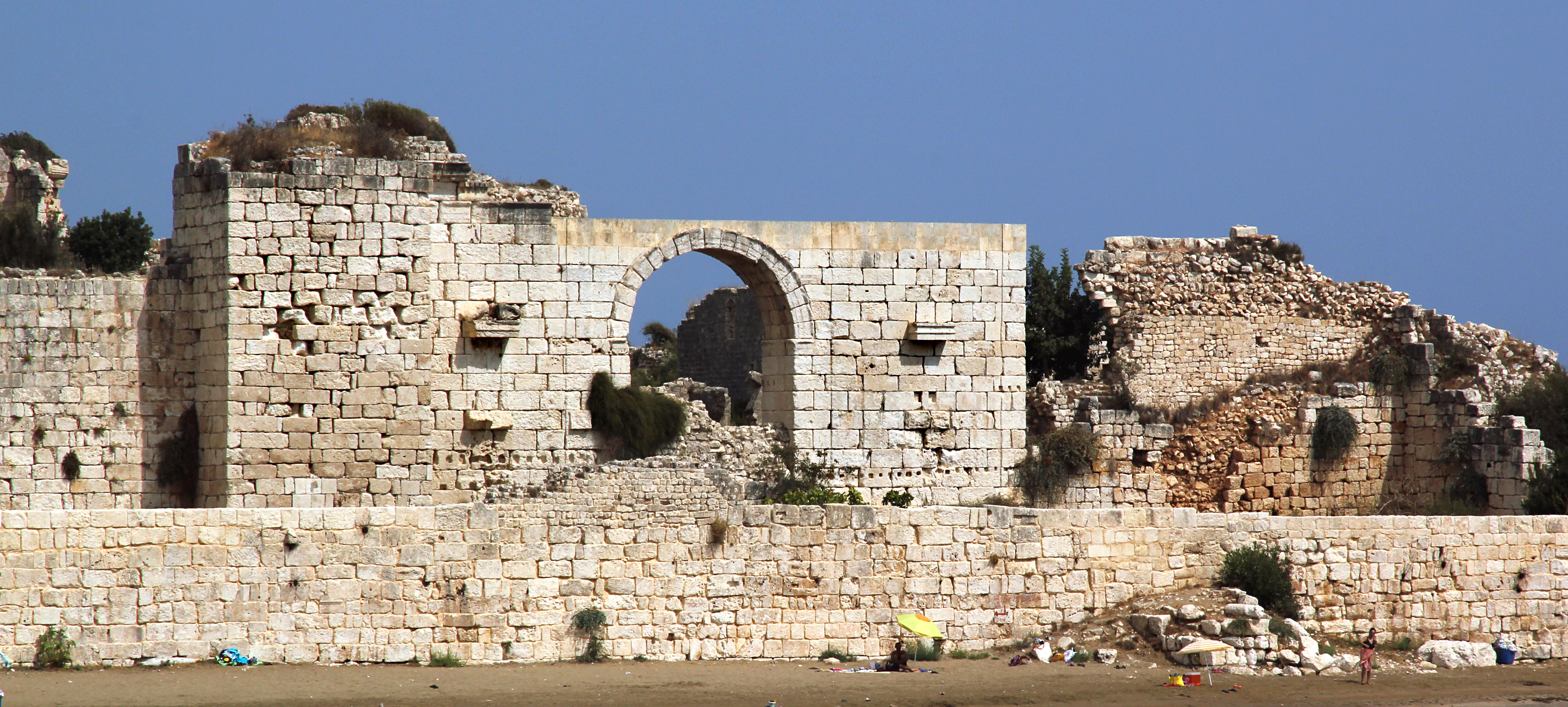
Restauriertes römisches Tor in der Landfestung, Außenseite

Die Relikte aus hellenistischer und römischer Zeit bilden den kleinsten Teil der Bauten von Korykos, sie sind größtenteils von späteren Bauwerken überbaut. Der Kern der antiken Stadt ist vermutlich auf der Felszunge zu lokalisieren, auf der später die Landburg errichtet wurde. Allerdings sind zahlreiche Elemente von antiken Bauten als Spolien in byzantinischen und armenischen Gebäuden enthalten. Ein bemerkenswertes römisches Bauteil ist das in der westlichen Mauer der Landburg integrierte Prunktor. Es markierte laut Guyer und Herzfeld den Beginn einer Säulenstraße, die zu den östlich der Festung liegenden Tempeln führte. Nach Hellenkemper und Hild begann dort der Cardo maximus, die Hauptachse der antiken Stadt. Eine große Zahl von Säulenschäften, die in den Mauern und Türmen der Burg dekorativ eingebaut sind, gehörten demnach entweder zu der Säulenstraße oder zu Gebäuden des römischen Forums, das an der Stelle der Landfestung vermutet wird. Das Tor sticht durch sein sauberes Quadergefüge von dem sich anschließenden mittelalterlichen Mauerwerk ab. Seine äußere Fassade war durch vier Pilaster mit Akanthuskapitellen in drei Teilflächen aufgeteilt. In dem mittleren trugen zwei kleinere Pilaster den 5,90 Meter breiten Torbogen. In den seitlichen Flächen befand sich je eine Nische mit seitlichen Pilastern und einem Giebel. Ihren unteren Abschluss bildete eine weit vorspringende Konsole, was darauf hinweist, dass dort Statuen aufgestellt waren. Den oberen Abschluss des Tores bildete ein Gebälk aus dreiteiligem Architrav, Übergangsprofil und Fries, Eierstab und Zahnreihe, darüber trugen akanthusgeschmückte Konsolen das mit einer Sima abgeschlossene Geison. Das Tor wird ins späte 2. oder ins 3. Jahrhundert n. Chr. datiert, das Mauerwerk ist restauriert.

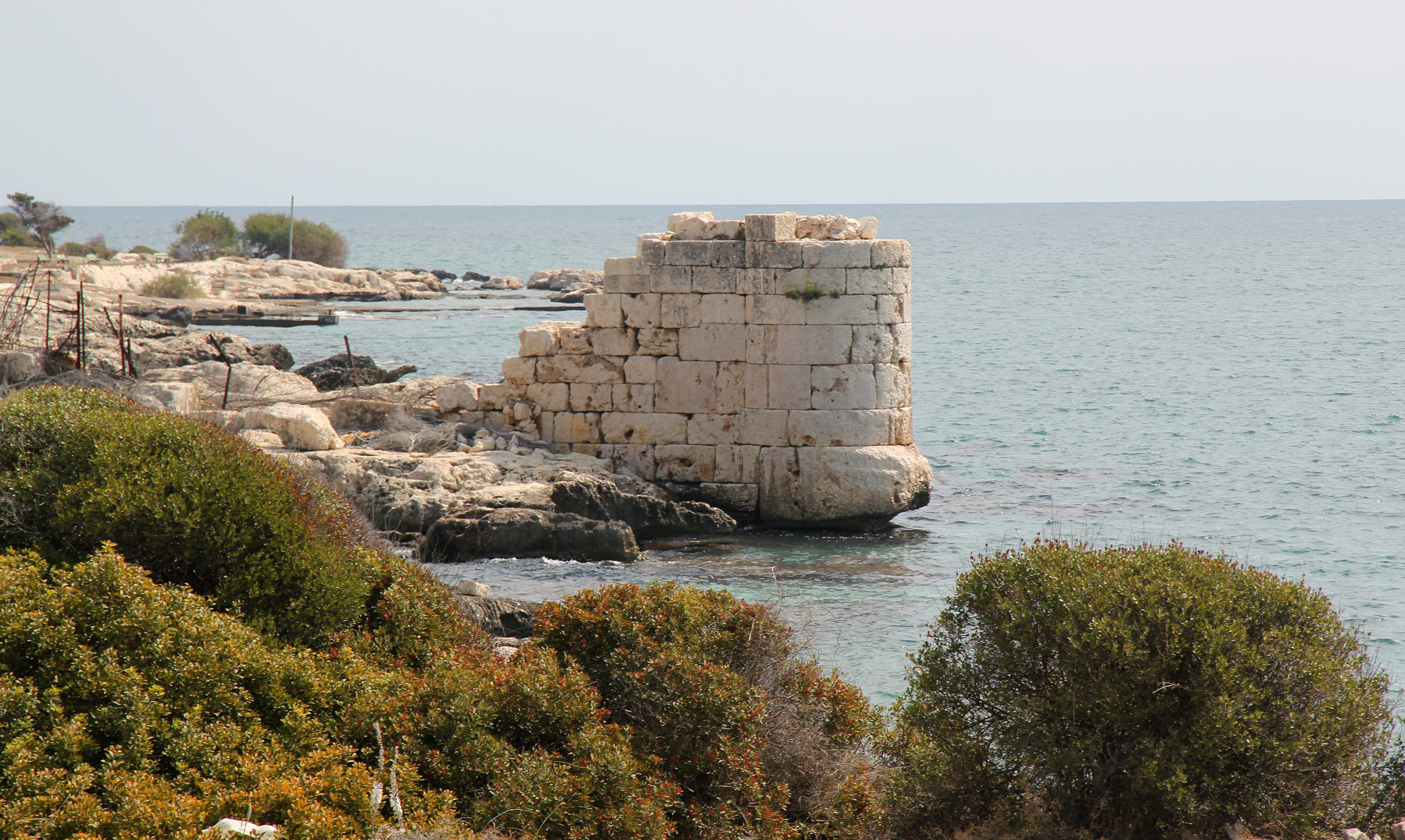
Endturm der Stadtmauer und Reste von Hafenanlagen

Von zwei Tempeln östlich des Burggeländes sind nur noch spärliche Reste der Grundmauern zu erkennen. Reste eines Nymphäums im Gräbertal, Teile der Hafenanlagen östlich der Landburg und Spuren von Säulenstraßen gehen ebenfalls auf römische Zeit zurück, ebenso einige unbestimmte Gebäudereste im Osten der Stadt. Ob es bereits eine Stadtmauer gab, ist nicht nachweisbar, die vorhandenen Reste stammen aus dem 4. Jahrhundert. Eine Münze der Stadt aus früher autonomer Prägung, 1. Jahrhundert vor oder nach Christus, die eine Tyche mit Mauerkrone zeigt, legt die Vermutung nahe, dass eine frühe, möglicherweise schon hellenistische Stadtmauer bestand. Archäologische Belege dafür gibt es nicht. Ein runder Turm am Meer etwa 600 Meter östlich der Landburg, etwa 3,50 Meter im Durchmesser und noch 5–6 Meter hoch, wird als Endturm der Stadtmauer angesehen, die sich dort als Seemauer nach Westen wandte. In dem Bereich sind außer Resten dieser Mauer auch in den Felsen geschlagene Schiffsanlegestellen und Treppen zu erkennen, die wohl zu den früheren Hafenanlagen der Stadt gehörten. Aus welcher Zeit die Anlagen stammen, lässt sich nicht genauer bestimmen. In späterer Zeit verlagerte sich der Hafen in die größere Bucht westlich der Landfestung.
Die Felsgräber, Grabhäuser, Sarkophage und Chamosorien der drei Nekropolen umfassen einen Zeitraum von der Zeitenwende bis ins 7. Jahrhundert und werden gesondert besprochen.

### Spätrömische und frühbyzantinische Bauten

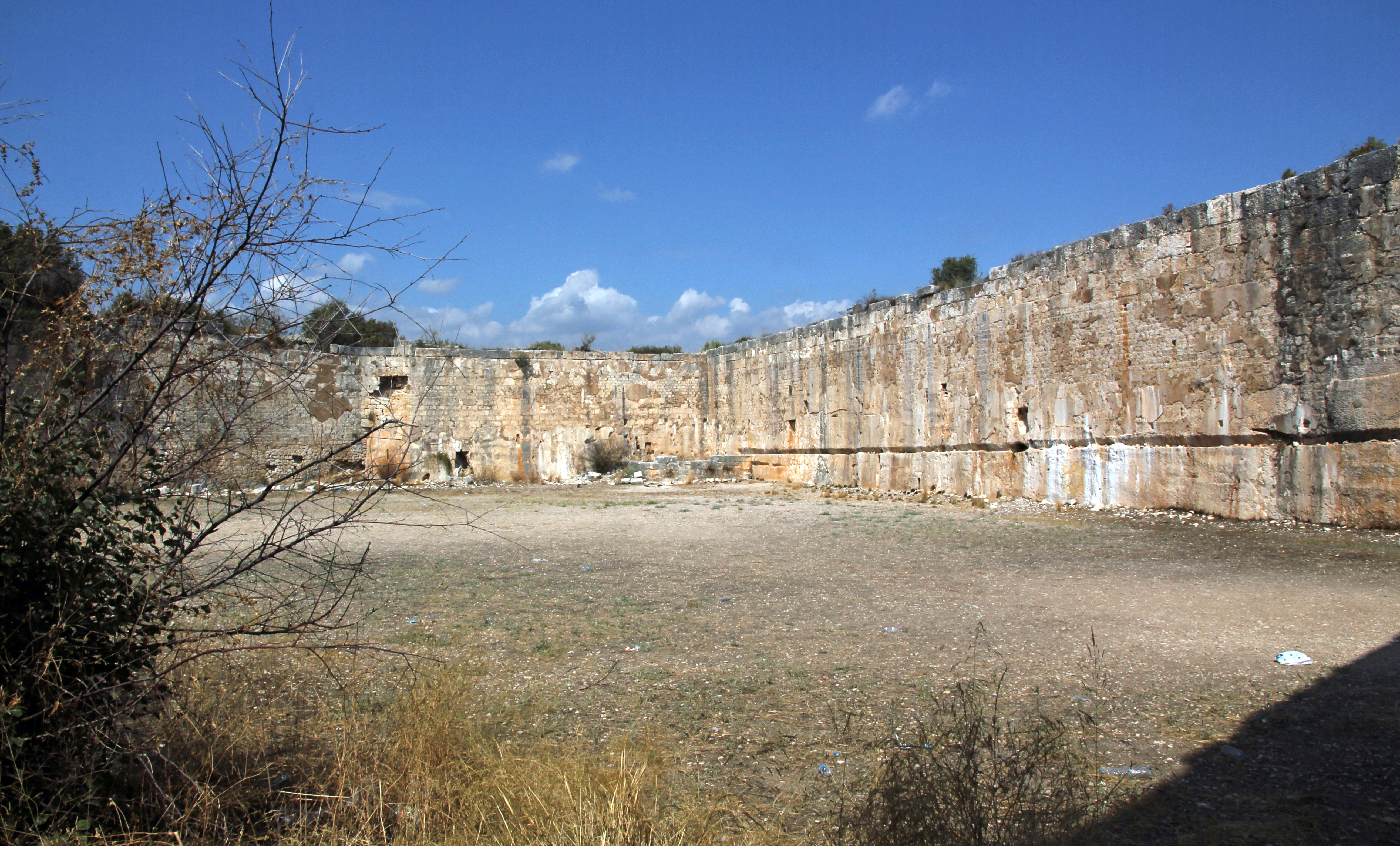
Große Hochzisterne

Seit dem 4. Jahrhundert erlebte Korykos einen wirtschaftlichen Aufschwung, wohl auch als Handelszentrum und Umschlagplatz für das Hinterland. In dieser Zeit wurde die neue Stadtmauer errichtet, die vom Hafen im Westen der Festung aus im weiten Bogen das Stadtgebiet umschloss. Die Wasserleitung mit mehreren Aquäduktbrücken, die bereits seit der Kaiserzeit den Ort gemeinsam mit Elaiussa Sebaste mit Wasser vom Lamos versorgte, wurde erneuert und erheblich ausgebaut. Die Leitung erreichte die Stadtmauern von Osten, etwa dem Verlauf der heutigen Straße folgend. Gleichzeitig entstanden im Stadtgebiet zahlreiche Zisternen, darunter im 5./6. Jahrhundert die große Hochzisterne im Osten der Stadt mit einem polygonalen Grundriss und Maßen von etwa 60 × 40 Metern. Auch die nicht genauer datierbare Mole, die von der Landzunge, auf der die antike Kernstadt lag, ins Meer in Richtung der vorgelagerten Insel ragt, ist wohl in dieser Zeit entstanden, möglicherweise als Reaktion auf eine zunehmende Verlandung des Hafens.
Ein deutliches Zeichen für den Wohlstand der Stadt sind die zahlreichen – Hellenkemper/Hild sprechen von mindestens zwölf – beeindruckenden Sakralbauten, die nach dem 4. Jahrhundert entstanden, nachdem ab 380 das Christentum Staatsreligion im Römischen Reich geworden war. Unter anderem durch die Missionsarbeit des Paulus von Tarsus hatte das Christentum in Kilikien schon früh Anhänger gefunden. Die meisten der Kirchen sind dreischiffige Basiliken. Innerhalb der Stadtmauern stehen die Kathedrale und die Kirche über der Zisterne. Drei große Gotteshäuser aus dieser Zeit stehen extra muros an der Via Sacra: von Osten nach Westen die Querschiffbasilika, die Grabeskirche und die Klosterkirche. Etwa 1,6 Kilometer östlich der Landburg findet sich eine Begräbniskapelle. Weitere Kirchen, auch im Bereich der Landburg, sind als armenische und mittelalterliche Bauten späteren Datums.

#### Kathedrale
Die Kathedrale liegt zentral im Stadtgebiet von Korykos, heute direkt nördlich der Durchgangsstraße. Zwischen hohem Baum- und Strauchbewuchs ragt nur noch die Apsis auf. Guyer bezeichnet sie als „die älteste und schönste der innerhalb der Stadtmauern erhaltenen Kirchen von Korykos“ und hält sie deshalb für die Kathedrale, in der die Bischöfe der Stadt amtierten und wo die Einwohner 1361 dem zyprischen König Peter I. den Treueeid leisteten. Es ist eine dreischiffige Säulenbasilika mit Maßen von 19,50 × 32,20 Metern. Die Ausgrabungen Herzfelds zeigten im Westen einen die gesamte Breite der Kirche einnehmenden Narthex von 4,60 Metern Tiefe mit einer Apsis an der Nordseite, dessen Eingang ein Tribelon bildete. Er war durch wahrscheinlich mit Bögen verbundene Pilaster entsprechend den Schiffen dreigeteilt. Der mittlere Teil öffnete sich nach außen durch drei von Säulen getragene Bögen. Hinweise auf ein Obergeschoss wurden, ebenso wie im Hauptraum der Kirche, nicht gefunden, weshalb als oberer Abschluss ein Pultdach angenommen wird. Der Naos war durch zwei Säulenreihen in drei Schiffe geteilt, von denen das mittlere eine Breite von 9,00 und die Seitenschiffe von 4,50 Metern hatten. Im Osten wird das Gebäude von einer halbrunden Apsis abgeschlossen, in die eine ebensolche Priesterbank eingesetzt ist. Die sechsseitige Außenummantelung der Apsis besteht aus erheblich kleineren Quadern und ist auch wesentlich ungenauer gearbeitet als das sonstige großquadrige Mauerwerk der Kirche. Daraus kann auf eine spätere Errichtung dieser Außenhülle, sicher in armenischer Zeit, geschlossen werden, möglicherweise um das inzwischen baufällige Mauerwerk vor Einsturz zu sichern.
Im Innern ist der Apsis der Chorraum in der Breite des Mittelschiffs vorgelagert. Auf dem Fußboden legten die Ausgräber Reste von Mosaiken frei, die, ähnlich den byzantinischen Mosaiken des 5. Jahrhunderts aus weißen, schwarzen, roten und gelben Steinen zusammengestellt waren. Sie zeigten in einer Umrahmung mit geometrischen Mustern Bilder von Pflanzen und Tieren, darunter Löwe, Leopard und ein Bock. Dazu gehören Schriftfelder, in denen, neben einem Bibelspruch, der Stifter mit dem Namen Theognost erwähnt wird. Zwar ist keine geschichtliche Persönlichkeit mit diesem Namen bekannt, aber drei Buchstaben am Rand der Tabula ansata liest Herzfeld als die Jahreszahl 741 der seleukidischen Ära, was dem Jahr 429 der christlichen Zeitrechnung entspräche. Im Umfeld des Altarraums kamen weitere geometrische Ornamente in Opus-sectile-Technik zum Vorschein. Mittels einer Chorschranke, von der Fragmente gefunden wurden, war der Altarraum von den Gläubigen im Hauptraum getrennt. Die Rückwand der Apsis weist Dübellöcher auf, was auf eine Verkleidung mit farbigen Marmorplatten hindeutet. Auf einer weit vorstehenden Sima liegt die Apsiskalotte auf. Sie wurde beidseitig von zwei gleichen Kapitellen abgeschlossen, von denen das nördliche noch in situ zu sehen ist, während das andere im Schutt gefunden wurde. Über Akanthusblättern im unteren Teil zeigen sie an den Ecken Widderköpfe, dazwischen radschlagende Pfauen. Rechts und links des Altarraums befanden sich zwei Pastophorien, die die Breite der Seitenschiffe hatten. Sie waren sowohl mit den Schiffen als auch mit dem Chor durch Türen verbunden.

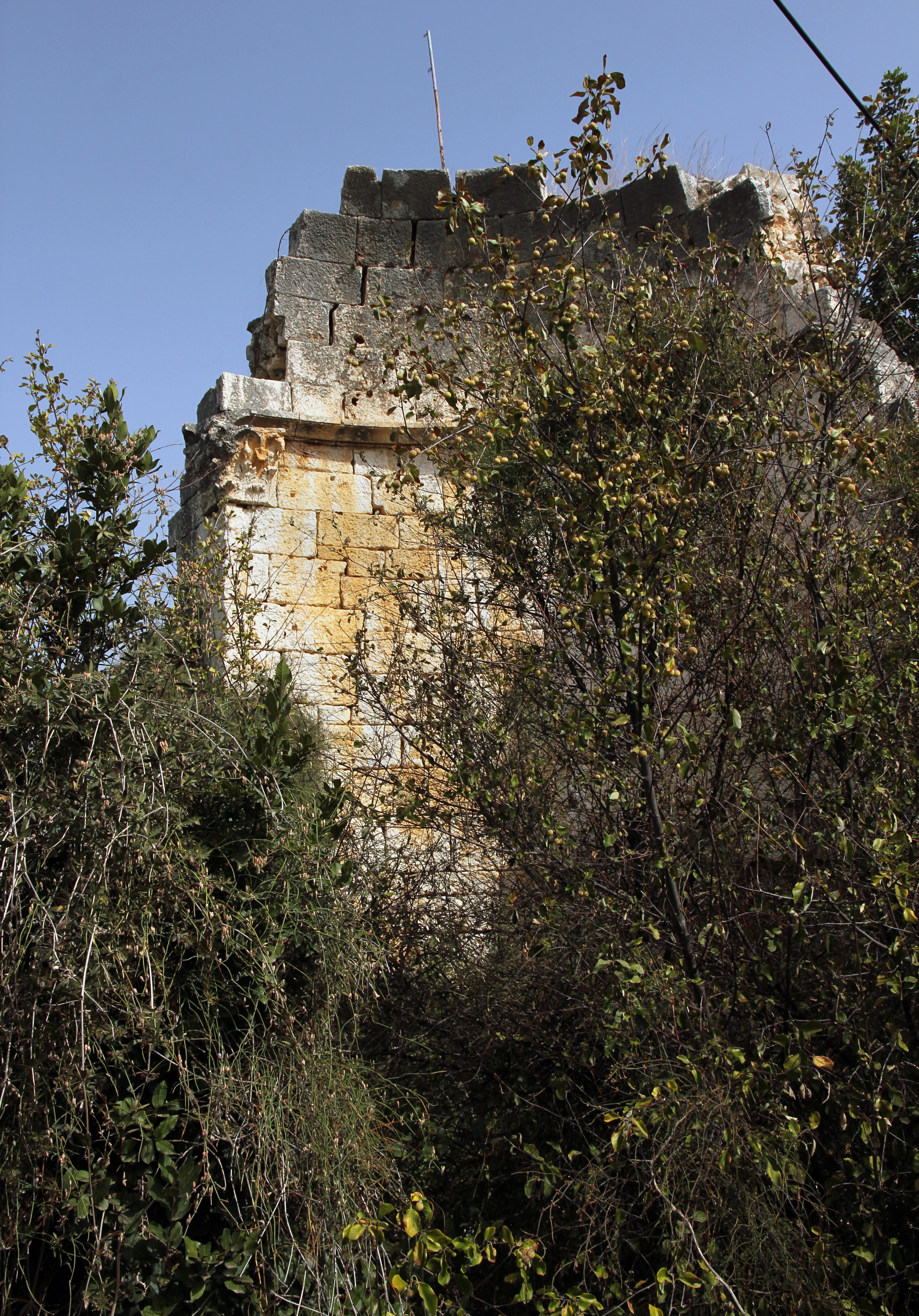
Apsis von Südwesten
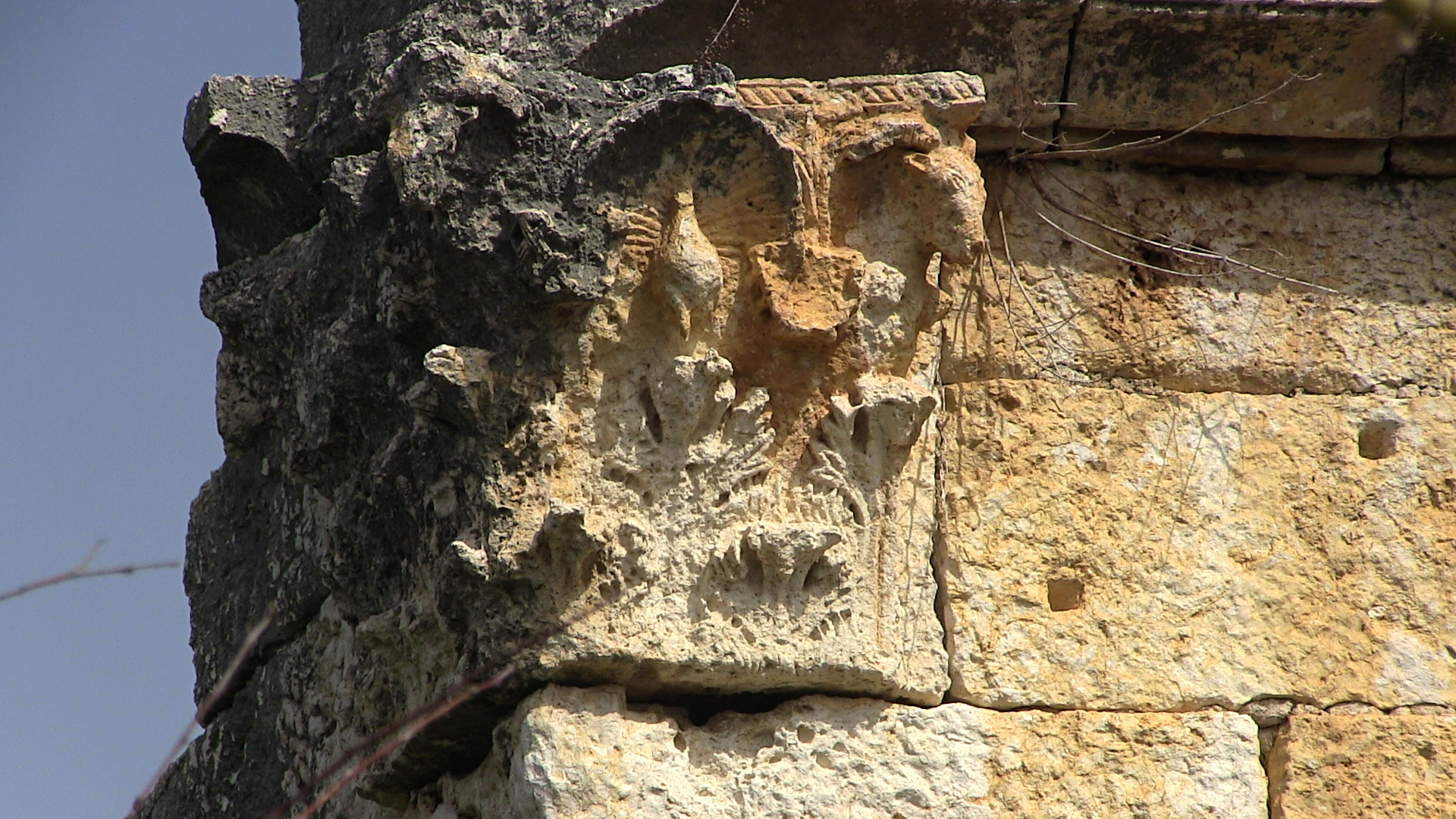
Widderkapitell

#### Kirche über der Zisterne

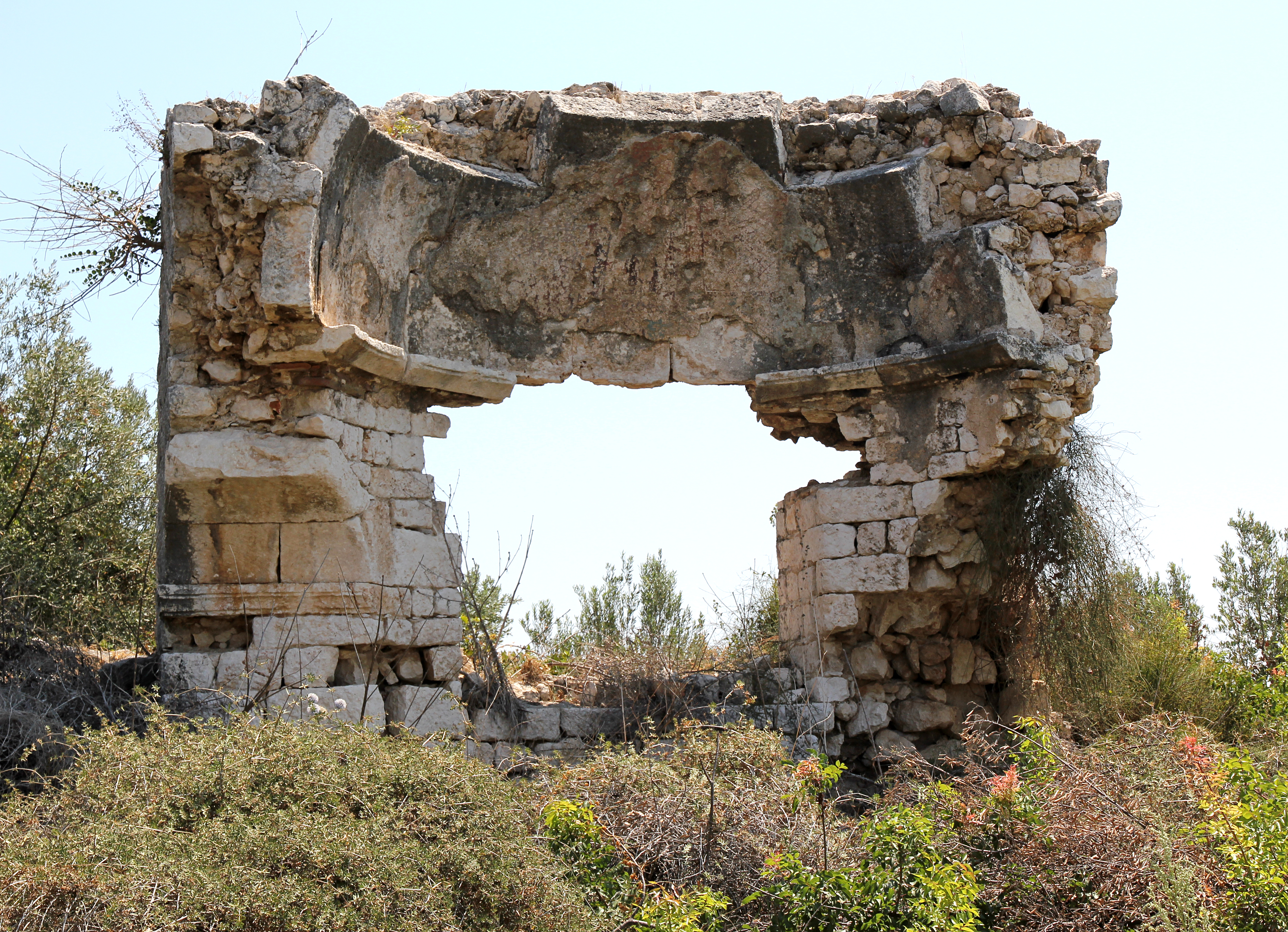
Kirche über der Zisterne, Apsis von Westen

Die Kirche über der Zisterne lag wenig südlich der Kathedrale. Schon Guyer und Herzfeld berichten, dass außer der Zisterne nur noch die Apsis erhalten war, während es von den Wänden keinerlei Reste mehr gab. Durch den Neubau der Durchgangsstraße nach Erdemli Ende des 20. Jahrhunderts ist sie komplett verschwunden. Die Apsis war halbrund und hatte drei Bogenfenster. Darunter lag ein etwa rechteckiger Teil der Zisterne von 3 × 4 Metern mit im Osten abgerundeten Ecken. Der Hauptteil lag westlich davon und war 9,00 Meter lang und im Osten 7,50 Meter breit, er verschmälerte sich nach Westen auf etwa 6,75 Meter. Er könnte dem darüberliegenden Schiff entsprochen haben. Durch eine Pfeilerreihe war er von Westen nach Osten in zwei Schiffe geteilt, wobei die Pfeiler mit den Längswänden über Bögen verbunden waren, die den Fußboden der Kirche trugen. Ein weiterer Wasserbehälter lag südlich davon. Er war von etwa derselben Länge, aber weniger als halb so breit und ebenfalls von querstehenden Bögen überdacht. Da keinerlei Ornamentik erhalten blieb, ist der Bau kaum zu datieren.

#### Querschiffbasilika

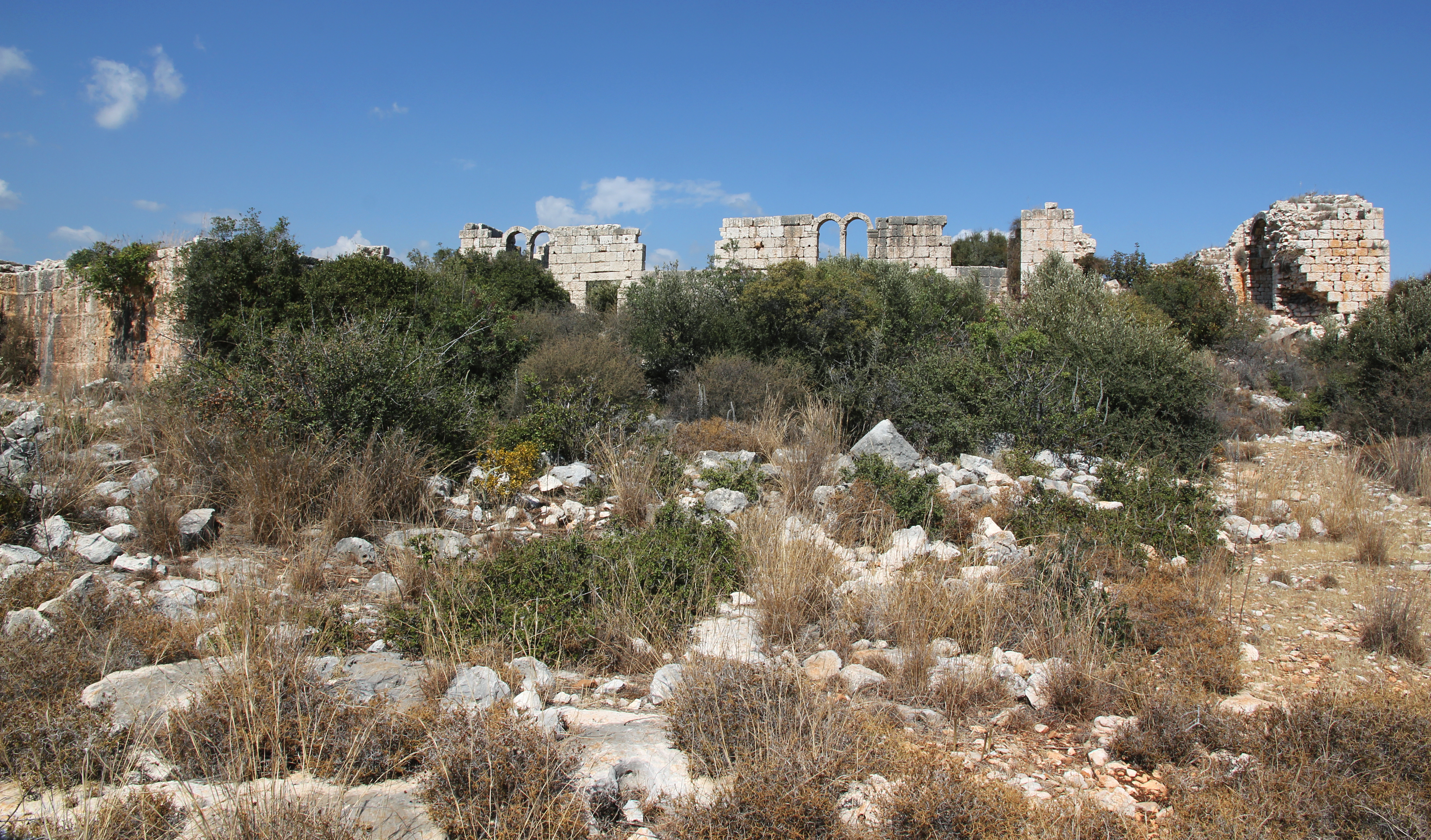
Querschiffbasilika von Süden, links die Zisterne

Am östlichen Ende der Via Sacra, außerhalb des ummauerten Stadtgebiets, liegt die Querschiffbasilika. Sie ist, wie nahezu alle kilikischen Kirchen, nach Osten ausgerichtet und hat Maße von etwa 58,50 Metern Länge bei einer Breite von 18 Metern im Hauptteil, im Bereich der Nebenräume hinter der Apsis verbreitert sich der Bau um einige Meter. Den westlichen, 13,35 Meter langen Teil des Bauwerks, das sie als „Basilika No. 1“ bezeichnete, hielt Gertrude Bell 1905 für einen Klosterbau. Herzfeld konnte es bei seinen Grabungen als Atrium mit einem Innenhof identifizieren, der an drei Seiten von Säulen umgeben war und sich im Osten direkt an den Narthex der Kirche anschloss. An den drei Außenseiten war jeweils eine Tür, in den Ecken der Westwand gab es zwei quadratische Räume. Ob sie einen Teil des Atriums bildeten oder turmartig ausgebaut waren, lässt sich nicht mehr feststellen. Durch drei Bögen öffnete sich im Osten der nur 4,70 Meter tiefe Narthex. Balkenlöcher und der Ansatz einer Treppe am Nordende weisen auf ein Obergeschoss hin. Von dort betrat man über drei Tore die drei Längsschiffe des Naos. Wie üblich hatte das Mittelschiff etwa die doppelte Breite der Seitenschiffe, sie waren durch Bogenreihen getrennt, die von je sieben Säulen und einem Pfeiler als Abschluss im Osten getragen wurden. In der Südwand sind noch zwei Eingänge sowie ein Dreifach- und drei Doppelfenster zu erkennen, für die Nordwand kann eine gleiche Anordnung vermutet werden.
Die Abschlusspfeiler der Säulenreihen standen 6,70 Meter vor der Apsis und waren über Bögen mit den Seitenwänden verbunden. Dadurch entstand eine Art Querschiff, das Guyer zu der Bezeichnung „Querschiffbasilika extra muros“ veranlasste. Zur Apsis hin gab es ebenfalls Verbindungsbögen, sodass in der Verlängerung des Mittelschiffs der Chorraum entstand. Er war von den Seitenflügeln des Querschiffs, also den Verlängerungen der Seitenschiffe, ebenso wie vom Mittelschiff durch Schranken abgetrennt. Von den seitlichen Schranken ist lediglich ein Fragment erhalten, das ein Kreuz zeigt. Von den Schranken zum Kirchenraum waren bei Herzfelds Grabungen noch zwei Marmorblöcke in situ. Sie wiesen auf der der Gemeinde zugewandten Seite eine Nische und Profile als oberen Abschluss auf. In der rechten Nische war ein Kreuz zu sehen, die linke zeigte zwischen zwei Säulen und einem Giebel ein Relief des Gotteslamms und unterhalb des Profils eine griechische Inschrift. Die Ausgräber halten die Blöcke aufgrund des sepulkralen Charakters der Inschrift für Teile von Märtyrergräbern. Zwischen den Blöcken war ein Durchgang frei. Zu diesem oder zu einer Tür in den seitlichen Chorschranken gehörten möglicherweise als Sturz zwei andere im Schutt gefundene Steinblöcke mit Kreuzen und Vogeldarstellungen.
An den Altarraum schließt sich im Osten die außen und innen halbrunde Apsis an, deren Durchmesser etwa der Breite des Mittelschiffs entspricht. Heute stehen davon nur noch Bruchstücke aufrecht, Herzfeld und Guyer konnten noch drei durch Pfeiler getrennte Rundbogenfenster erkennen, die den Innenraum beleuchteten. Rechts und links der Apsis liegen die beiden geräumigen Pastophorien, die die Kirche sowohl in der Breite als auch in der Länge überragen. Sie waren nach Osten von kleineren Apsiden abgeschlossen, die von außen massiv rechteckig ummauert sind. Der ursprünglich offene, mit Steinfliesen gepflasterte Raum hinter der Hauptapsis und zwischen den Pastophorien wurde in armenischer Zeit mit einer kleinteiligen Mauer umschlossen. Aufgrund der Bauform und stilistischer Eigenschaften, die auf Einflüsse aus dem Osten (Syrien, Antiochia) ebenso wie aus Byzanz hindeuten, datiert Guyer die Kirche ins späte 6. Jahrhundert.
Nordöstlich der Basilika begann mit einem Tetrapylon die Via Sacra von Korykos, die nach Westen an Sarkophagen und weiteren Kirchen vorbeiführte. Von diesem Tetrapylon ist nur ein Eckpfeiler erhalten. Aus dessen Aufbau lässt sich schließen, dass das Bauwerk vier weite, offene Bögen als Seiten hatte. Innen trug ein kreisförmiges und außen ein quadratisches Gesims das Dach. Über dessen Konstruktion besteht keine Klarheit, Guyer schlägt ein kegel- oder kuppelförmiges Holzdach vor. Er hält wie für die Kirche das späte 6. Jahrhundert als Entstehungszeit für wahrscheinlich. Südlich der Kirche liegt eine Zisterne aus großen Quadern mit Wasserrinnen auf dem Dach.

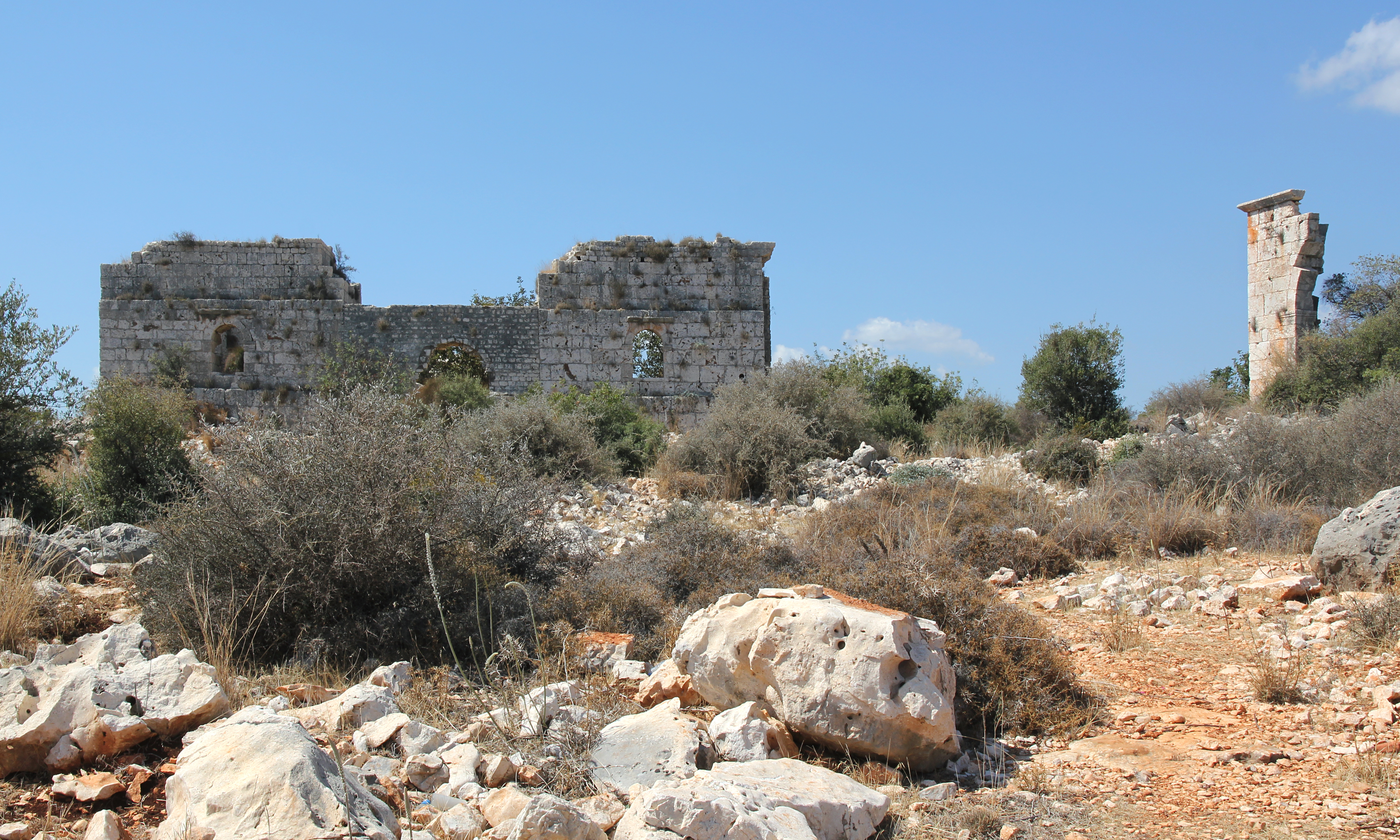
Chorteile von Osten, rechts der Pfeiler des Tetrapylons
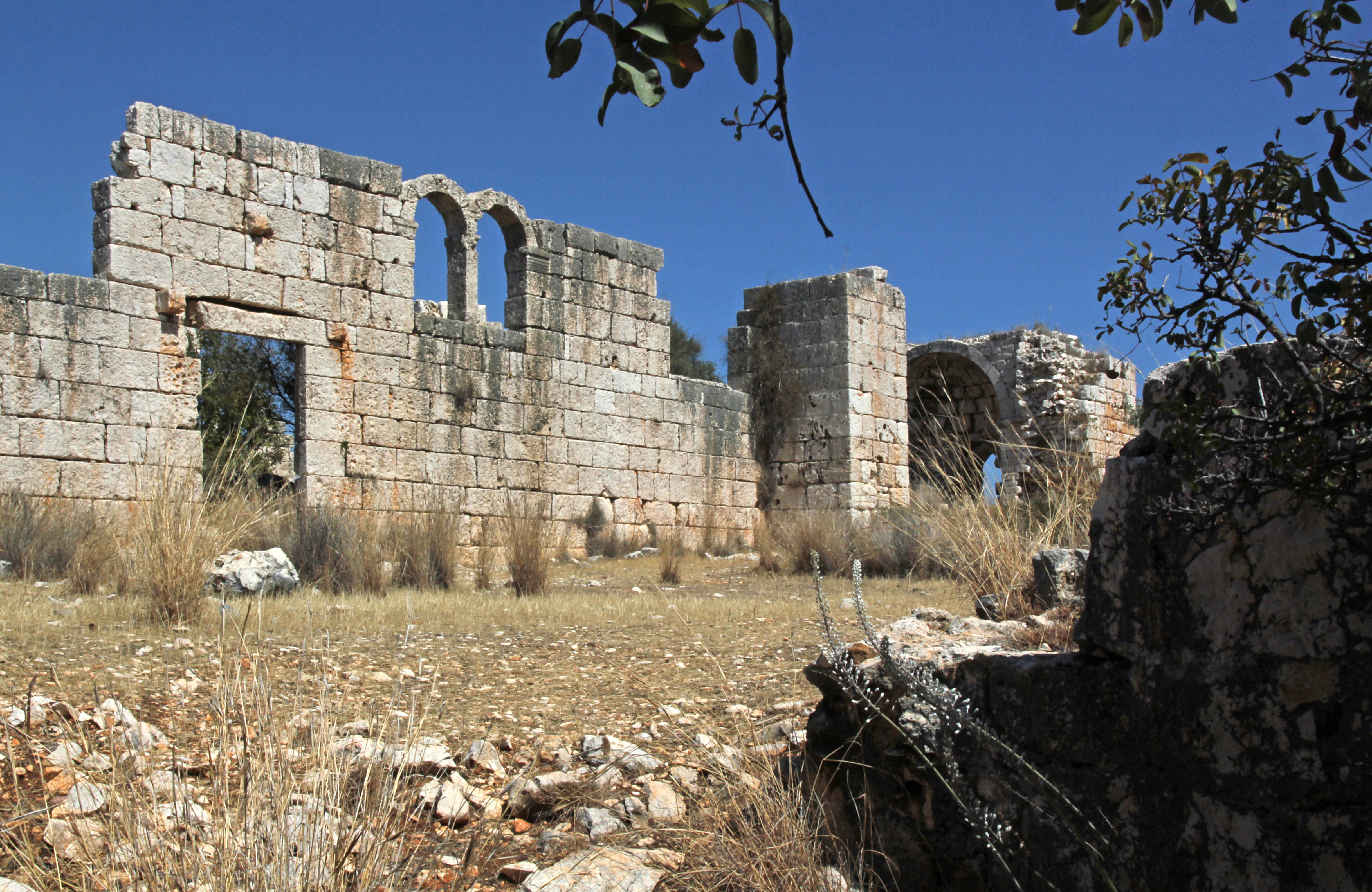
Hauptteil von Südwesten
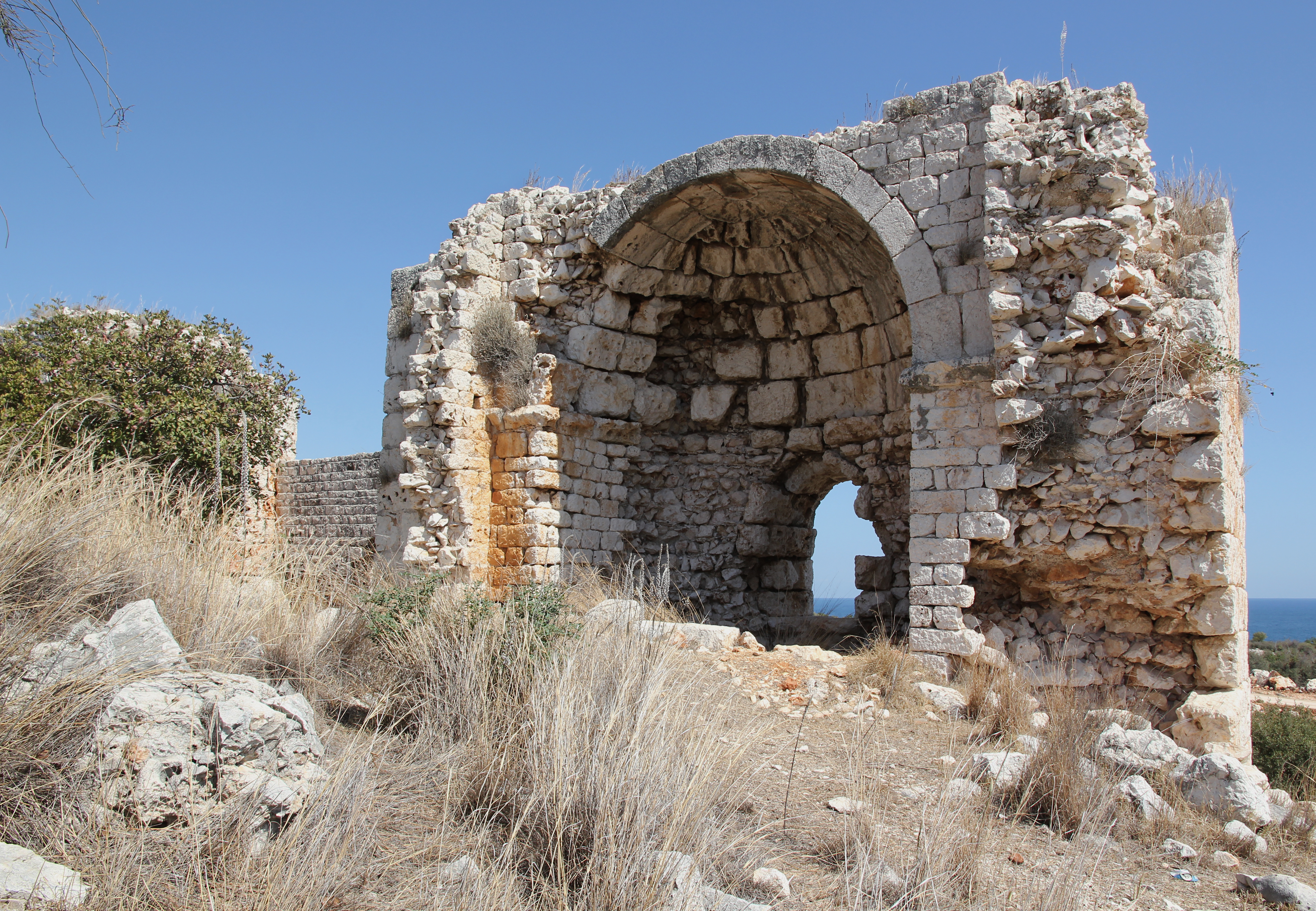
Apsis des südlichen Pastophorions
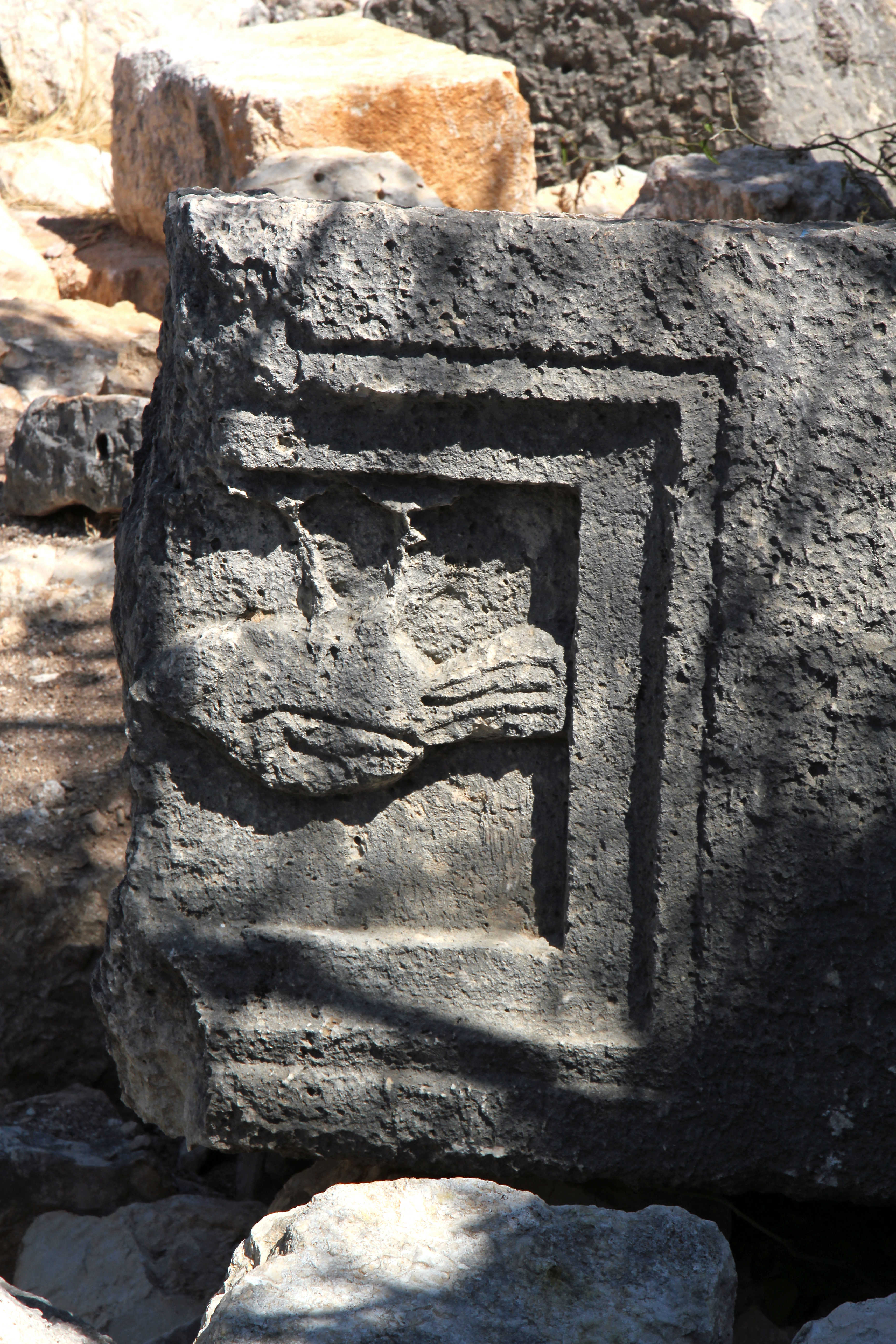
Türsturz der Chorschrankenanlage mit Vogelrelief
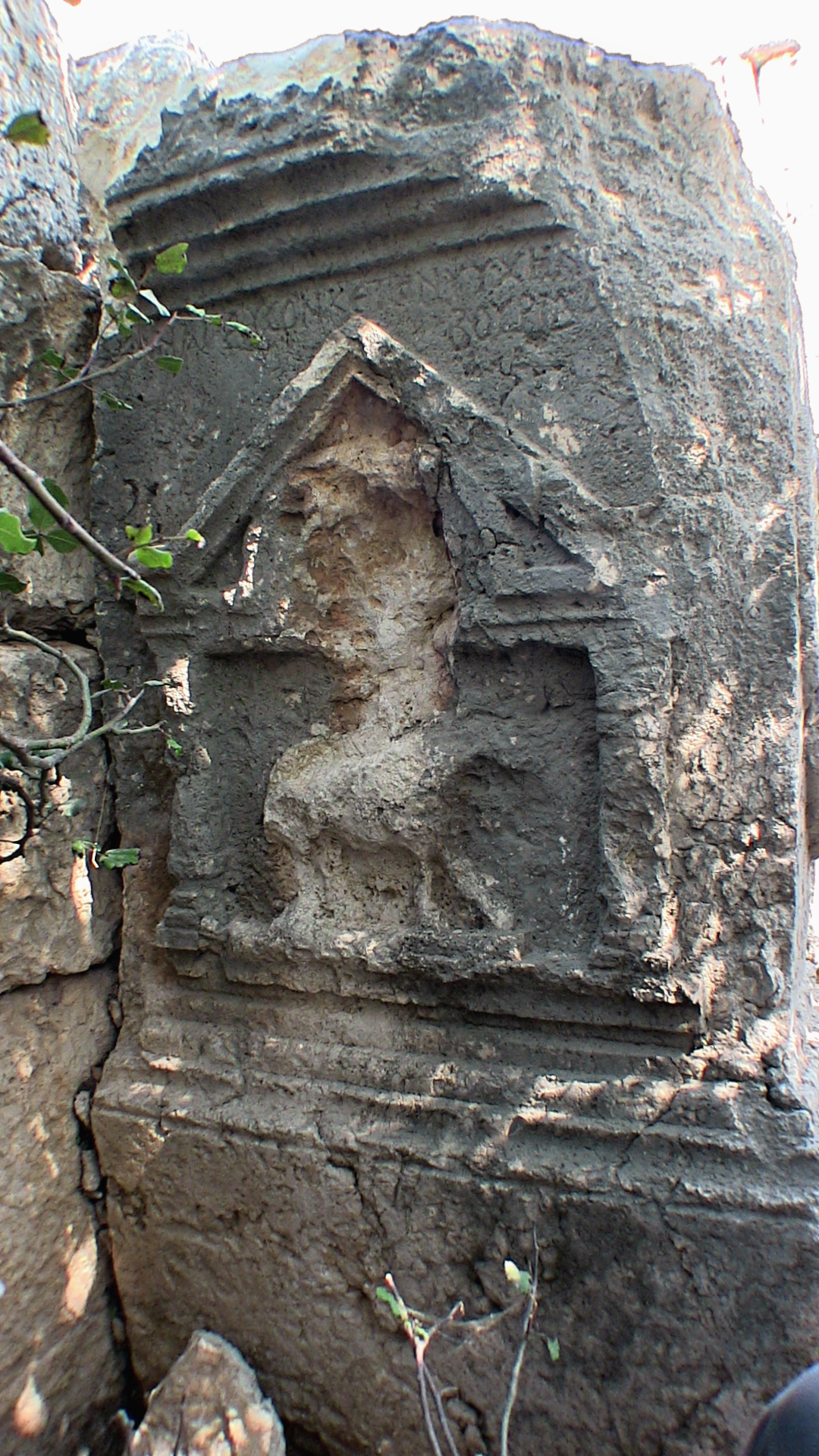
Chorschranke mit Relief des Gotteslamms
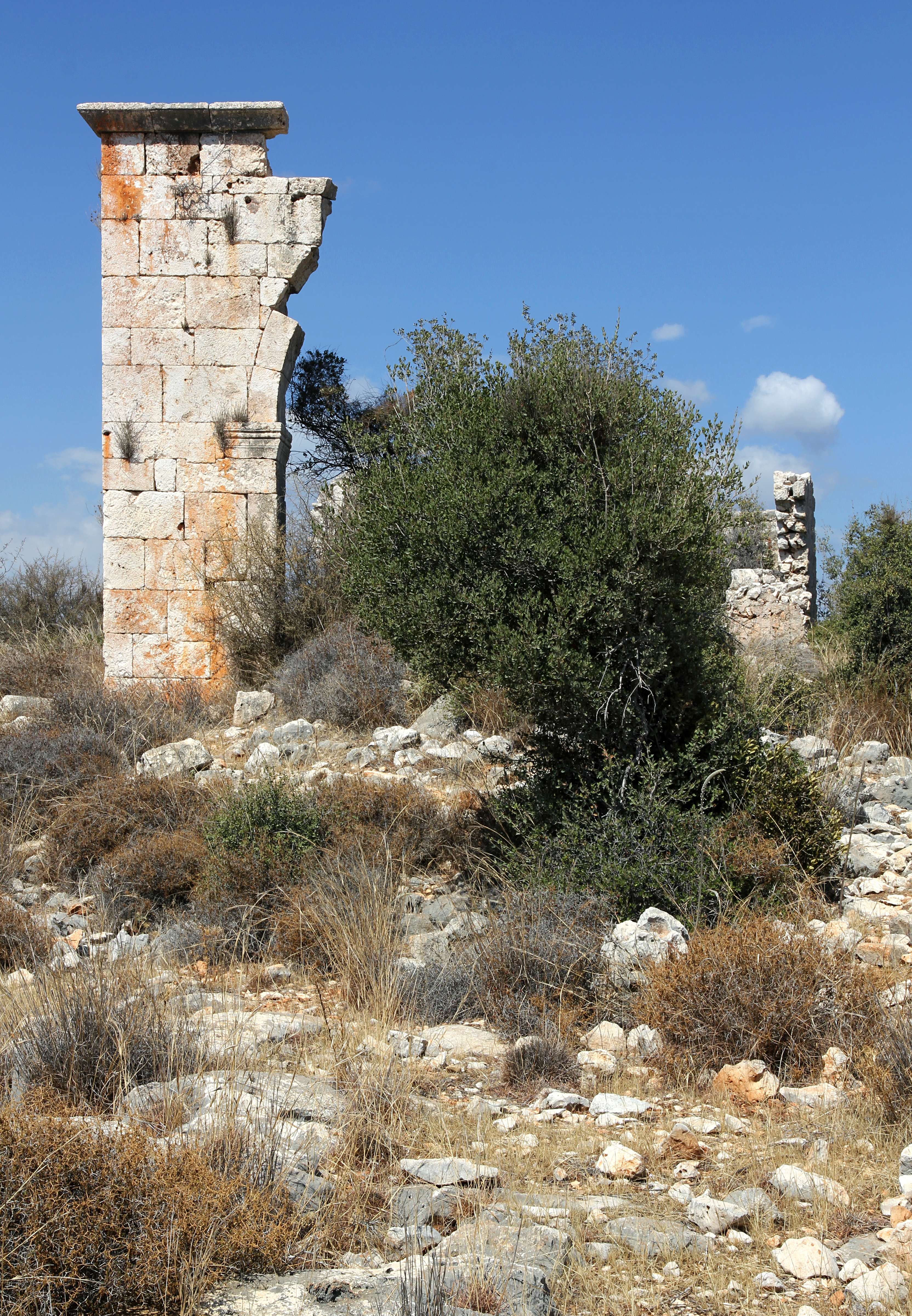
Pfeiler des Tetrapylons am Beginn der Via Sacra
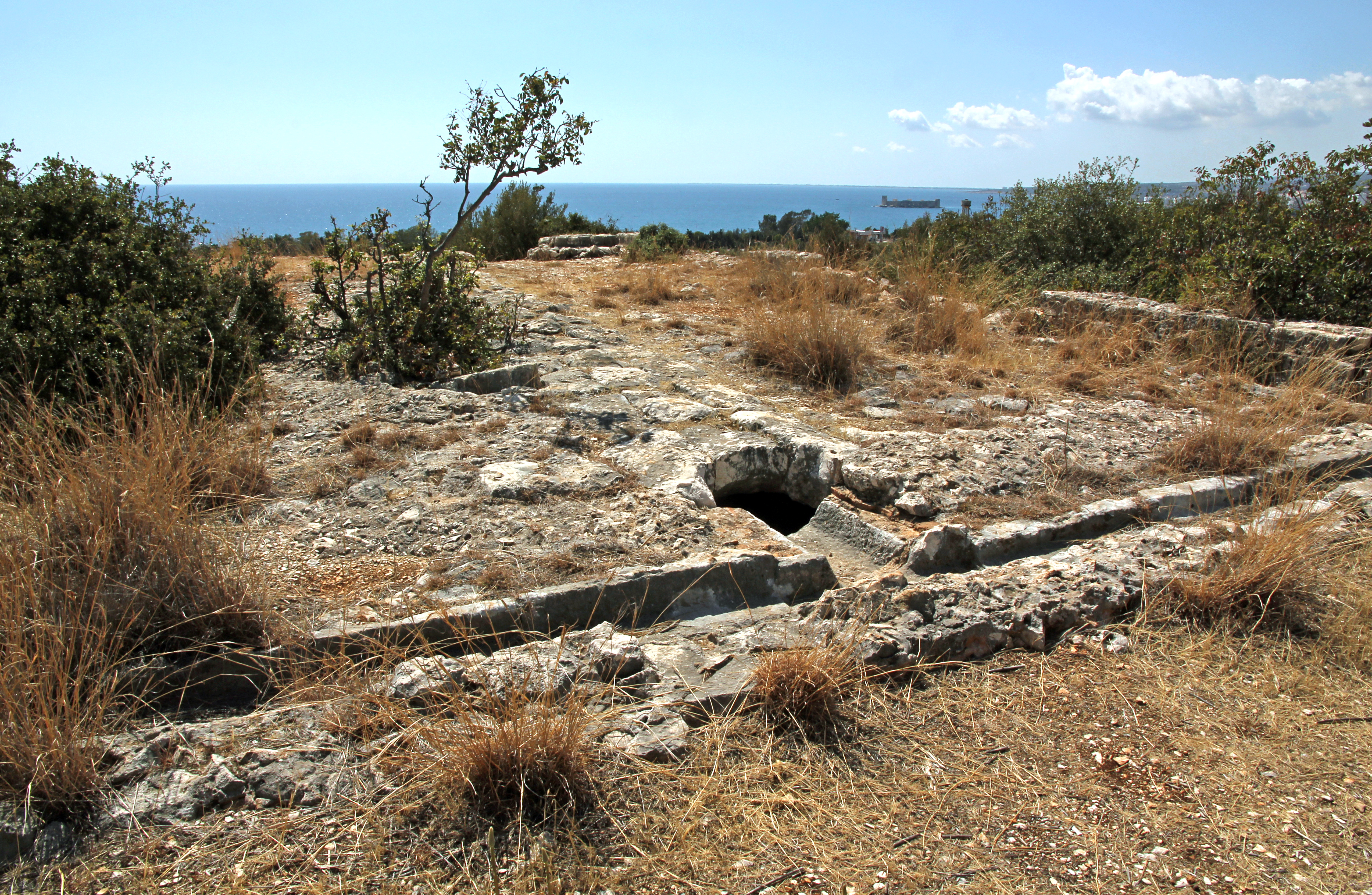
Dach der Zisterne

#### Grabeskirche

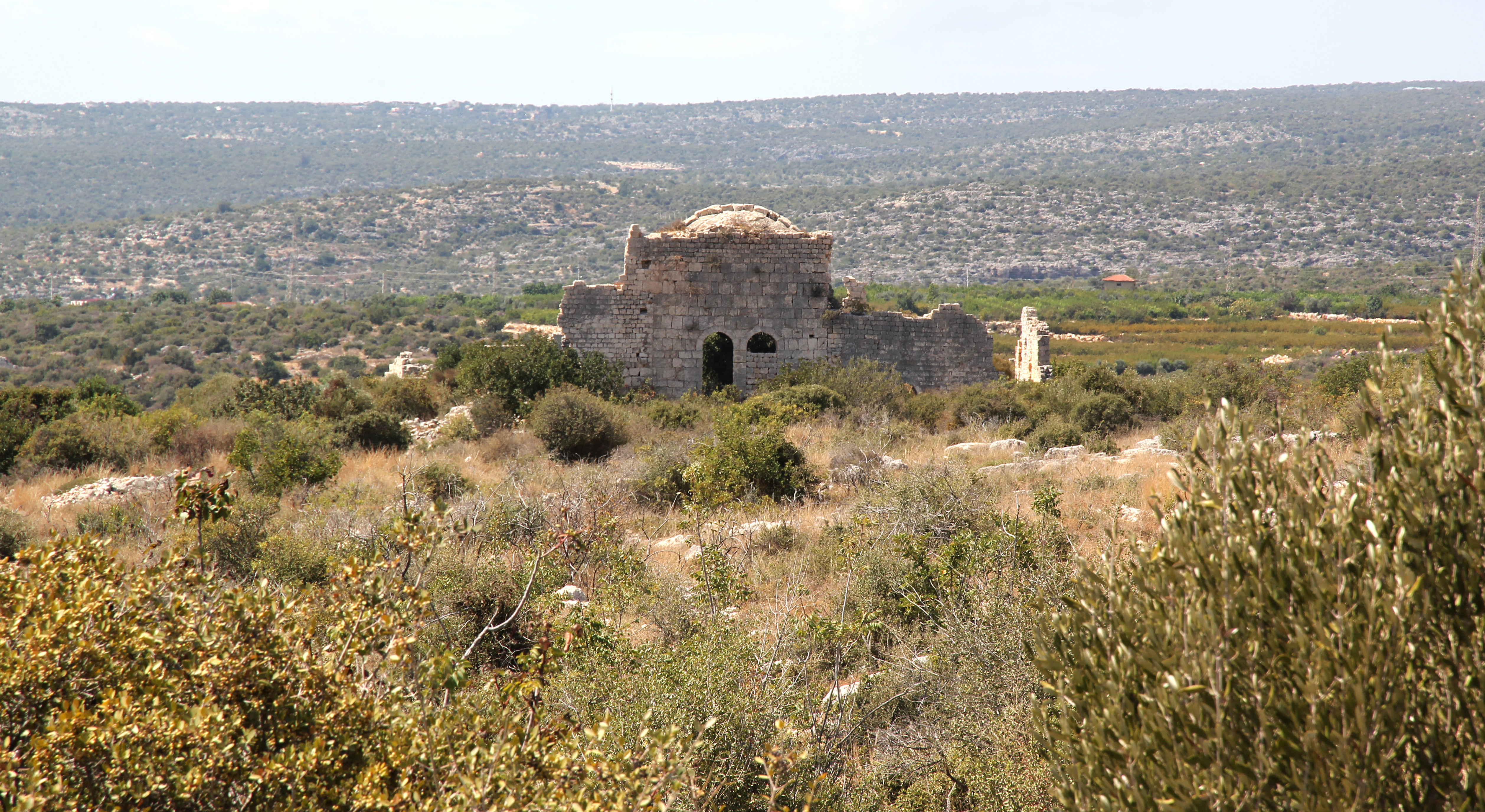
Grabeskirche von Osten

Die Grabeskirche, bei Bell als „Basilika No. 2“ bezeichnet, steht etwa 250 Meter westlich der Querschiffbasilika ebenfalls an der heiligen Straße. Sie ist aus mehreren Gründen bemerkenswert. Erstens ist sie mit fast 80 × 30 Metern die größte der Kirchen von Korykos, zweitens unterscheidet sich ihr Aufbau grundlegend von dem der anderen Kirchenbauten. Der Grund dafür ist ein älterer, quadratischer Bau im Zentrum des Gebäudes, den Guyer und Herzfeld als Martyrion bezeichnen und nach dem sie die Bezeichnung „Grabeskirche extra muros“ wählten. Die Unterbauten von zwei Sarkophagen, die sie dort fanden, nehmen sie als Beleg dafür, dass der Raum dem Andenken an zwei Märtyrer gewidmet war. Die Mauern des Heiligtums mit Innenmaßen von 12 × 12 Metern bestanden aus großen Quadern, deren Dübellöcher von einer reichen Marmorinkrustation zeugen. Die Wände waren von bogenförmigen Zugängen nach allen Seiten durchbrochen. In Teilen erhalten sind die Eckpfeiler mit korinthischen Kapitellen und Ansätzen der Bögen. Im Westen des Quadrates kamen Säulenbasen zum Vorschein, die im Halbkreis vor dem Bogen standen. Da im Osten ein ebenfalls halbkreisförmiges Podest zutage kam, schließen die Ausgräber, dass alle Seiten von apsisartigen Vorbauten umschlossen waren. Bruchstücke eines Halbkreissegments, die östlich gefunden wurden, zeigen, dass dort ursprünglich eine geschlossene Apsis stand, die auch für die später errichtete Kirche zunächst diese Funktion erfüllte. Über den oberen Abschluss dieses Zentralbaus kann nur spekuliert werden.
Um diesen Raum wurde später die eigentliche Basilika erbaut. Der Westteil des Gebäudes besteht, ähnlich der Querschiffbasilika, aus einem Atrium, das innen 27 Meter in der Breite und 30,50 Meter in der Länge misst. Dem Zugang dienten mittige Türen durch die drei Außenwände. Sie hatten, wie die Türen des Kirchenraums, ein Vordach. Dieses bestand aus zwei Konsolen mit Profilen an den Seiten und einem Akanthusblatt an der Front, auf denen 1,35 Meter tief ein Tonnengewölbe auflag, das vorn simaartig profiliert war. Diese Vordächer sind im gesamten Bau noch mehrfach erhalten. Von den Säulenhallen des Hofes ist nichts erhalten, jedoch kann aus Vorlagen an der Wand zum Kirchenteil auf ihre Lage an der Nord- und der Südseite sowie vermutlich auch im Westen geschlossen werden. Im Osten öffnete sich stattdessen der Narthex durch fünf säulengetragene Rundbögen zum Hof und zwei Bögen zu den Säulengängen. Der Narthex selbst war 4,70 Meter tief und hatte im Süden eine in die Mauer eingelassene Apsis, während im Norden Reste eines Treppenaufgangs zum oberen Stockwerk zu sehen sind. Dessen Lage ist an Balkenlöchern in der Naoswand zu erkennen. An einem noch stehenden Pfeiler dieser Wand sind Bogenansätze erkennbar, die bedeuten, dass von diesem Obergeschoss ein Durchgang zu den Emporen des Hauptraumes bestand.
Vom Narthex aus führten drei Tore ins Innere der Kirche, von denen das mittlere größer als die anderen ist. Wegen des in den Gesamtplan integrierten Martyrions führen die Tore nicht in die üblichen drei Längsschiffe, sondern in einen annähernd quadratischen Raum von 27 × 26 Metern, in dessen östlichem Zentrum das Martyrion liegt. Dessen Westwand setzte sich in Richtung der Außenmauern über eine Bogenreihe fort, sodass im Westen ein quer zur Kirchenachse liegender Raum entstand, der durch eine Nord/Süd-verlaufende Säulenreihe nochmals in zwei Schiffe aufgeteilt war. Nördlich und südlich des Heiligtums entstanden somit noch zwei kürzere Längsschiffe. Im westlichen der beiden Querschiffe legten die Ausgräber am Fußboden einen in Opus-sectile-Technik ausgeführten farbigen Kreis frei, der von einem über Eck stehenden Quadrat eingefasst war. Im nächsten Schiff zeigte sich ein strahlenförmiges Muster, das der westlichen halbrunden Ausbuchtung des zentralen Heiligtums entsprach. Die östliche Apsis dieses Grabraumes diente bei der Erbauung der Kirche gleichzeitig als Hauptapsis des Gotteshauses, womit das Martyrion zum Chorraum der Kirche wurde. In der Nordwand konnten Herzfeld und Guyer noch die Verteilung von Türen und Fenstern nachvollziehen. Je eine Tür, mit Vordach wie die Atriumstüren, führte von außen in das westliche Querschiff und ins Längsschiff, das zweite Querschiff hatte vier durch Pfeiler getrennte Fenster, das Längsschiff nochmals zwei Doppelfenster.
Rechts und links der Apsis schlossen sich die beiden Pastophorien an, die sowohl vom Altarraum als auch von den Seitenschiffen aus durch Türen zugänglich waren. Sie hatten, ähnlich der Querschiffbasilika, eine in die Mauer gearbeitete Apsis mit einem kleinen Fenster im Osten. Seitlich der Pastophorien lagen noch zwei langrechteckige Räume, durch die der äußere Grundriss des Gesamtbaus zum geschlossenen Rechteck wird. Ihre Funktion ist unklar.
In einem späteren Bauabschnitt wurde der Chorraum erheblich vergrößert, indem die Apsis, die sich direkt an das Zentralviereck anschloss, weiter nach Osten verlegt wurde. Der Raum zwischen Pastophorien, ursprünglich nach außen offen, wurde überdacht und im Osten eine neue Hauptapsis angebaut. Sie ist halbrund und hat zwei Rundbogenfenster, die durch einen Pfeiler getrennt sind. Eines der korinthischen Apsiskapitelle ist an der Südecke erhalten, es weist stilistische Ähnlichkeiten mit den Kapitellen der Martyrionspfeiler auf. Die Rückwand ist außen gerade an die Enden der Pastophorien angeglichen. Die Mauertechnik aus Quadern lässt den Schluss zu, dass der Umbau nicht lange nach der Erbauung der Kirche stattfand. Der spätere Bau folgt eindeutig aus Fugen in der Ostwand, wo die Apsis an die Pastophorien anstößt. Auch ein Fenster vom südlichen Nebenraum zum Altarraum, das nur sinnvoll ist, wenn dieser früher im Freien lag, belegt den nachträglichen Umbau. Wahrscheinlich gleichzeitig mit diesem Umbau wurde unter dem Altarraum eine Zisterne von etwa den gleichen Maßen angelegt. Sie ist in den unteren Teilen in den anstehenden Fels gearbeitet und war verputzt. Die Decke bildete ein Tonnengewölbe. Einen Einstiegsschacht fanden die Ausgräber im südlichen Pastophorion, in der südlichen Außenwand des dortigen Nebenraums war eine Wasserleitung unklarer Funktion verlegt. Die Archäologen halten einen Zusammenhang mit möglicherweise heilkräftigem Wasser und dazugehörigen Baderiten in den länglichen Nebenräumen für möglich. Wahrscheinlich ebenfalls zur gleichen Zeit erhielten die Pastophorien ein Obergeschoss. Noch heute ist ein Gang erkennbar, der diese oberen Stockwerke miteinander verband.
Der zentrale Grabraum wird von Herzfeld und Guyer durch Vergleiche mit anderen Grabbauten und durch die stilistische Einordnung von Kapitellen an den Anfang des 6. Jahrhunderts datiert. Für den Bau der Basilika geben sie nach Vergleichen mit östlichen, mesopotamischen Grabkirchen die Zeit um 550 an. Ein weiterer Umbau, bei dem zwischen Chor und Martyrion eine massive, nur von einer Tür durchbrochene Mauer eingezogen wurde, erfolgte ausweislich des kleinteiligen Mauerwerks und der Verwendung von zahlreichen byzantinischen Kapitellen als Spolien erst in armenischer Zeit.

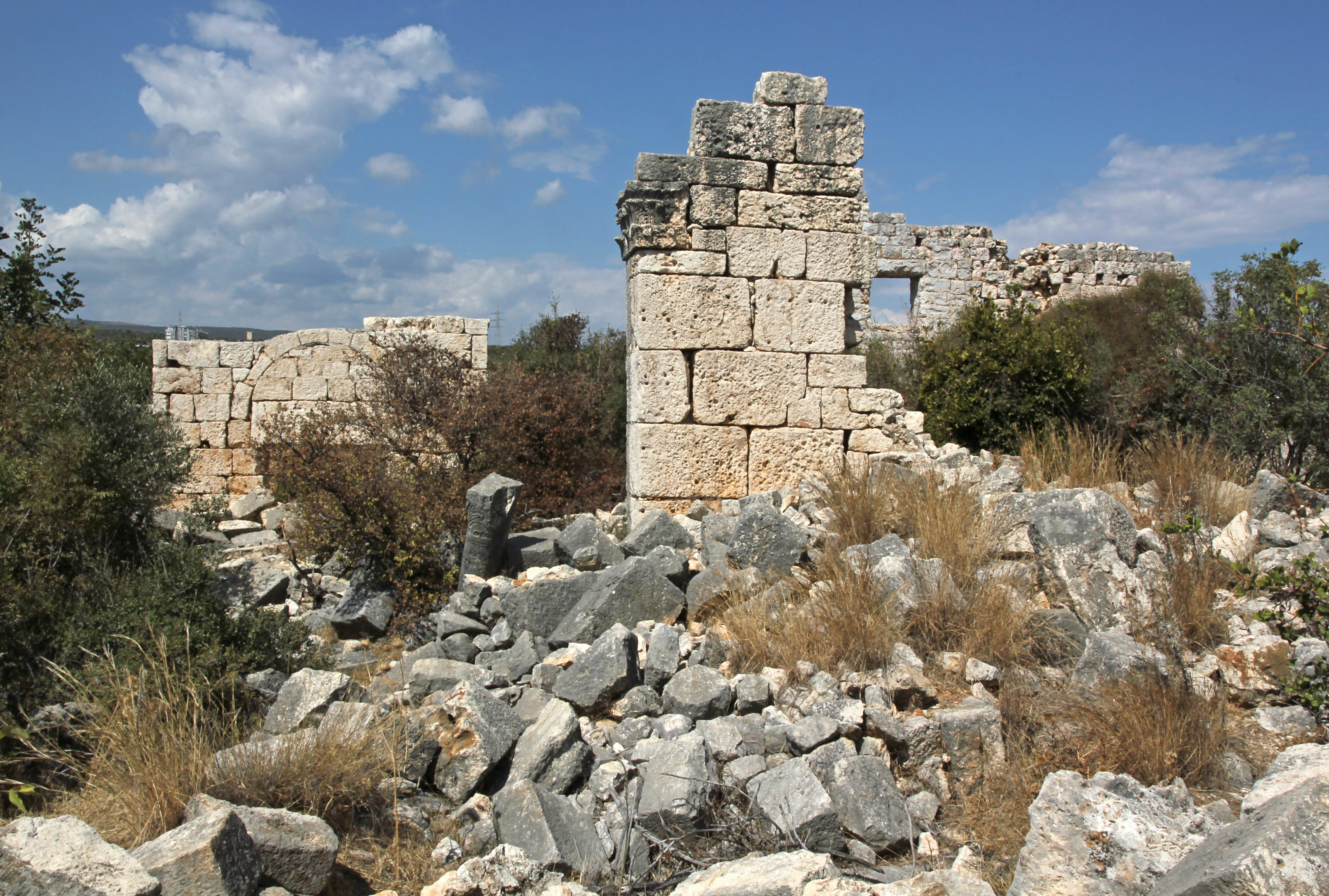
Nordwestecke des Martyrions, hinten die Nordwand der Kirche
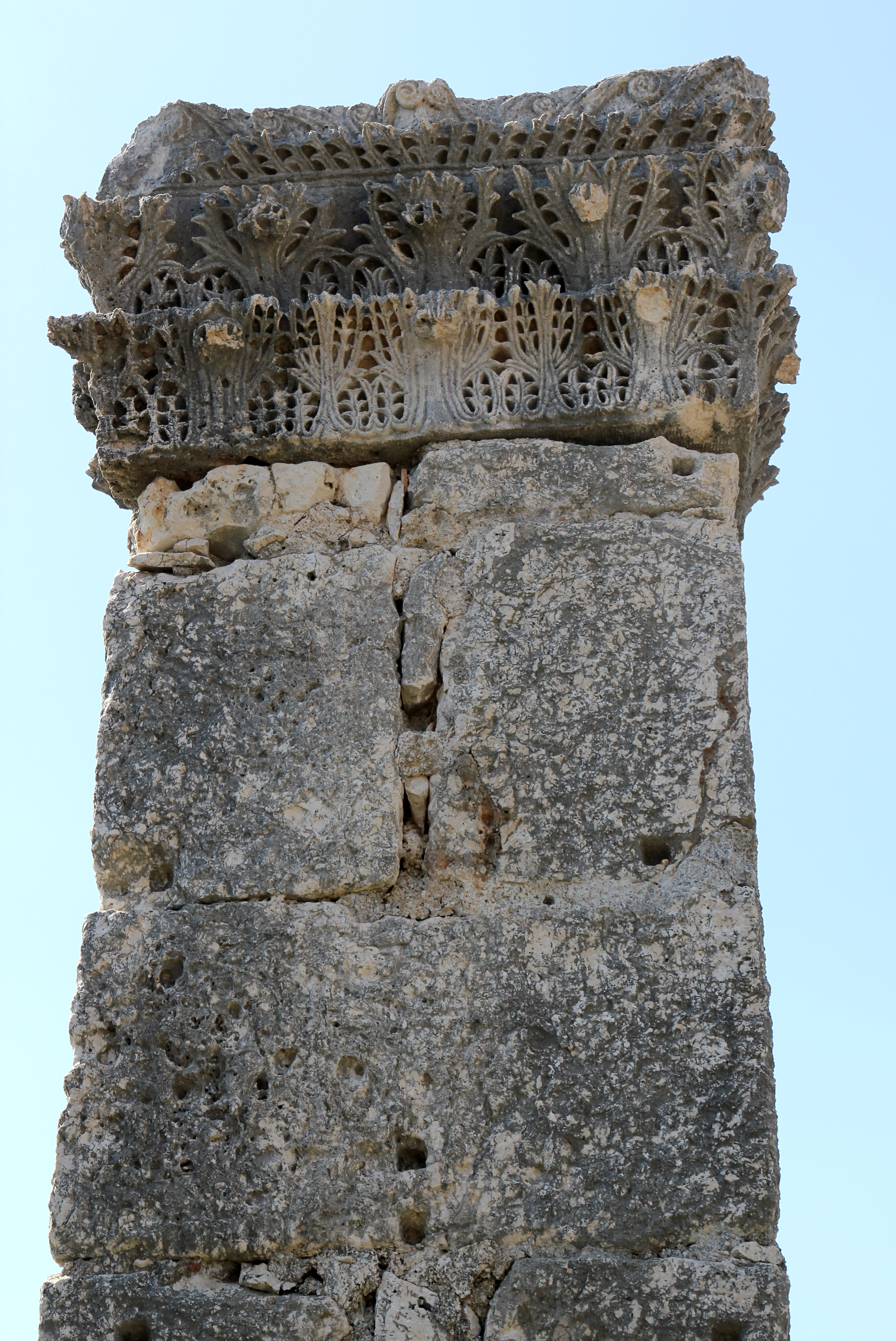
Pfeilerkapitell des Martyrions
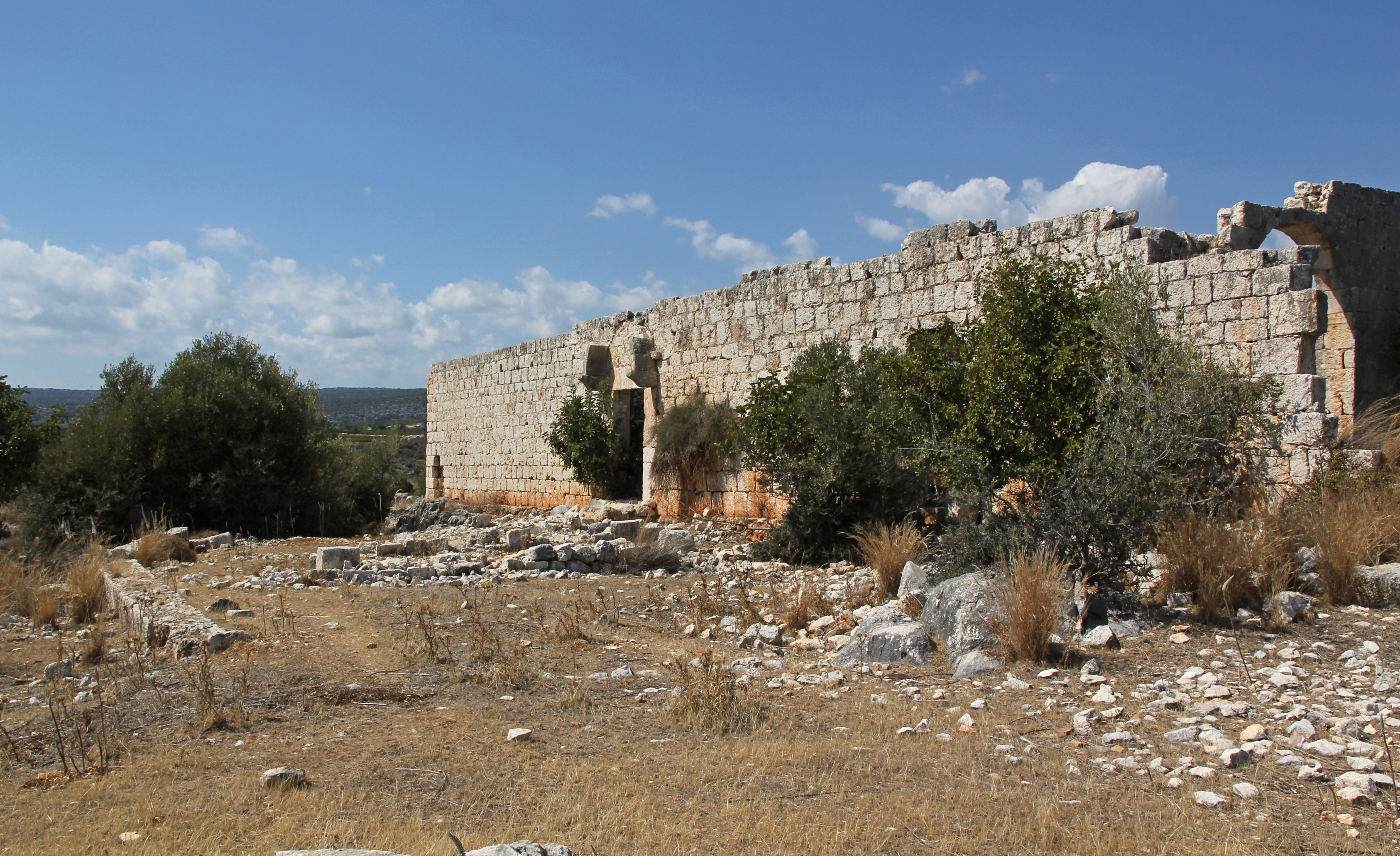
Westteil von Südosten
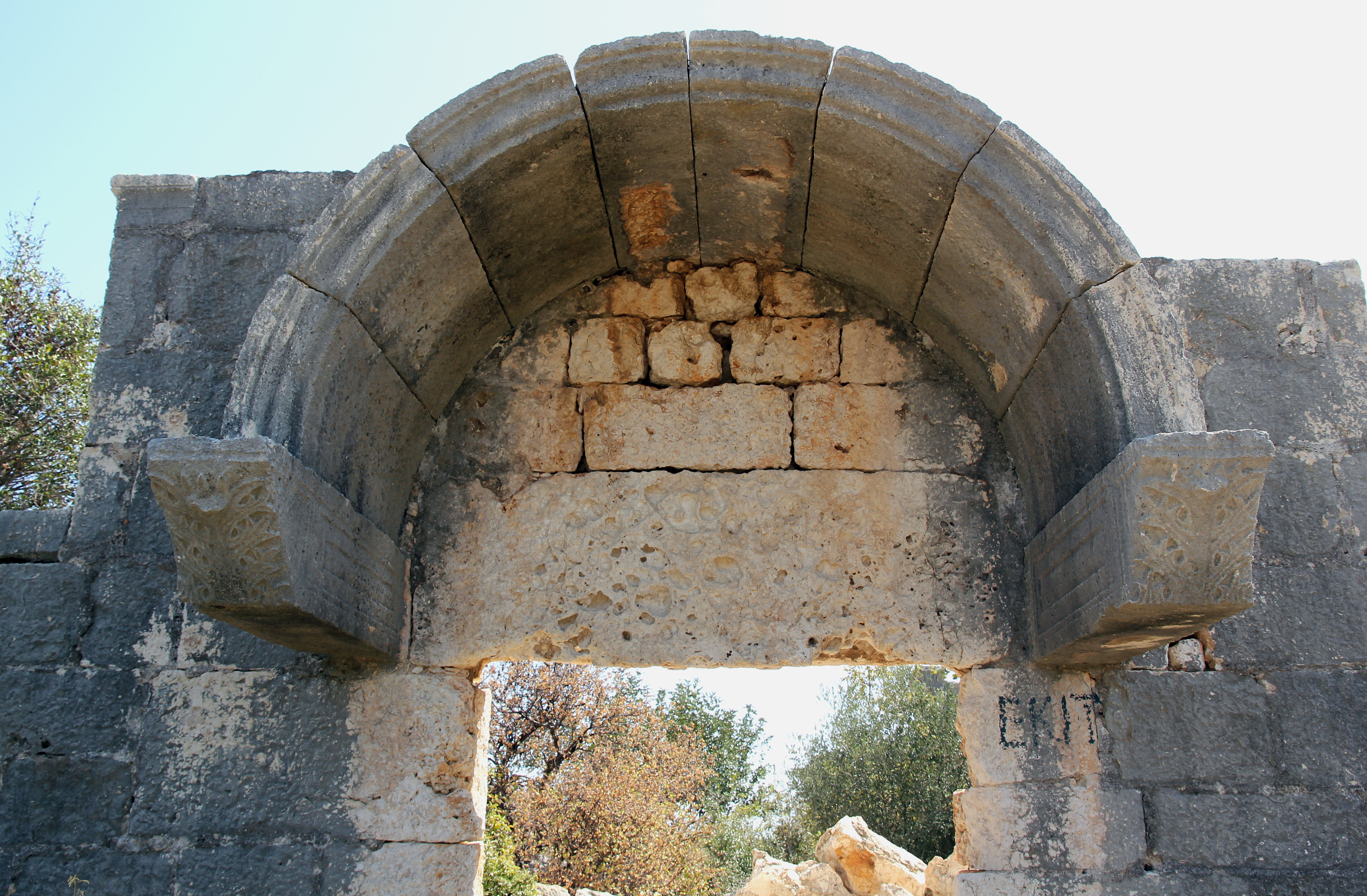
Vordach einer Tür
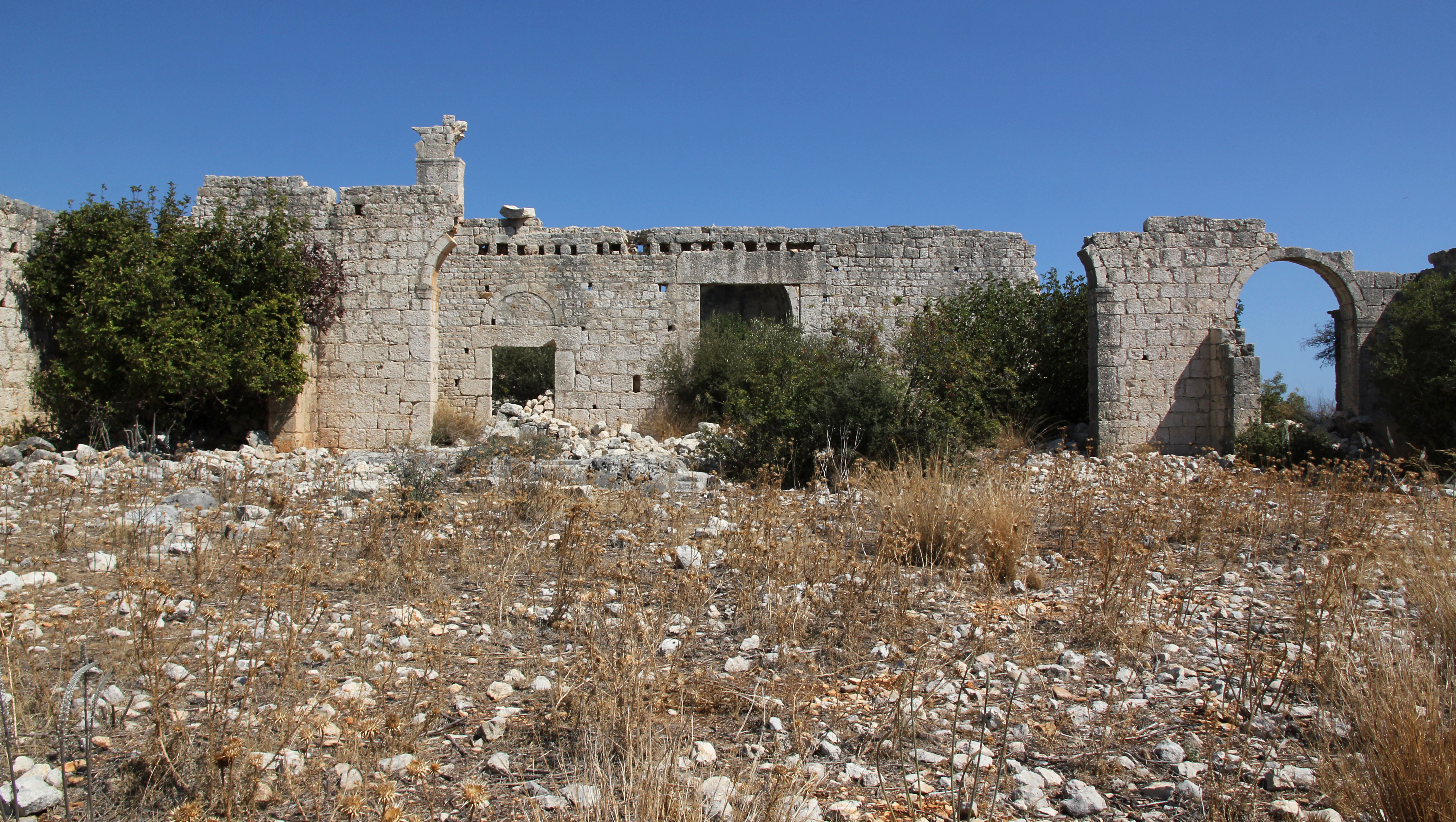
Narthex und Naoswand vom Atrium
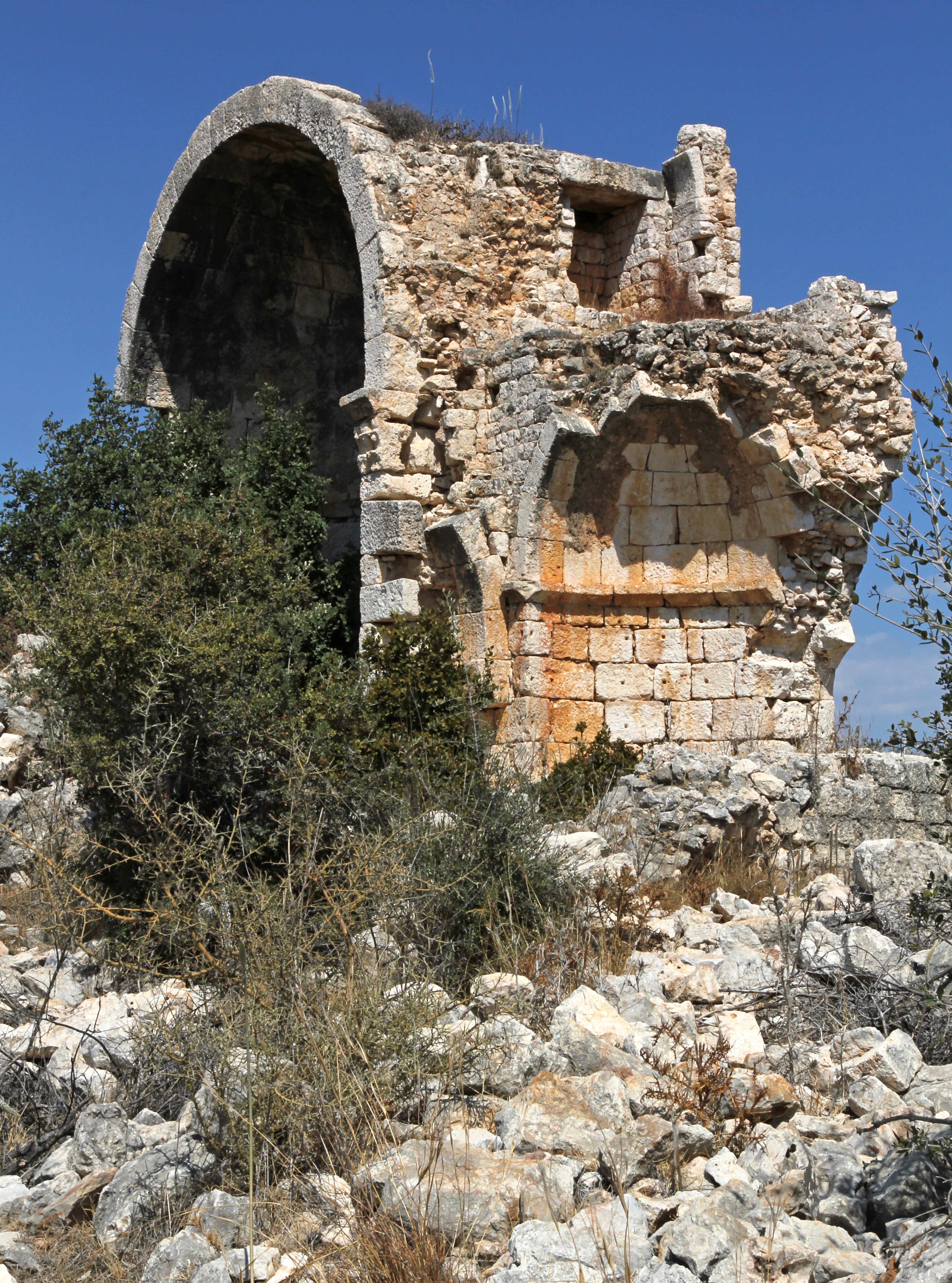
Hauptapsis und Apsisteil des südlichen Pastophorions

#### Klosterkirche

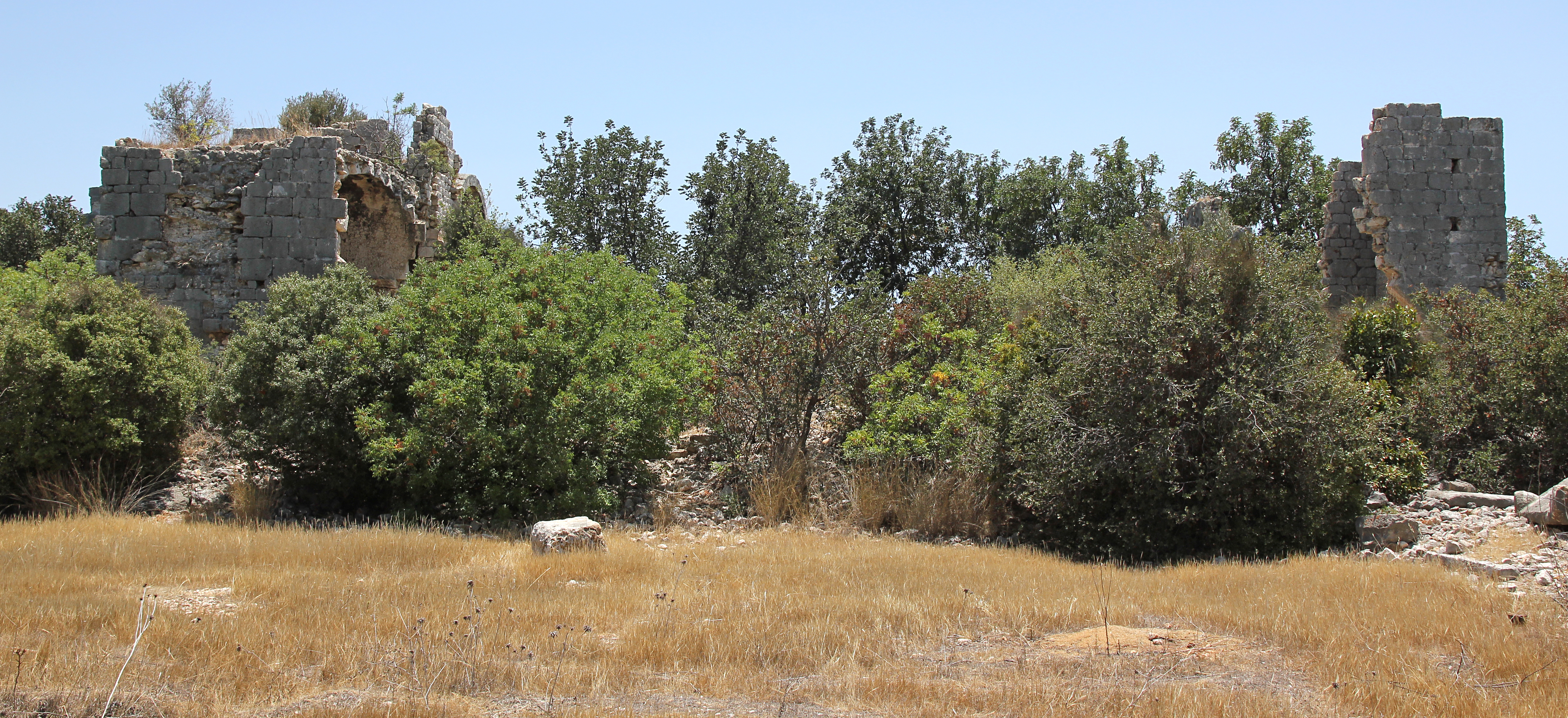
Klosterkirche von Norden, links Apsiden, rechts Narthex

Nochmals 300 Meter weiter westlich, wo die Via Sacra sich nach Süden dem Stadttor zuwendet, liegen die Ruinen der Klosterkirche, bei Bell unter „Basilika No. 3“ behandelt. Es handelt sich um einen Komplex mehrerer, zu verschiedenen Zeiten entstandener Sakralbauten mit sieben Apsiden. Diese werden von Guyer von Norden nach Süden mit A–G bezeichnet. Die ältesten sind die beiden äußeren, A und G. Sie gehörten zu zwei einschiffigen Kapellen, von denen nur wenig erhalten ist und deren Ausdehnung nach Westen nicht mehr zu ermitteln ist. Von Norden an A anschließend wurde eine Basilika angebaut, deren Hauptapsis C darstellt, die von zwei Seitenräumen flankiert wurde. Daneben wurden – wegen einer geringfügigen Verschiebung in der Achse vermutlich etwas später – zwei Seitenschiffe errichtet, die Seitenräume durch die Apsiden B und D ersetzt. Die Trennbögen ruhten auf Säulen, von denen bei den Grabungen noch einige Basen gefunden wurden. An der Bogenreihe zwischen Mittelschiff und südlichem Seitenschiff kamen noch Fußbodenreste in Opus-sectile-Technik zum Vorschein. Zur Apsis hin konnten Reste einer Chorschranke freigelegt werden. Westlich der Schiffe war ein Narthex vorgelagert, in den drei Türen führten. Durch eine Arkadenreihe gelangte man weiter in einen längeren Exonarthex, der auch weiteren Gebäuden als Vorraum diente. Für diese Basilika nehmen die Ausgräber eine Entstehungszeit im 7. Jahrhundert an.
Etwas jünger setzen sie die folgende Kombination der Apsiden D-E-F an. Deren große Zentralapsis E hat Hufeisenform und wird von einem ebensolchen Fenster durchbrochen. Davor lagen der etwa quadratische Chorraum und, durch eine Bogenreihe getrennt, ein ebenfalls quadratisches Schiff. Mit den Seitenkapellen D und F ist der Chor durch jeweils zwei Bögen verbunden, die von einem viereckigen Pfeiler getrennt werden. Der südliche Seitenraum F hat keinen rechteckigen, sondern einer dreieckigen Grundriss, vermutlich wegen der direkt daran vorbeiführenden Via Sacra. Die schlichte Art der Pfeilerkapitelle und der Gesimse der Apsiden weisen auf eine Entstehung in spätbyzantinischer, vielleicht auch erst in armenischer Zeit hin. Aus derselben Zeit stammen wohl auch die westlich davon stehenden Bauten, die wahrscheinlich auch als Wohngebäude dienten, weshalb der Gesamtkomplex möglicherweise ein Kloster darstellt.

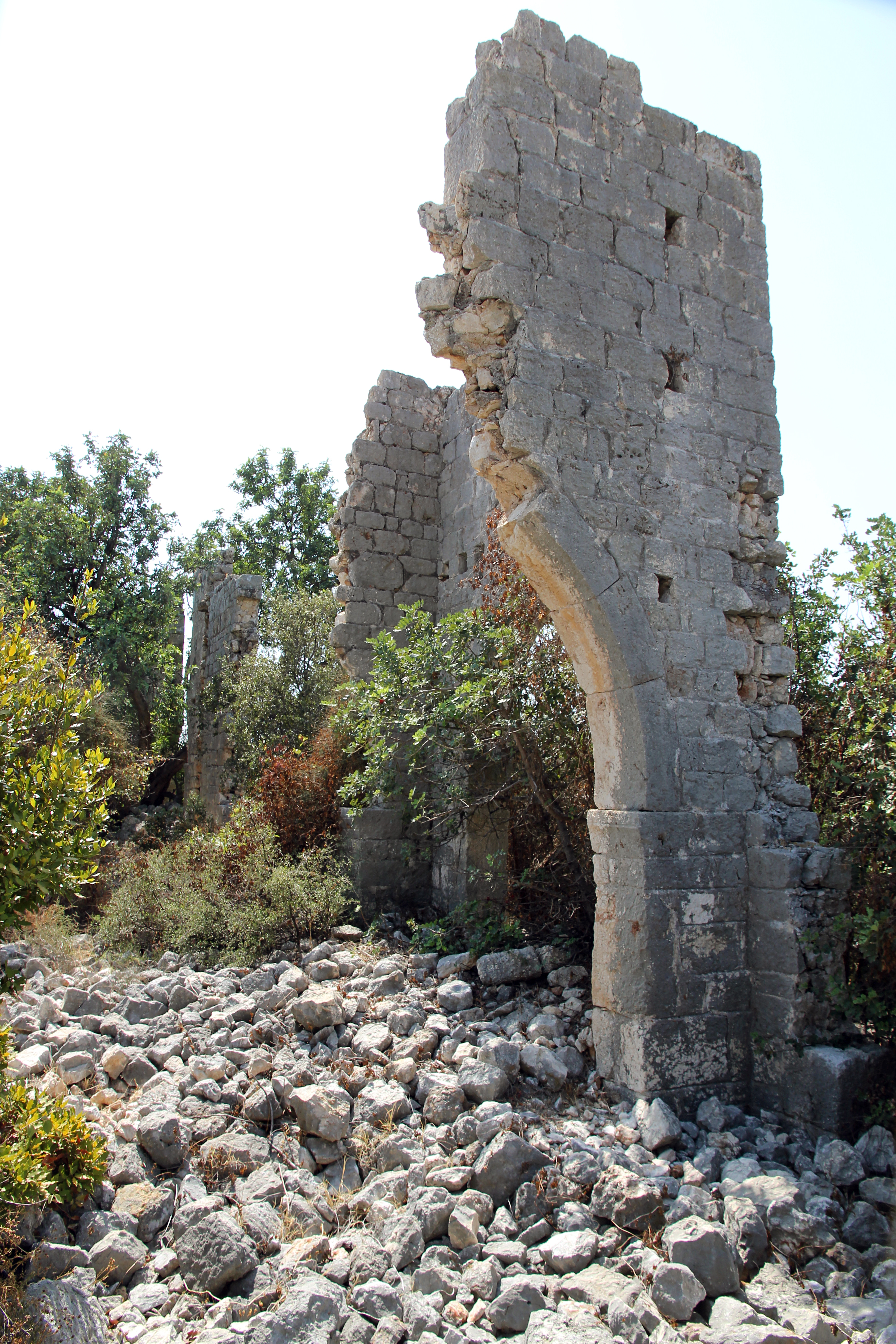
Narthex von Nordosten
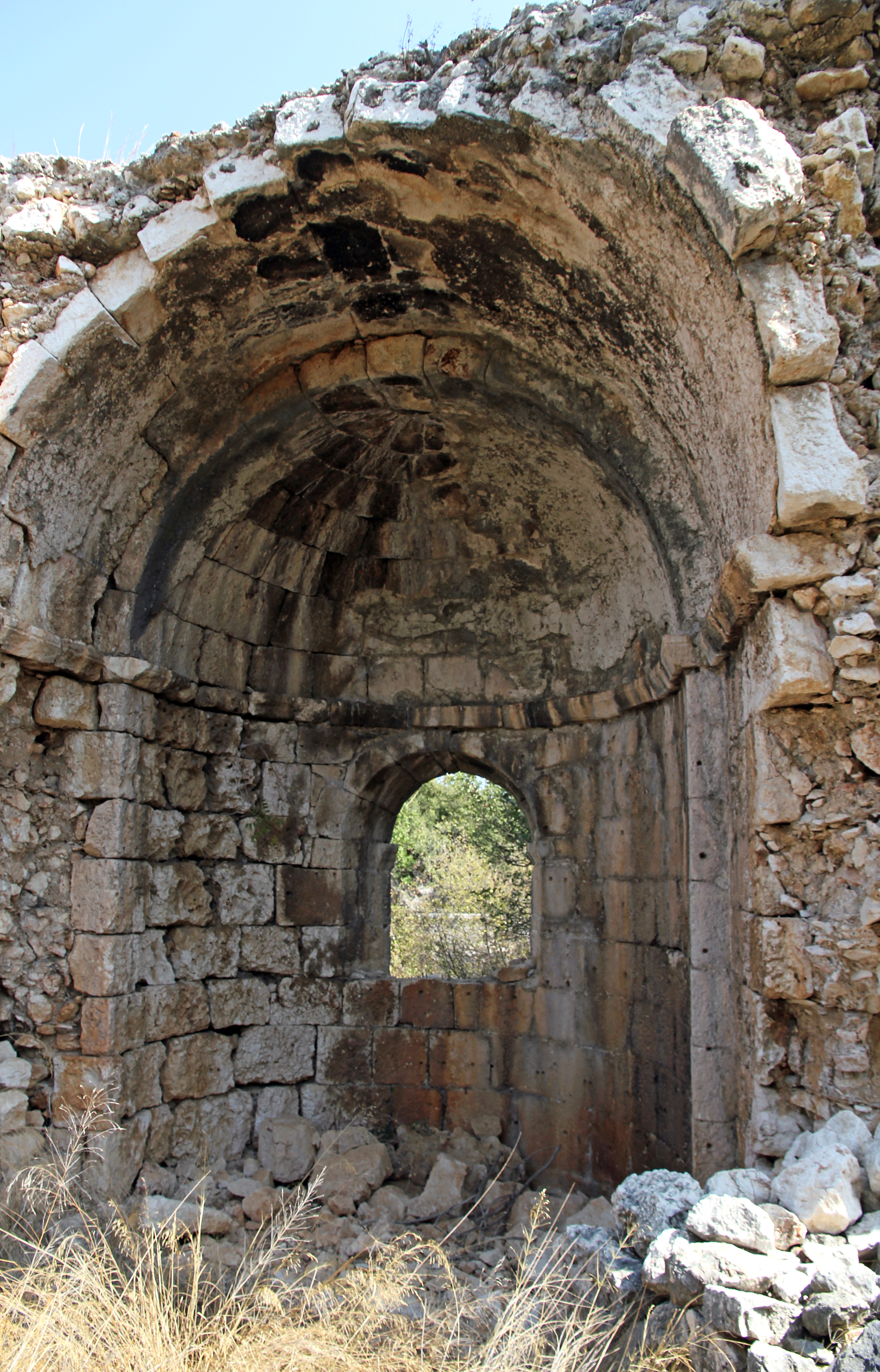
Apsis C
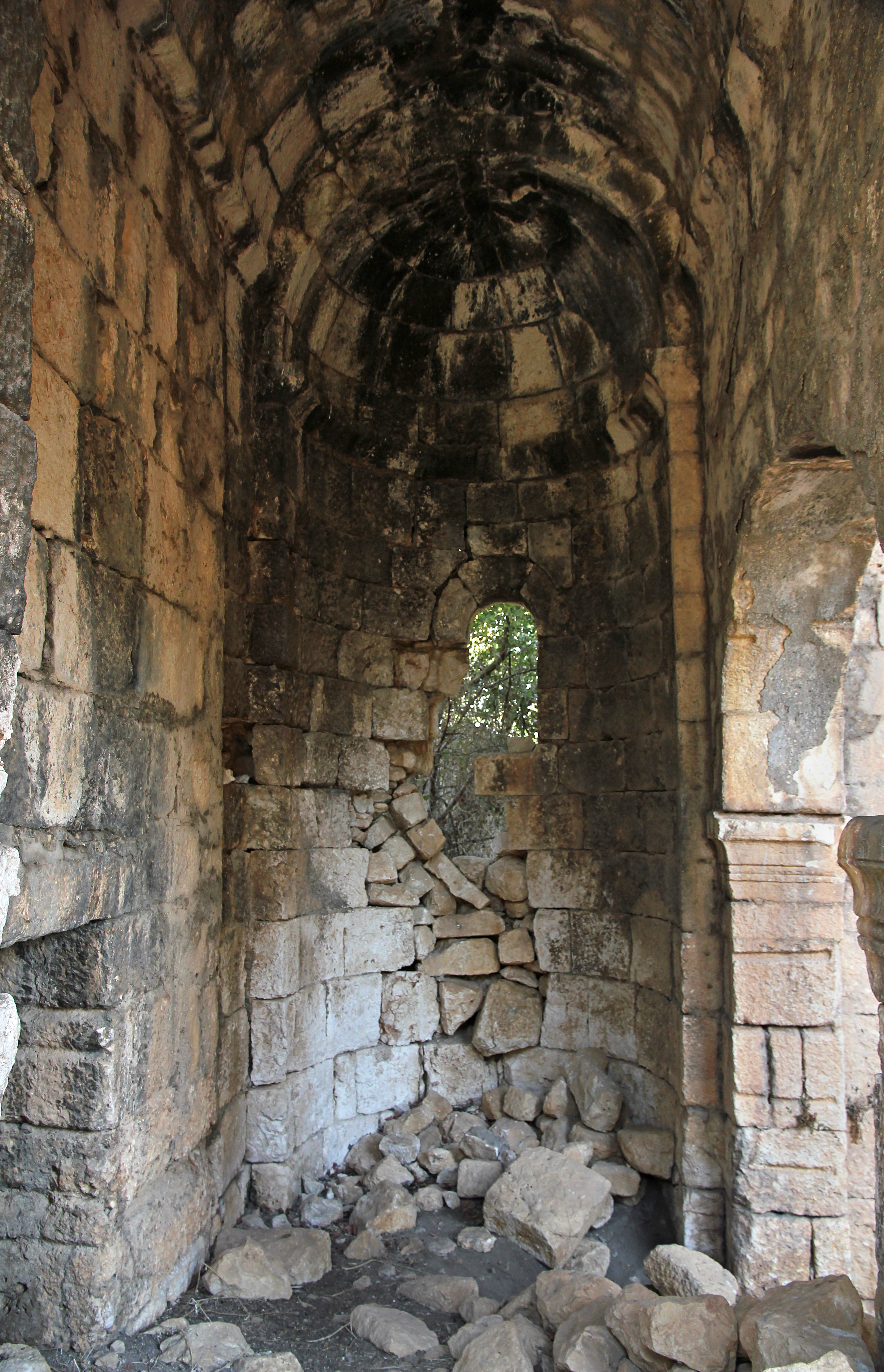
Apsis D
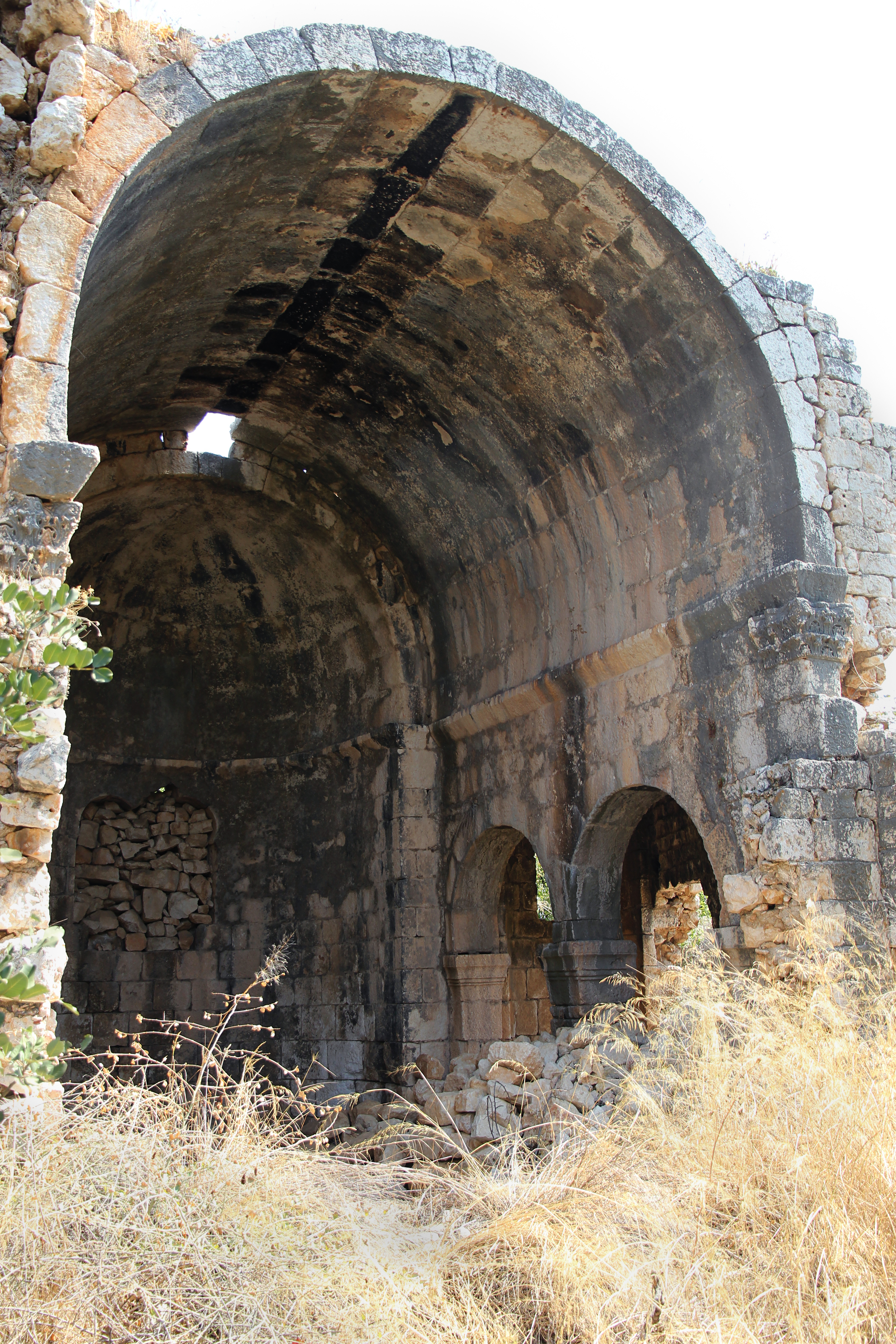
Apsis E
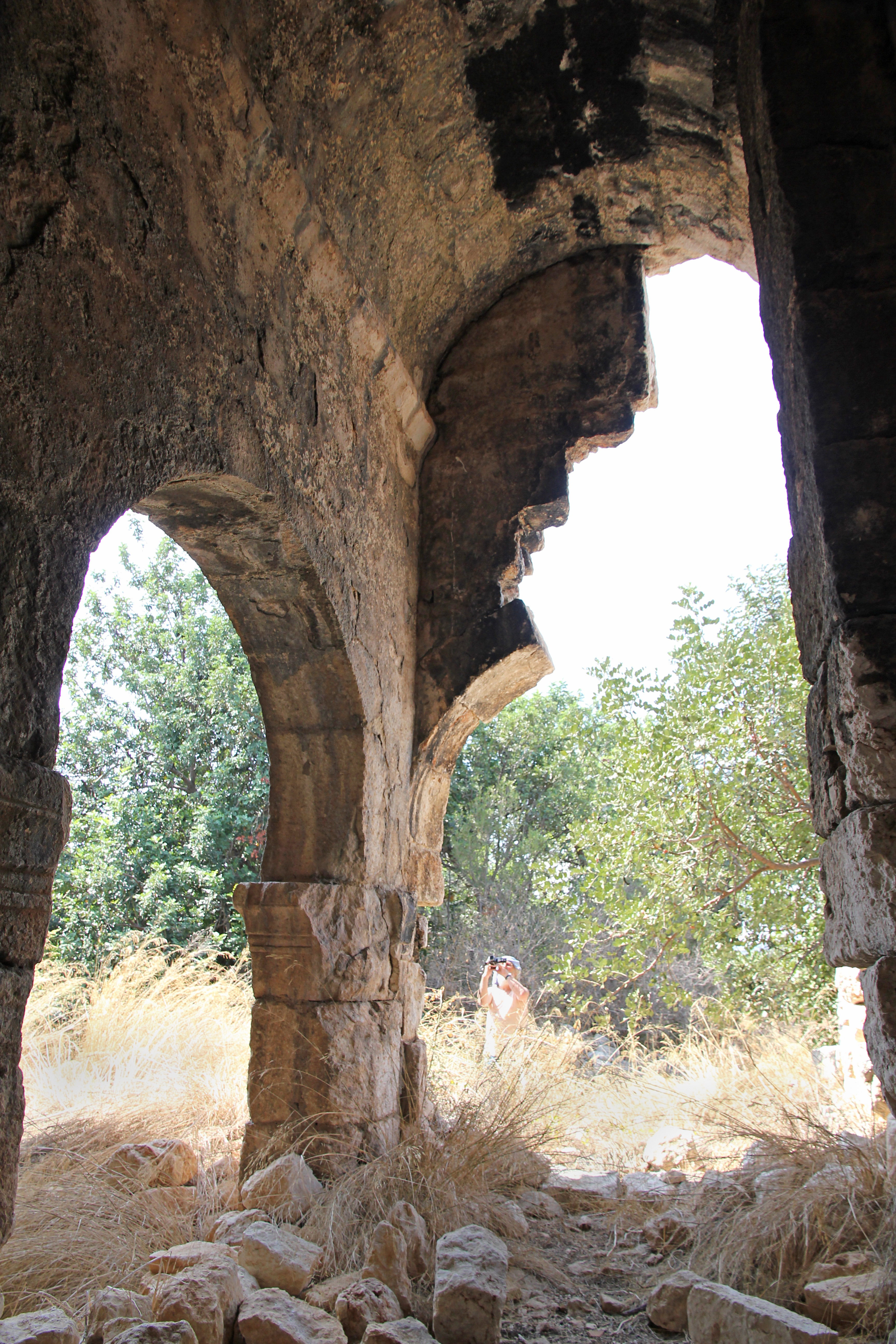
Blick aus Apsis D
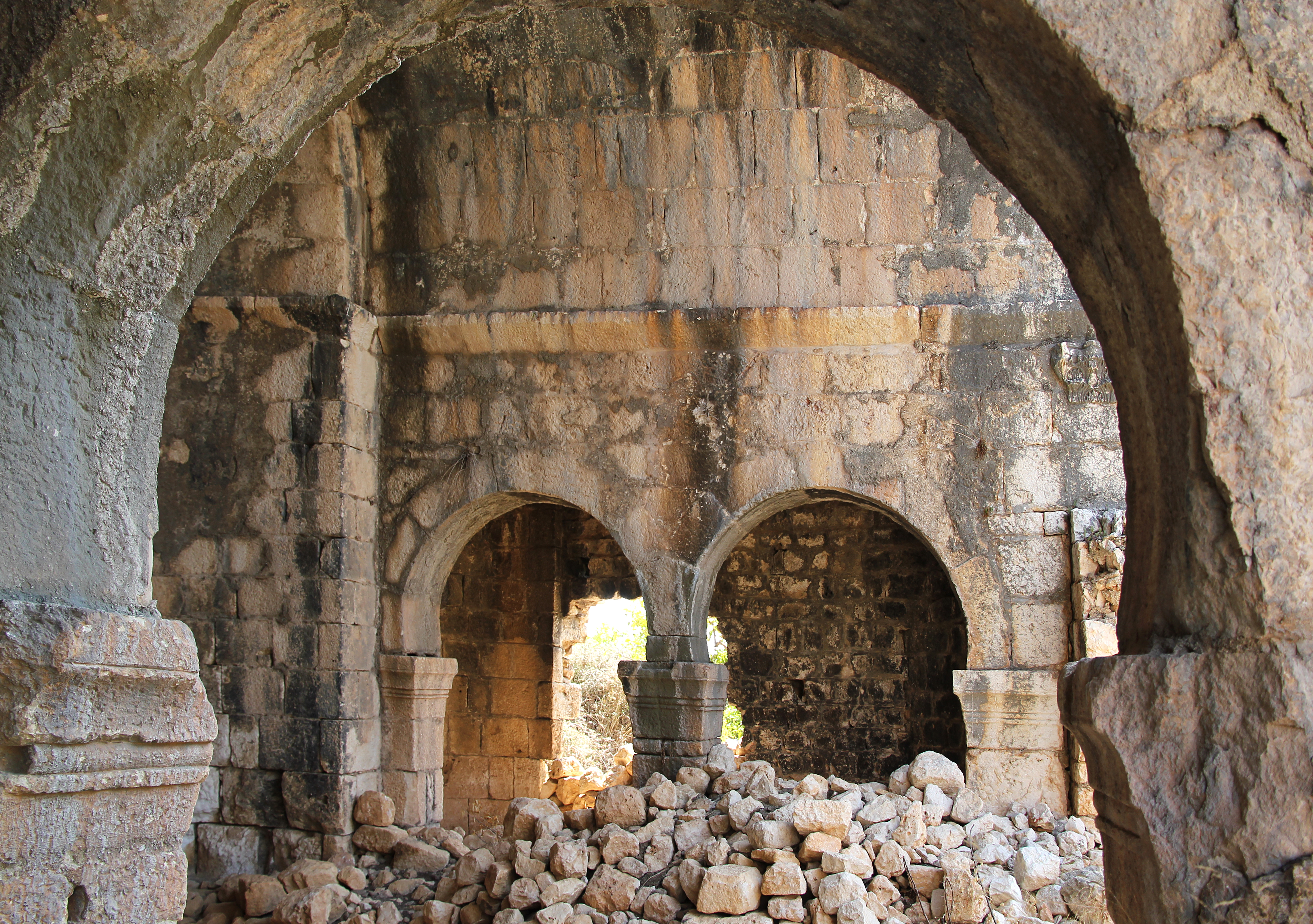
Blick von Apsis C nach D und E

#### Friedhofskirche
Im Rahmen eines von Serra Durugönül initiierten und im Auftrag des Forschungsinstituts für kilikische Archäologie der Universität Mersin durchgeführten Surveys in und um Korykos konnte die deutsche Archäologin Gabriele Mietke 2005 etwa 200 Meter nordwestlich der Klosterkirche nahe dem Polygonalgrab (s. u. unter Grabhaus) einen weiteren Kirchenbau identifizieren. Von dem Bau sind nur wenige Reste der Grundmauern und der Apsis erkennbar, lediglich die in den anstehenden Felsen gehauene Nordwand ist bis zu einer beträchtlichen Höhe erhalten. Die Kirche war eine dreischiffige Basilika. Reste der Säulen und Kapitelle sind verstreut erhalten, durch sie kann der Bau stilistisch ins 5. Jahrhundert datiert werden. Für den Bau wurden einige vorhandene Gräber überbaut sowie mit einigem Aufwand große Mengen des Felsens abgetragen. Ein an der Nordwestecke liegendes Felsgrab wurde in den Kirchenbau integriert. Sein Innenraum wurde erheblich ausgebaut, die Decke zur Kuppel erweitert und unter anderem ein Wasserbecken eingebaut, das von einer nahegelegenen Zisterne gespeist wurde. Dies alles deutet darauf hin, dass die Kirche trotz des problematischen Bauplatzes genau an dieser Stelle errichtet wurde. Mietke vermutet in dem Grab das eines bedeutenden Märtyrers, dem mit dem Ausbau und der dem Grab vorgesetzten Kirche eine besondere Ehrung zuteilwerden sollte.

#### Begräbniskirche

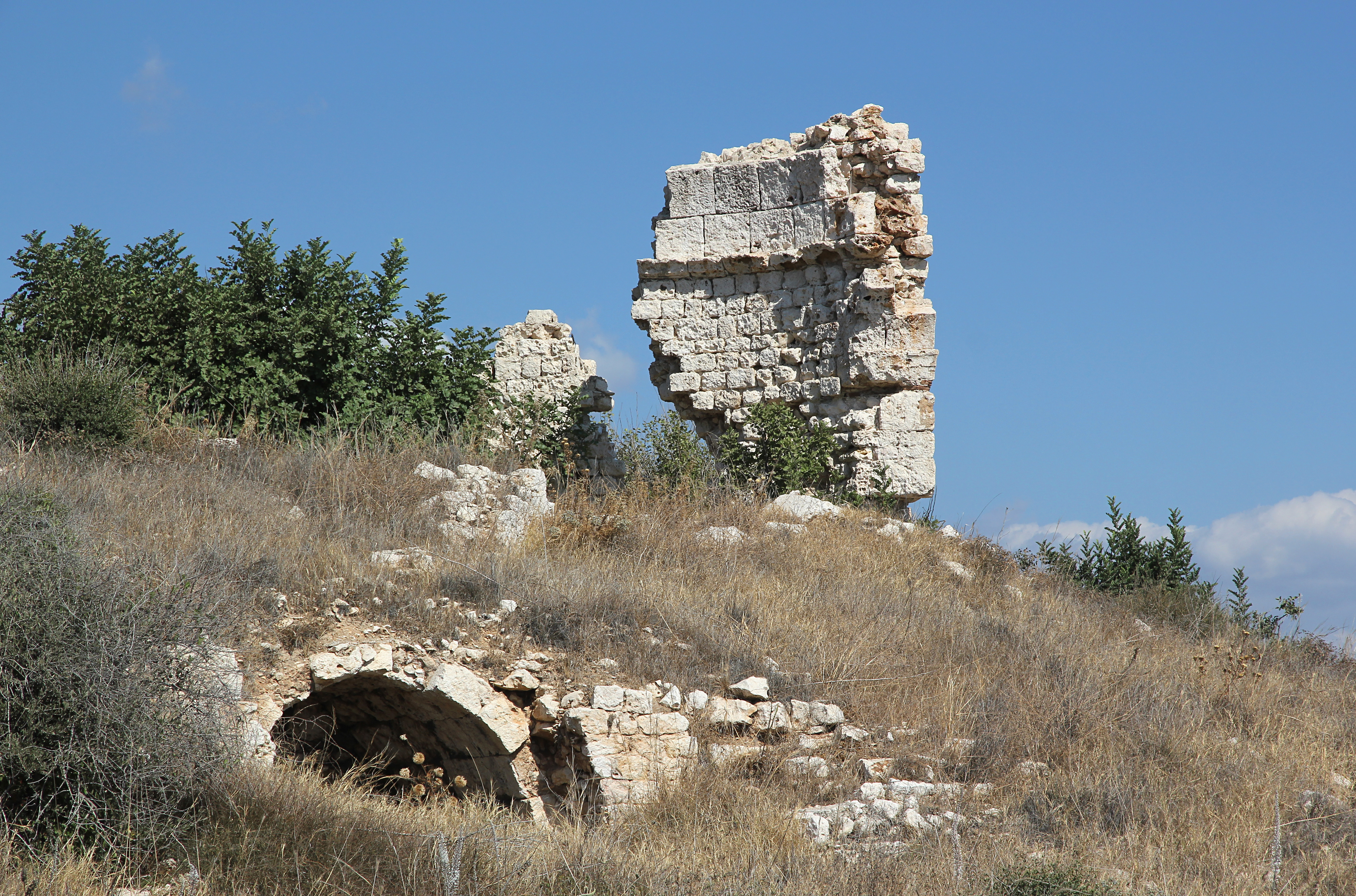
Begräbniskirche mit Hypogäum von Südwesten

Etwa 1,6 Kilometer östlich der Landburg stehen zwischen Strand und moderner Straße die Reste einer Begräbniskapelle. Sie war vermutlich einschiffig mit Maßen von 16 × 9,5 Metern. Erhalten sind lediglich Teile der Apsis, wo im Südteil der Ansatz eines Bogenfensters zu erkennen ist, und spärliche Mauerreste. Aus den Fundamenten am Westende kann geschlossen werde, dass sie über einen Narthex verfügte, vermutlich mit einem offenen Bogen als westlichem Eingang und einer Tür zum Naos. Der Boden war mit Kalksteinplatten gepflastert. Die Wände bestanden aus kleinformatigen Quadern, die Apsiskuppel dagegen aus größeren Blöcken. An der Nordwand sind Reste von Verputz erkennbar sowie Balkenlöcher. An der Südwestecke ist die Kirche über einem tonnengewölbten Hypogäum erbaut.

### Armenische und mittelalterliche Bauten

#### Große armenische Kirche

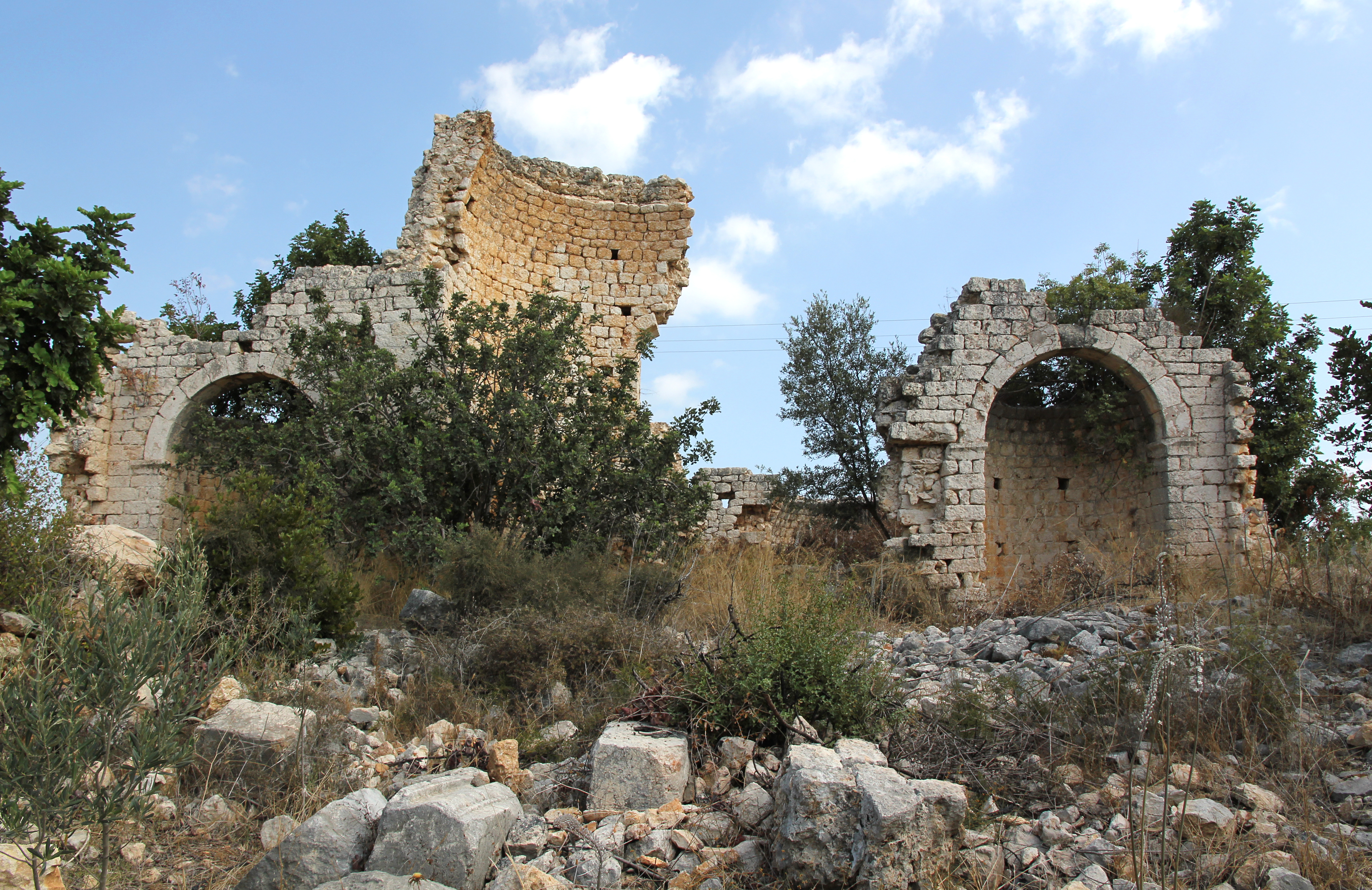
Große armenische Kirche

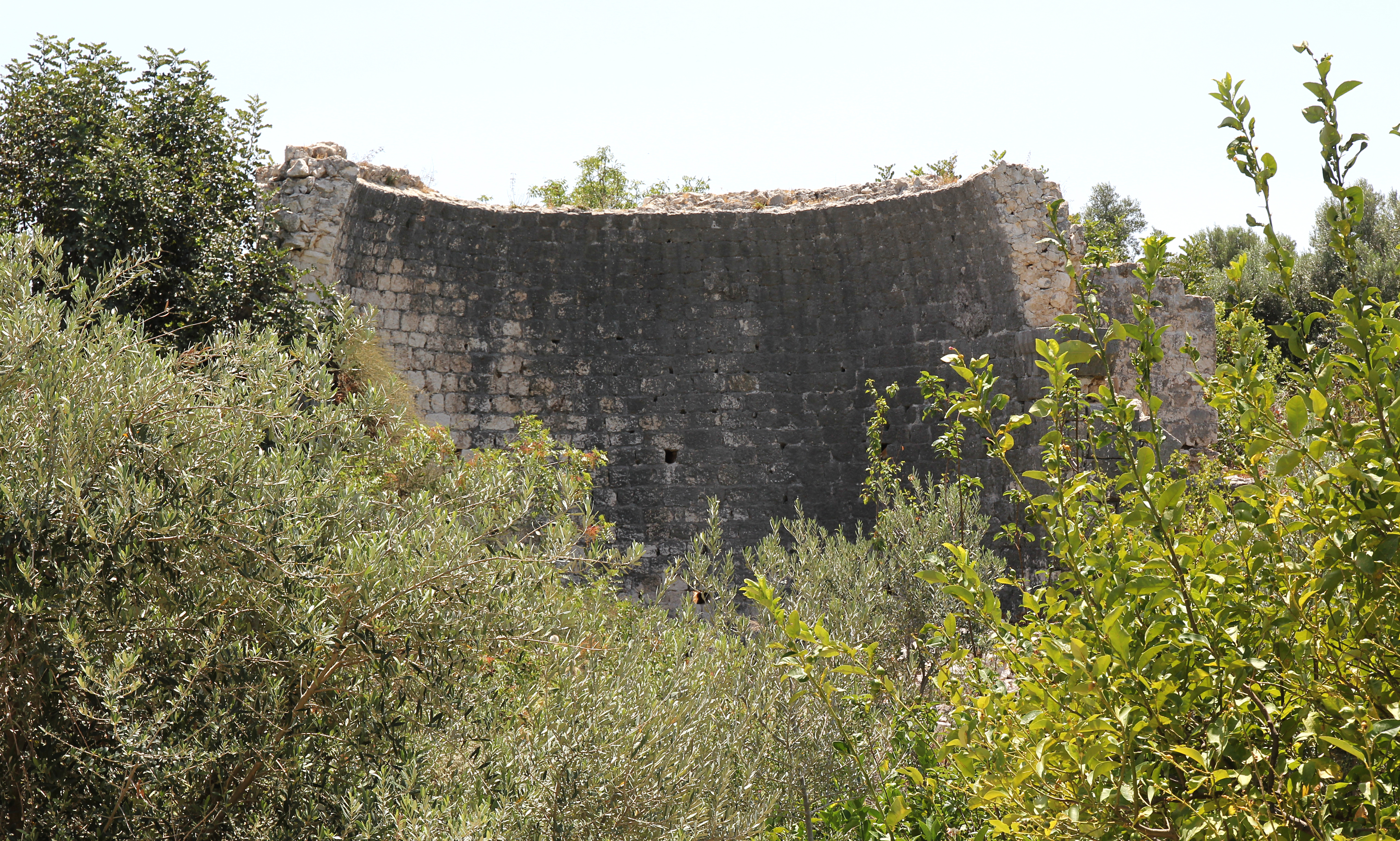
Westliche Kirche an der Stadtmauer, Apsis von Westen

Zwischen Grabeskirche und Klosterkirche steht, etwas südlich der heiligen Straße, die Ruine einer weiteren Kirche. Von ihr sind nur die östlichen Teile, also Apsiden und Chorräume, erhalten. Bei Bell wird sie als „Basilika No. 4“ bezeichnet, Guyer und Herzfeld besprechen sie unter „Große armenische Kirche“. In der Mitte steht der Rest der 6,20 Meter durchmessenden Hauptapsis mit einem Rundbogenfenster und zwei seitlichen Türen. Rechts und links schließen sich die kleineren Nebenapsiden mit etwa 2,50 Metern Durchmesser an. Über die Länge der Schiffe, die in der Breite sicherlich den drei Apsiden entsprachen, ist nichts bekannt, da von den westlichen Mauern keine Reste vorhanden sind. Für die Stützen der Trennbögen zwischen den Schiffen kann von gemauerten Pfeilern ausgegangen werden, da sich von Säulen zumindest Fragmente erhalten haben müssten. Mauerreste, die nördlich und südlich parallel zu den Längswänden verlaufen, hält Guyer für Teile von Nebenkapellen. Im Osten der Apsiden schließen Reste einer weiteren Mauer den Bau ab. Diese war mit der Hauptapsis über zwei Bögen verbunden und verfügte selbst auch über zwei Apsiden mit einem Durchmesser von etwa 3,30 Metern, die symmetrisch in den Lücken zwischen den Kirchenapsiden standen. Der dadurch entstandene Raum hatte ein Obergeschoss, das an Balkenlöchern erkennbar ist. Über seine Funktion kann nur spekuliert werden.
Die Mauern bestehen aus den für die armenische Architektur typischen kleinen, nur grob zugerichteten Quadern. Am gesamten Bau ist ein bemerkenswerter Mangel an Ornamentik zu erkennen. Es gibt keine Kapitelle, an den Apsiden sind keine Gesimse vorhanden, die Mauern gehen ansatzlos in die Kalotte über. Der Apsisbogen ruht einzig auf sehr schlichten Kämpferplatten. Nach dieser einfachen, schmucklosen Bautechnik wird das Gebäude ins 13. Jahrhundert datiert.
Südwestlich der behandelten Kirchen befinden sich, im Inneren der Stadtmauer und direkt an dieser liegend, die spärlichen Reste zweier weiterer Kirchenbauten. Es handelte sich wohl um Basiliken in recht schlichter Technik, sodass sie ebenfalls in die Zeit der kleinarmenischen Herrschaft datiert werden können.

#### Landburg

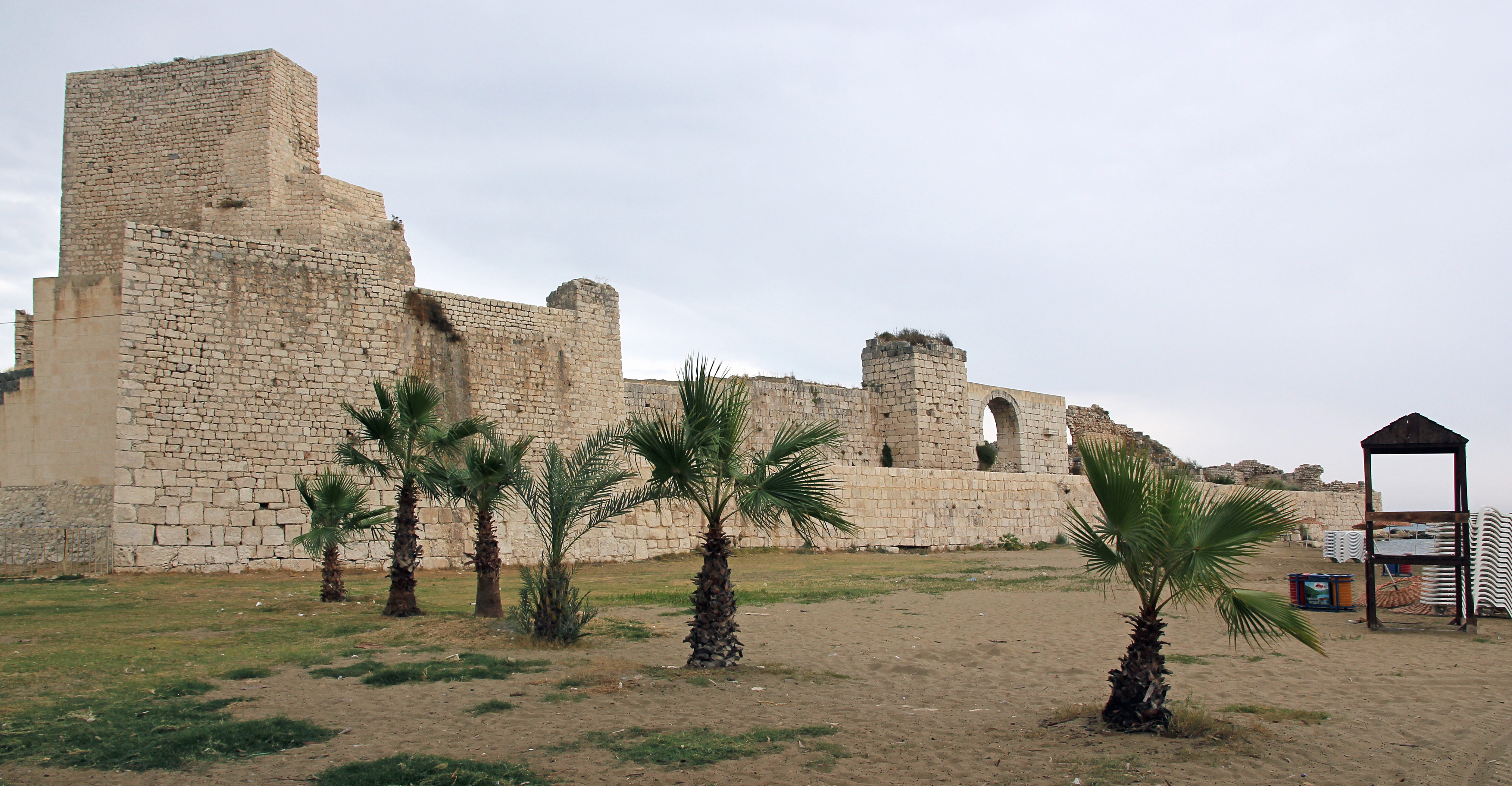
Westseite der Landburg

Im Jahr 1099 baute der byzantinische Flottenkommandant im Auftrag des Kaisers Alexios I. auf der Landzunge, die in römischer Zeit das antike Zentrum der Stadt mit dem Forum bildete, eine Befestigung. Zusammen mit der gleichzeitig errichteten Burg Camardesium in Seleukia am Kalykadnos, etwa 25 Kilometer südwestlich, sollte sie dem Reich den Seeweg nach Zypern und damit ins Heilige Land sichern. Nachdem im 12. Jahrhundert die Armenier und im 14. Jahrhundert das Königreich Zypern die Herrschaft in Korykos übernommen hatten, wurde die Festung mehrfach ausgebaut und verstärkt. Sie besteht aus einem unregelmäßig geformten doppelten Mauerring, in dem zahlreiche Spolien römischer Gebäude verbaut sind. Im Süden und Westen grenzt das Bauwerk direkt ans Mittelmeer, im Norden war sie durch sumpfiges Gelände geschützt, sodass die stärksten Befestigungen auf der Ostseite lagen. In ihrem Innern befinden sich neben Wirtschaftsgebäuden die Ruinen von drei Kirchen aus wahrscheinlich armenischer Zeit. 1448 wurden Stadt und Burg von den Karamaniden, wenig später von den Osmanen erobert.

#### Seeburg

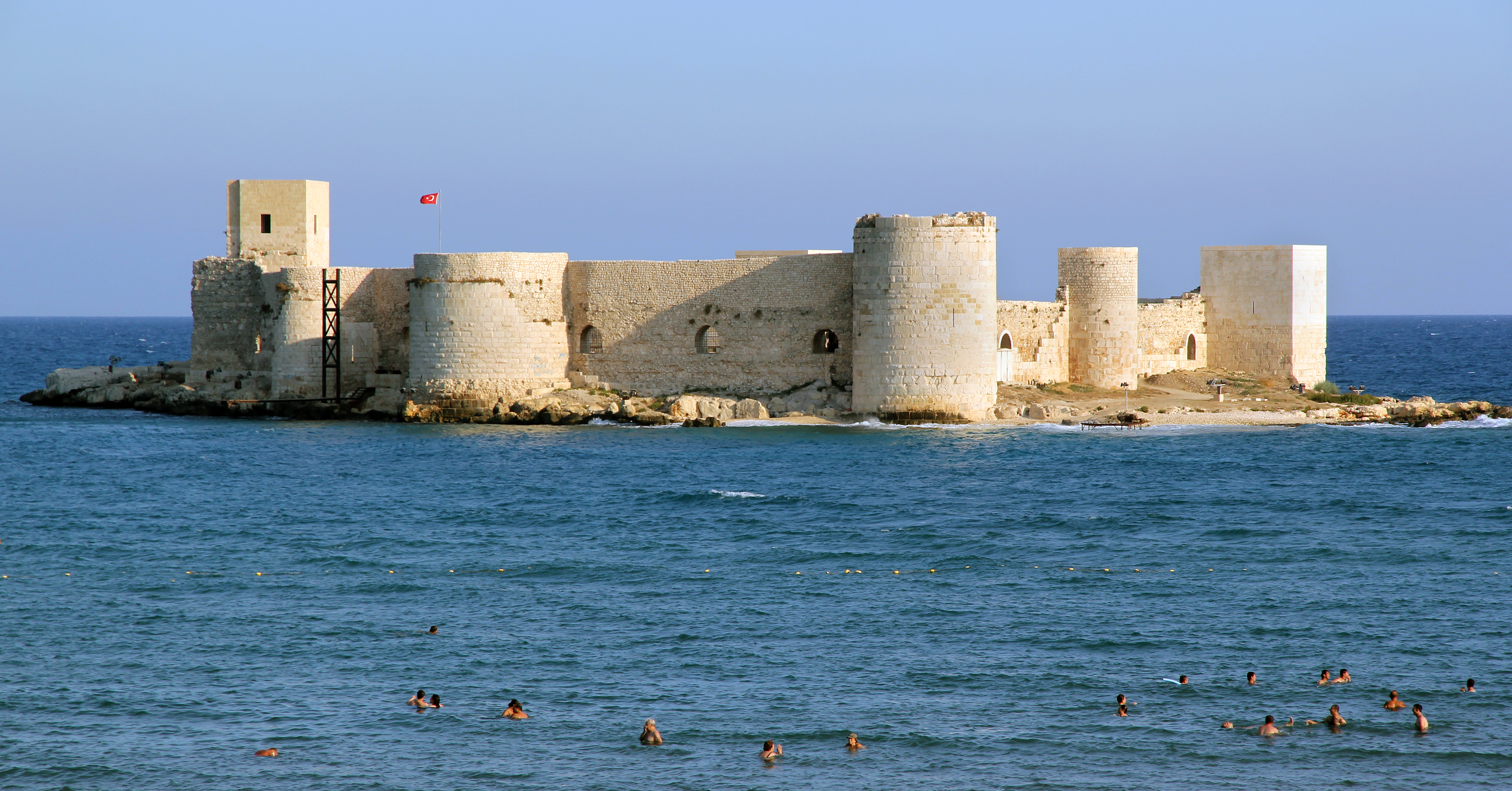
Seeburg

Auf einer vorgelagerten Insel liegt etwa 600 Meter südwestlich der Landburg die Inselfestung. Vor der Landburg sind Reste einer Mole zu erkennen, die möglicherweise die Burgen verband. Der britische Admiral Beaufort berichtete zu Beginn des 19. Jahrhunderts noch von einer Plattform, vielleicht für einen Leuchtturm, die etwa 100 Meter von der Landfestung entfernt das Ende der Mole bildete. Die Mauern der Burg verlaufen polygonal, wobei die Süd- und die Westmauer rechteckig zueinander stehen und die nordöstlichen Kurtinen die Enden in einem weiten Bogen verbanden. In den Mauern sind acht Türme beziehungsweise Bastionen integriert. Sie haben zum Teil einen quadratischen und zum Teil einen runden oder halbrunden Grundriss. Ihre Gesamtlänge beträgt 192 Meter. Der Zugang war in einem der halbrunden Nordtürme. An der Südostecke steht noch der teilrestaurierte Donjon. Langlois berichtet von zwei heute verlorenen Inschriften an diesem Turm, von denen eine den armenischen König Leon II. als Erbauer angab. Entgegen der Meinung von Guyer und Herzfeld geht deshalb Hellenkemper davon aus, dass es keinen byzantinischen Vorgängerbau gab, und nimmt Leons Regierungszeit (1187–1219) als Baudatum an. Im Inneren sind wenige Gebäudereste zu erkennen. Neben einem Wehrgang im Westen und einer Zisterne befand sich dort eine kleine, einschiffige Kapelle.
Um die Inselburg rankt sich eine Legende, der sie den heutigen Namen Mädchenburg (türkisch Kız Kalesi) verdankt. Danach wurde eine Prinzessin auf die Insel verbannt, da ein Orakel ihr den Tod durch einen Schlangenbiss vorhergesagt hatte. Die Schlange ereilte sie dennoch über einen Obstkorb.

## Nekropolen

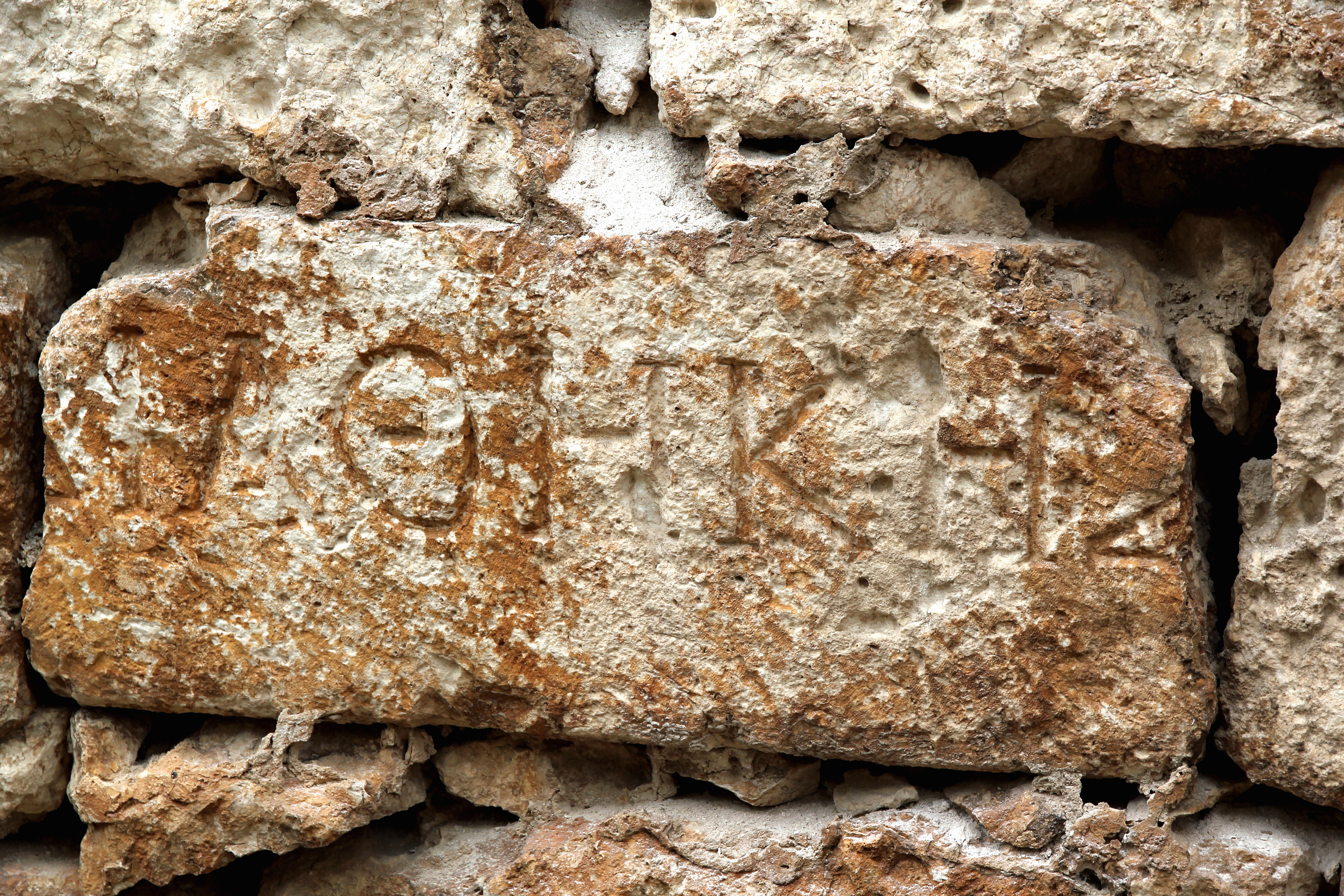
Häufige Grabinschrift ΘΗΚΗ (altgr. für Grabmal), auf einer Spolie in der Landburg

Die zahlreichen Grabstätten von Korykos werden in drei Abschnitte geteilt, die von Alois Machatschek, der in den 1960er Jahren eine ausführliche Beschreibung der Nekropolen veröffentlichte, mit „N1“, „N2“ und „N3“ bezeichnet wurden. Die Nekropole N1 beginnt nordwestlich der Landburg, heute auf der gegenüberliegenden Straßenseite, und zieht sich beiderseits der Stadtmauer einen nach Nordwesten ansteigenden, terrassenförmigen Abhang hoch. Im unteren Bereich liegen 20–30 Felsengräber, daneben gibt es eine große Anzahl von teilweise ortsfesten Sarkophagen und vor allem mehrere Hundert Chamosorien. Bei Letzteren ist der in den Felsen geschlagene Grabraum gelegentlich erweitert und mit bis zu drei Arkosolnischen ausgestattet. Nördlich von N1 verläuft ein Tal ins Landesinnere, in das sich bis 500 Meter weit die zweite Nekropole N2 erstreckt. Auch sie besteht zum größten Teil aus Sarkophagen und Chamosorien sowie aus 60–70 Felsengräbern. Deren Anordnung an den unteren Felswänden des Tales veranlassten Langlois zu der blumigen Bezeichnung „natürliches Kolumbarium“. Im Südosten schließt sich die Nekropole N3 an. Deren Gräber liegen beidseitig entlang der Via Sacra, von der Klosterkirche etwa 200 Meter bis zur Grabeskirche. Hier sind fast ausschließlich Sarkophage anzutreffen, an den Rändern gibt es vereinzelte Chamosorien.
Die Nutzung der Nekropolen erstreckte sich über sieben Jahrhunderte, etwa von der Zeitenwende bis ins 7. Jahrhundert. Während Sarkophage über den gesamten Zeitraum üblich waren, entstanden Felsengräber vornehmlich im 1. und 2. Jahrhundert, also in vorchristlicher Zeit. Grabhäuser waren im 2. und 3. Jahrhundert in Gebrauch. Von Letzteren ist in Korykos lediglich eines in Polygonalmauerwerk am nordöstlichen Hang der Nekropole N2 erhalten. Alle anderen wurden vermutlich beim Bau der Landburg abgetragen und weiterverwendet, da sie hervorragend geeignetes vorgefertigtes Steinquaderwerk boten. Felsengräber und Grabhäuser stammen aus heidnischer Zeit, während in der christlichen Epoche ausschließlich Bestattungen in Sarkophagen oder Chamosorien stattfanden. Sarkophage aus vorrömischer Zeit konnten – ebenso wie in der weiteren Umgebung – nicht festgestellt werden, sie kamen frühestens im 1. Jahrhundert auf. Allerdings gibt es bei den meisten dieser Gräber keine Anhaltspunkte für eine genauere Datierung. Etliche der Grabstätten sind mehrfach verwendet worden, was an nachträglich und zusätzlich angebrachten Inschriften erkennbar ist.

### Sarkophage

#### Aufbau
Bei den sarkophagartigen Grabstätten kann zwischen freistehenden Sarkophagen mit und ohne Unterbau, ortsfesten Sarkophagen und Chamosorien unterschieden werden. Bei den Sarkophagen, freistehenden ebenso wie ortsfesten, entsprechen die Außenmaße etwa dem Verhältnis von 2:1:1 (Länge:Breite:Höhe). Die Länge variiert von 2,10 bis 2,70, die Breite von 0,90 bis 1,40 und die Höhe von 0,90 bis 1,50 Metern, wobei die ohne Unterbau etwas kleiner sind. Der Sockel enthält gelegentlich zusätzliche Hohlräume, die mit großer Wahrscheinlichkeit weitere Grabkammern darstellten. Der vorwiegend schlichte Deckel hat die Form eines Satteldaches mit einer Schräge von meist unter 30°, in Extremfällen bis zu 45°. Das Gewicht der Deckel beträgt bei den größeren Exemplaren zwei bis drei Tonnen, was auch einen Schutz gegen Grabraub bedeutet. Die Maße der Chamosorien sind etwas kleiner als die der Sarkophage, sie haben eine Länge von 1,50 bis 1,85 Metern und eine Breite von 0,45 bis 0,65 Metern. Die Grabräume sind etwa 0,60 bis 1,00 Meter tief in den anstehenden Felsen gearbeitet und erweitern sich nach unten in beiden Richtungen um etwa 20 Zentimeter, wodurch bei der Größe des Deckels Material und somit Kosten gespart wurden. In einigen Fällen ist die Schräge größer, sodass sich Raum für zwei Bestattungen ergab. Gelegentlich treten auch kleinere Kammern mit einer Länge von 80 bis 90 Zentimetern auf, die offensichtlich für Kinder bestimmt waren. In einigen wenigen Fällen ist in Nekropole N1 der Grabraum zu einer Grabkammer vergrößert, ähnlich denen der Felsengräber, in die arkosolartige Nischen für drei Bestattete eingearbeitet sind.

#### Ornamentik
Der größte Teil der Sarkophage und Chamosorien ist recht einfach gehalten. Grundsätzlich sind nur drei Seiten bearbeitet, die Rückseite ist nur grob geglättet. Oben und unten sind die drei Schauseiten mit Profilen begrenzt. Die meisten Gräber weisen neben Inschriften, oft in einer Tabula ansata, auf dem Deckel lediglich Symbole auf. Darunter waren ursprünglich heidnische Zeichen wie Blätter und Trauben, die aber auch später weiterverwendet wurden, sowie christliche Kreuze und einige jüdische siebenarmige Leuchter. Auf einigen Grabstätten sind Motive aller Glaubensrichtungen gemeinsam vertreten, was zum einen auf eine lange Nutzungsdauer und zum anderen auf ein friedliches Nebeneinander der Religionen hindeutet.
Besser ausgestattet sind vier Girlandensarkophage und ein Erotensarkophag, alle in Nekropole N1. Die Girlanden stammen aufgrund ihrer Ähnlichkeit wohl aus derselben Werkstatt. Es sind jeweils zwei auf der Längs- und eine auf den Schmalseiten mit Früchten, Blättern und Trauben verziert. Sie hängen über Bukranien, darunter sind Gorgonenhäupter zu sehen. Der ebenfalls in N1 stehende Erotensarkophag zeigt eine Szene mit mehreren Eroten um einen zentralen Krater. Sie trinken, tanzen und musizieren, einer ist betrunken, an der Seite ist ein Pan mit Syrinx abgebildet. Bemerkenswert sind auch zwei Deckel, einer nahe der Klosterkirche mit den stark zerstörten Büsten eines Ehepaares und in N1 einer mit der ebenfalls nicht gut erhaltenen Skulptur eines liegenden Löwen, einem Motiv, das beispielsweise auch in Tekkadın auftritt.

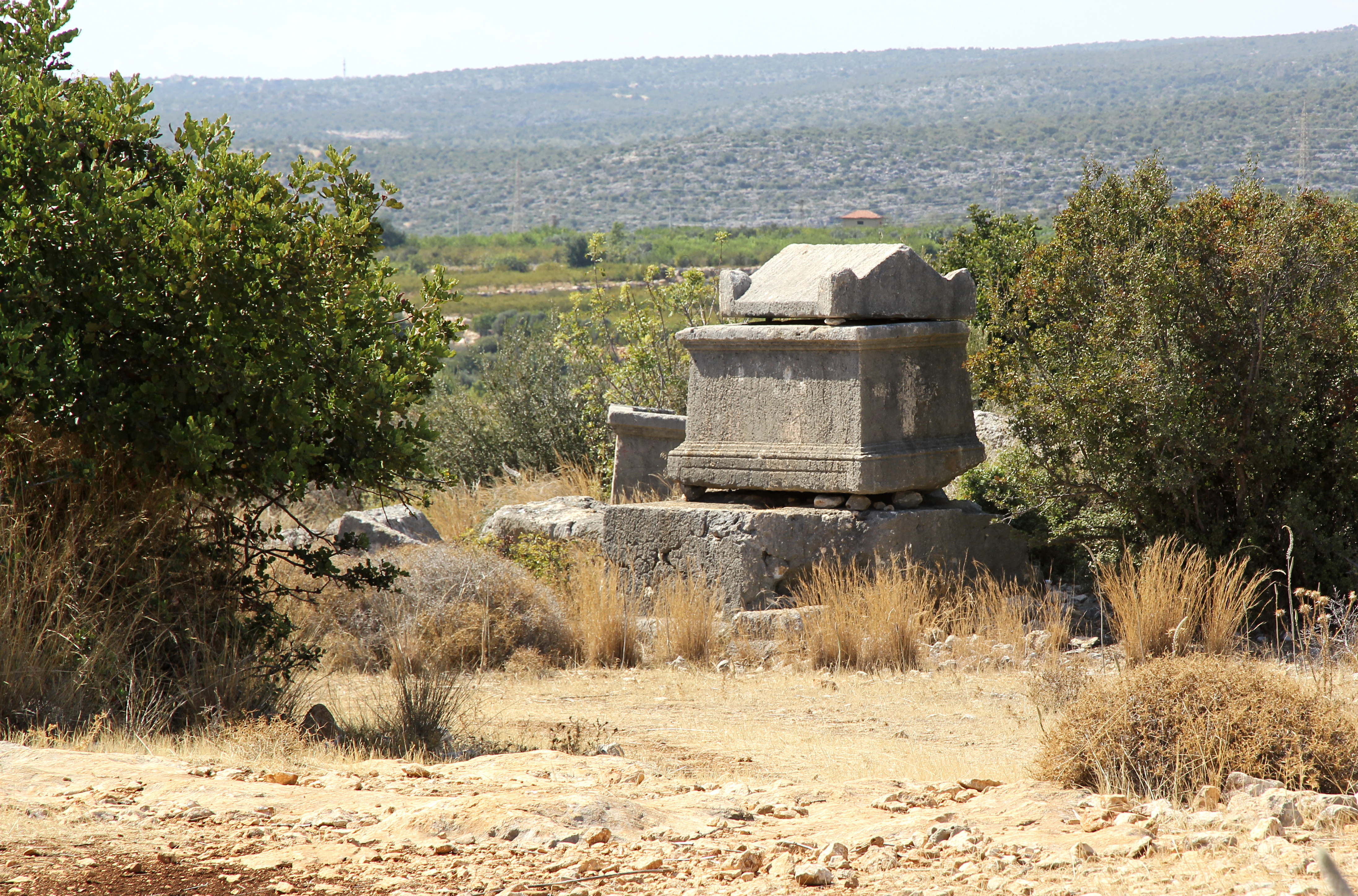
Sarkophage nahe Klosterkirche (Nekropole N3)
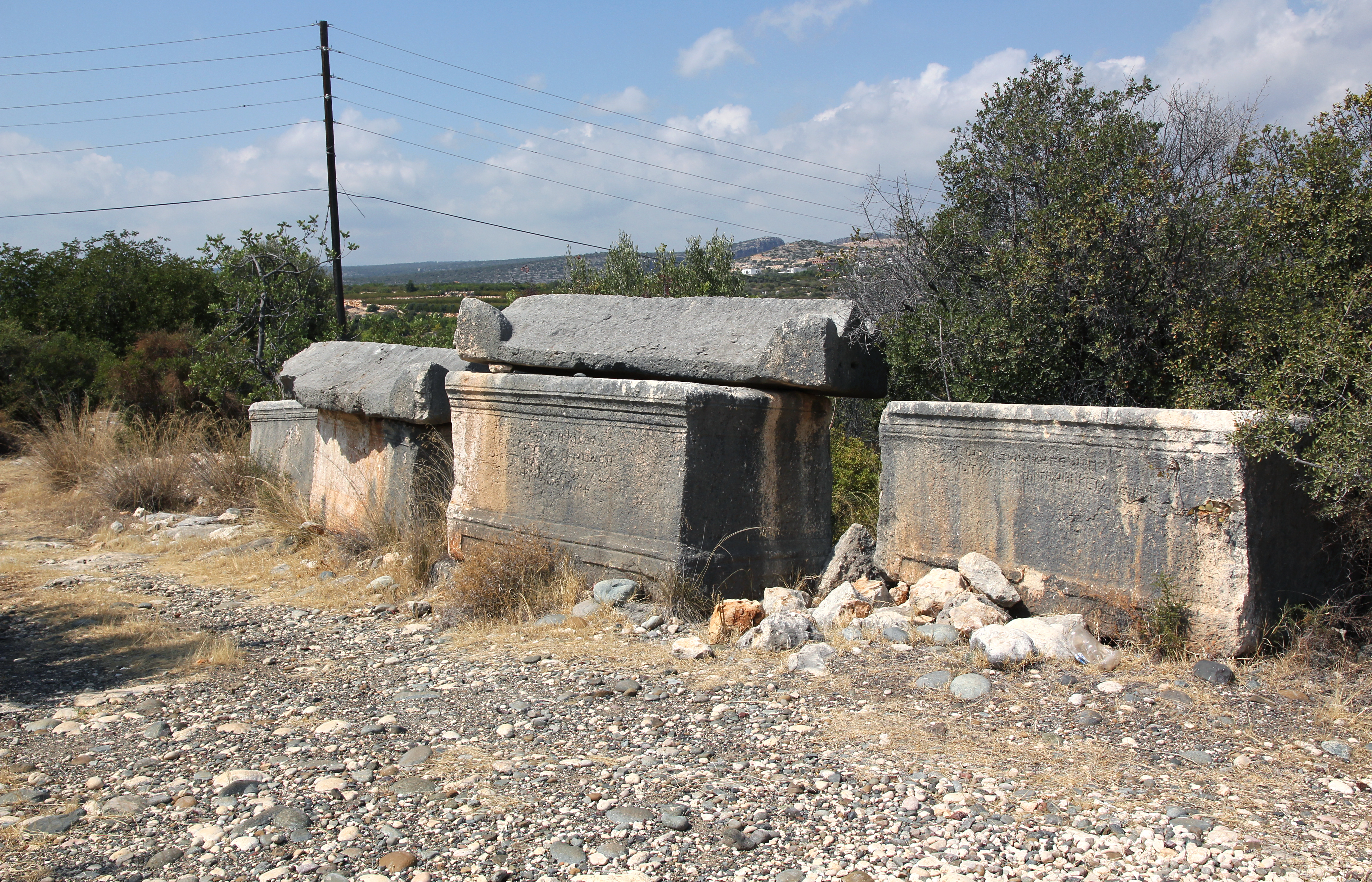
Sarkophage an der Via Sacra (N3)
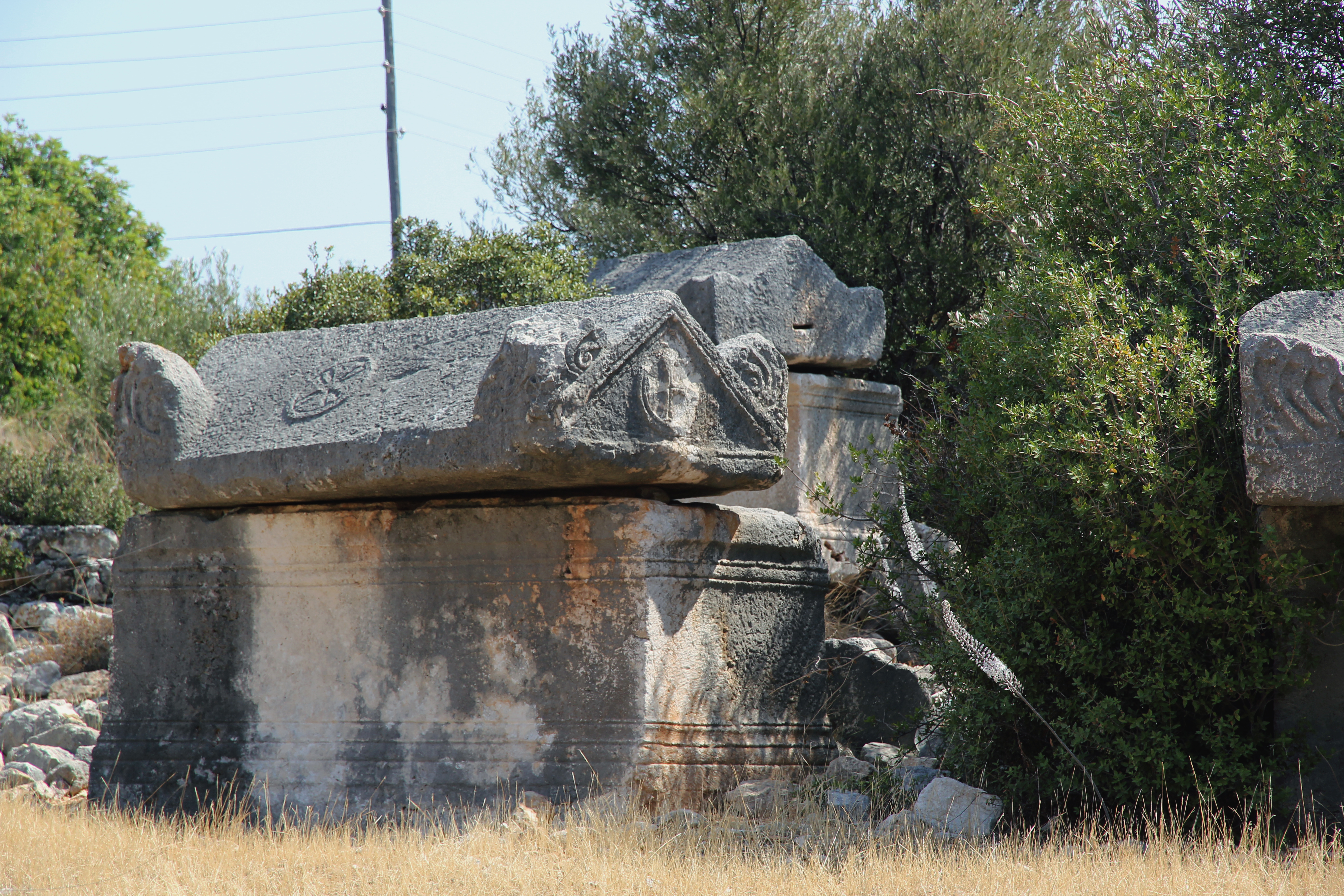
Sarkophag mit Kreuzen (N3)
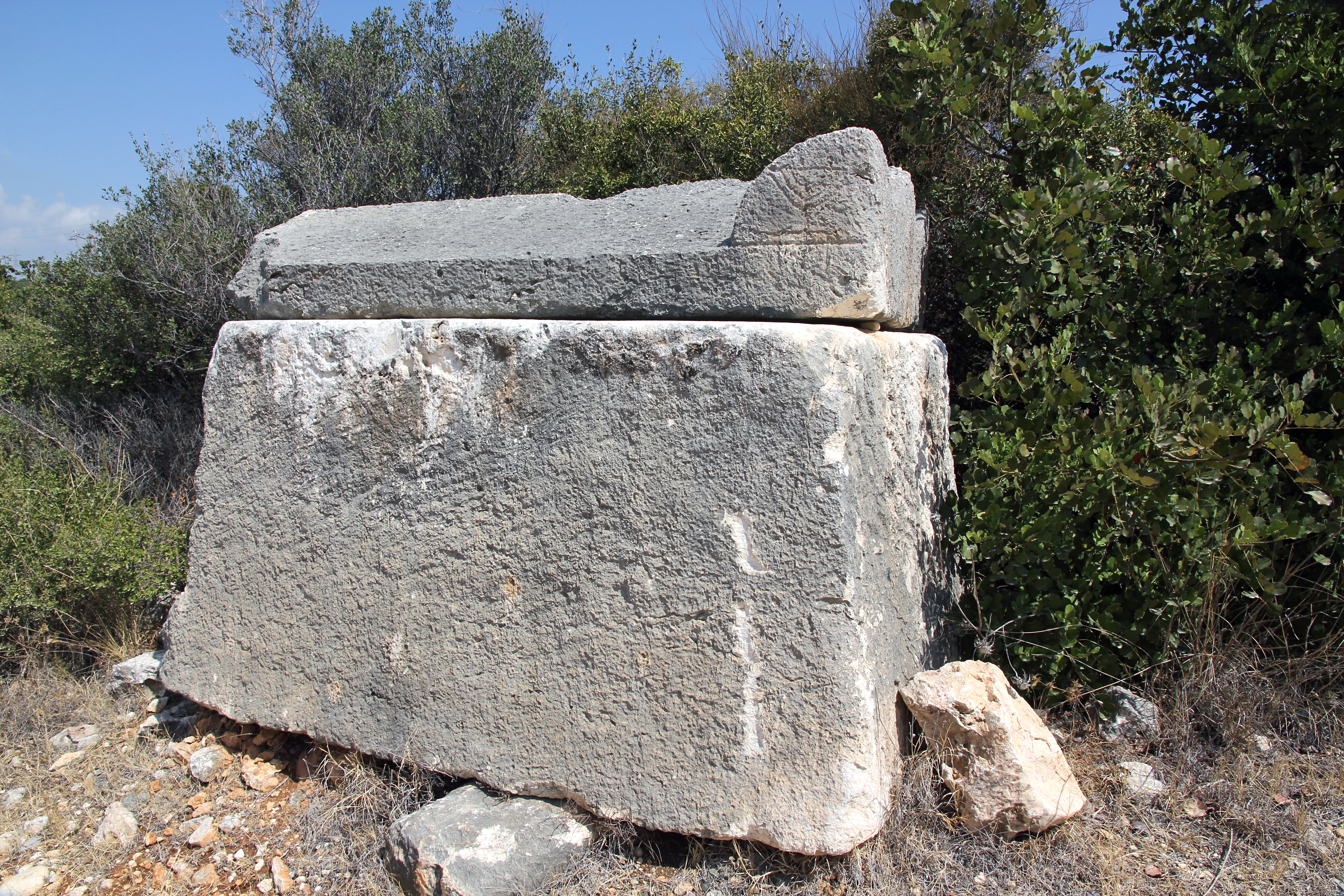
Sarkophag mit jüdischer Menora (N3)

### Felsengräber

#### Aufbau
Die Felskammergräber in den Nekropolen N1 und N2 haben mittig in der Fassade einen Eingang mit einer Breite zwischen 60 und 70 Zentimetern und einer Höhe von 1,00 bis 1,20 Metern. Die Tür war mit Steinblöcken von bis zu 700 Kilogramm verschließbar, die Blöcke wurden oft in der Umgebung gefunden. Die Türschwelle liegt auf der Höhe des Fußbodens der Grabkammer. Die Kammer selbst ist im Allgemeinen quadratisch mit Seitenlängen zwischen zwei und drei Metern und hat eine flache, etwa mannshohe Decke. Im Inneren ist die Türwand freigehalten, an den anderen Seiten sind meist 60–80 Zentimeter über dem Boden Arkosolnischen in die Wände gearbeitet mit einer Länge von 1,80–2,10 und einer Tiefe von 0,80–1,00 Metern. Eine Ausnahme bilden einige Kammern, in denen die Toten auf umlaufenden Bänken bestattet wurden. Bei diesen sind die Längenmaße etwas geringer. In beiden Fällen sind erhöhte Kopfauflagen zu beobachten. In N2 hat die Mehrzahl der Gräber an den Seiten zwei übereinanderliegende Grabnischen, gelegentlich zusätzlich tiefere Nischen, die, durch eine Leiste getrennt, zwei Personen aufnehmen konnten. Außer einigen kleinen Nischen für die Aufnahme von Opfergaben ist keine weitere Innenausstattung vorhanden.
Da die Gräber aus dem vorhandenen schrägen Gelände herausgearbeitet werden mussten, ergab sich davor meist ein dreiseitig begrenzter Hof. Dieser bildete, neben der symbolischen Bedeutung als Wandelhalle der Bestatteten, sicherlich auch den Platz für das Totenmahl und andere Riten. Darauf weisen bei manchen Gräbern Bänke hin, ebenso wie Spuren von Überdachungen.

#### Fassaden
Die Fassaden der Gräber sind etwa 3–4 Meter breit geglättet. Ihr Hauptgestaltungselement sind die Türen, die in einer allgemein rechteckigen, in N2 vorwiegend halbkreisförmigen Nische liegen. Die Nische mit abgeschrägten Kanten diente der Aufnahme der Verschlusssteine. Elemente, die Architektur nachahmen, wie bei anderen, zum Beispiel lykischen Felsgräbern sind nicht vorhanden. Ähnlich wie bei den Sarkophagen gibt es nur in Ausnahmefällen bildliche Darstellungen wie Porträtbüsten der Verstorbenen. Den größten Teil der Ornamentik stellen neben den Inschriften wiederum Symbole dar, die hier überwiegend heidnischer Herkunft sind. Dazu gehören hauptsächlich reliefierte Altäre, über denen eine kleine halbrunde Nische der Aufnahme von Lampen oder Opfern diente. Die Höhe der Lampennischen variiert stark von 0,10 bis 1,00 Meter. Weitere Symbole sind Weintrauben, Efeuranken, Körbe, Kränze, Fackeln sowie ein Paar Hände, die eine Unheil abwehrende Funktion haben sollen. Verschiedene Gräber zeigen im Rahmen einer späteren Nachnutzung auch christliche Kreuze.

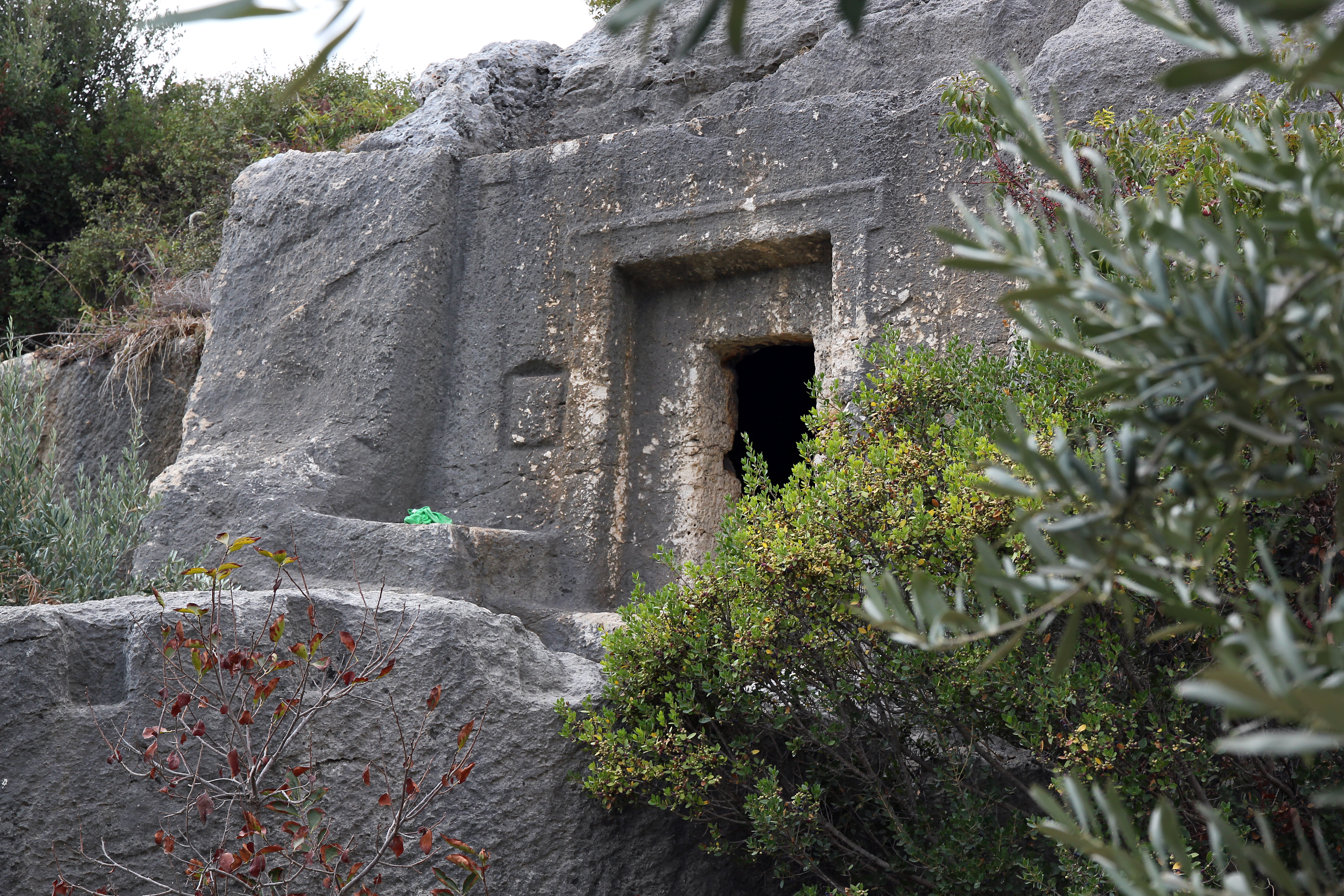
Felsengrab in Nekropole N1
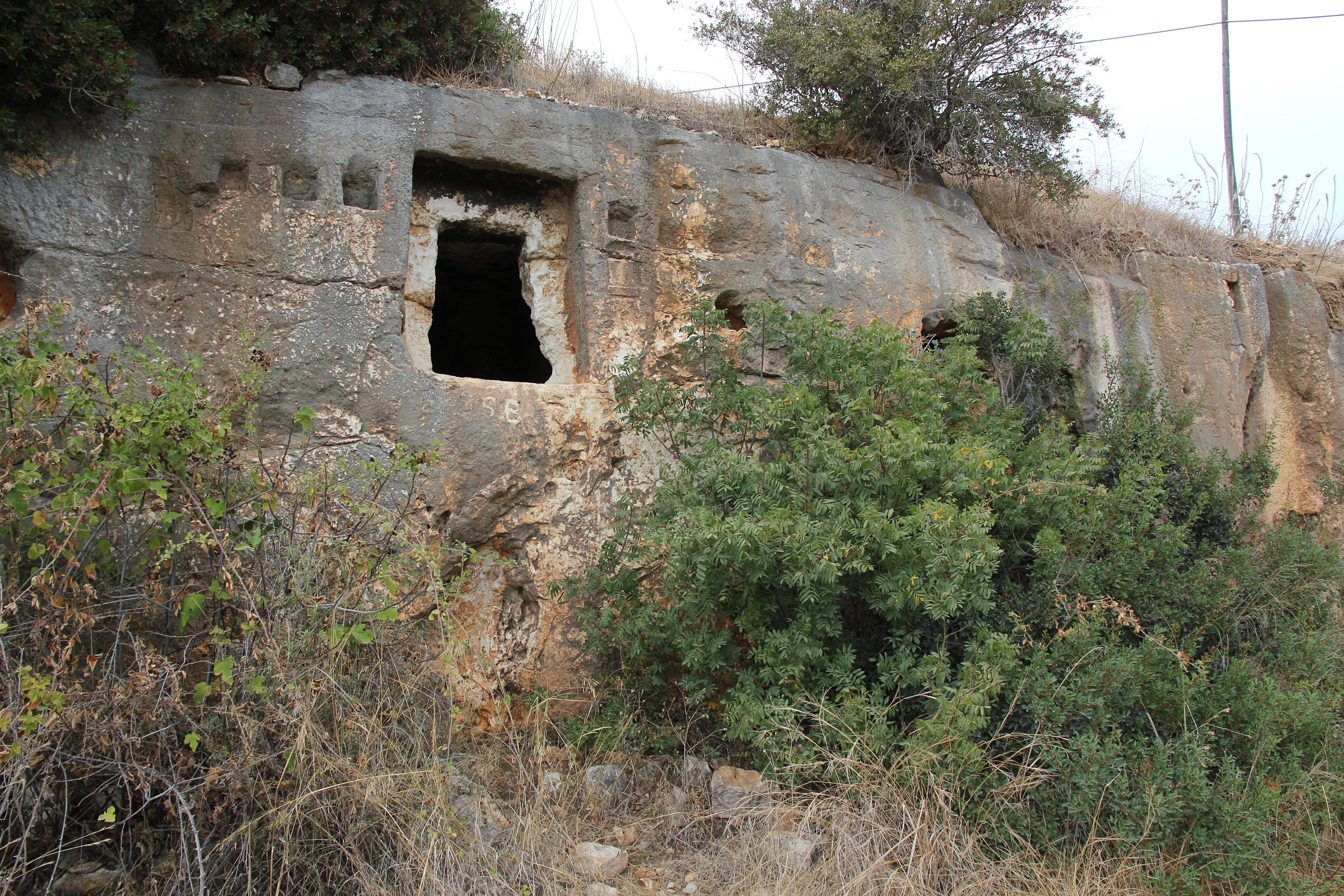
Felsengrab mit Altarrelief (N1)
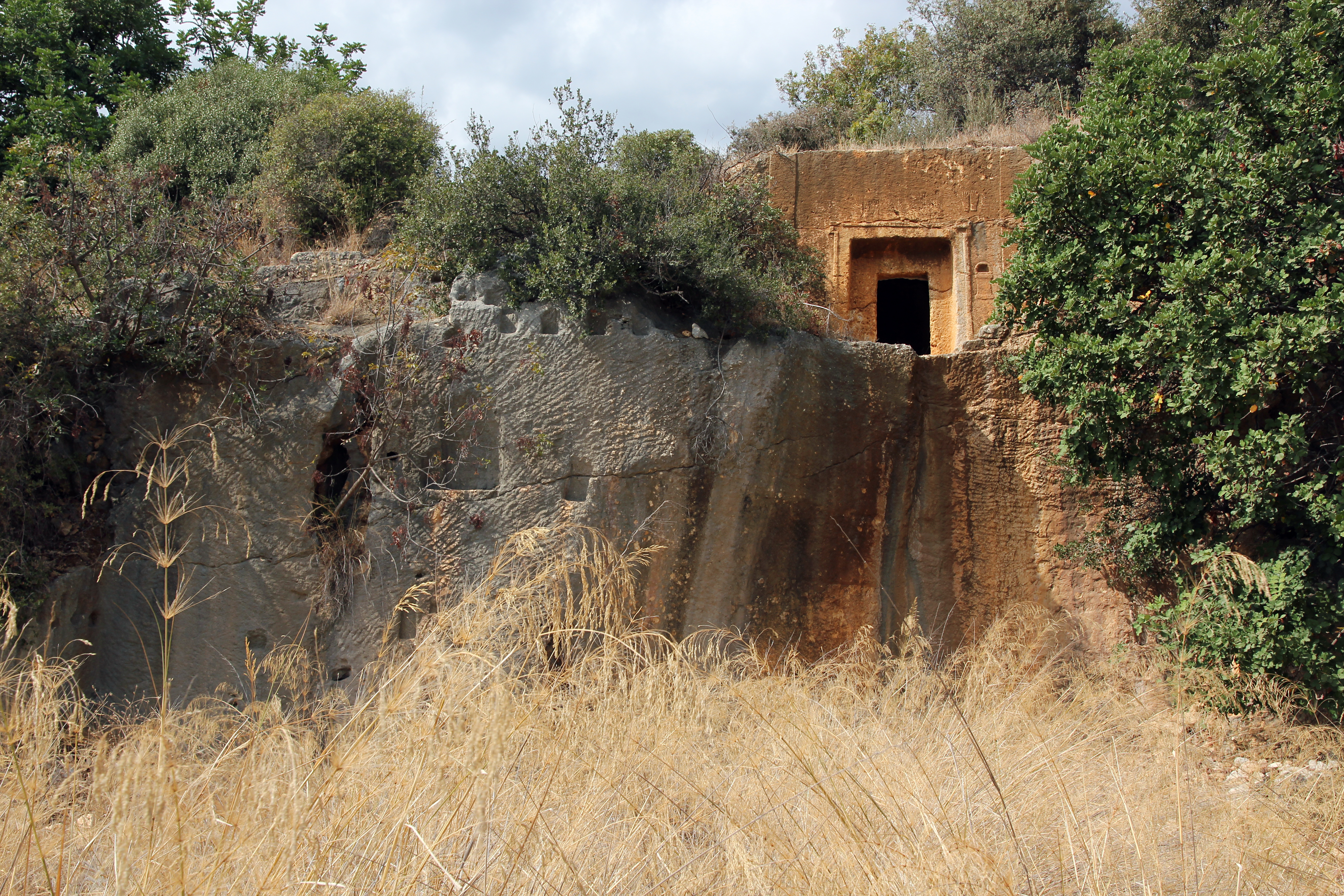
Felsengräber (N1)
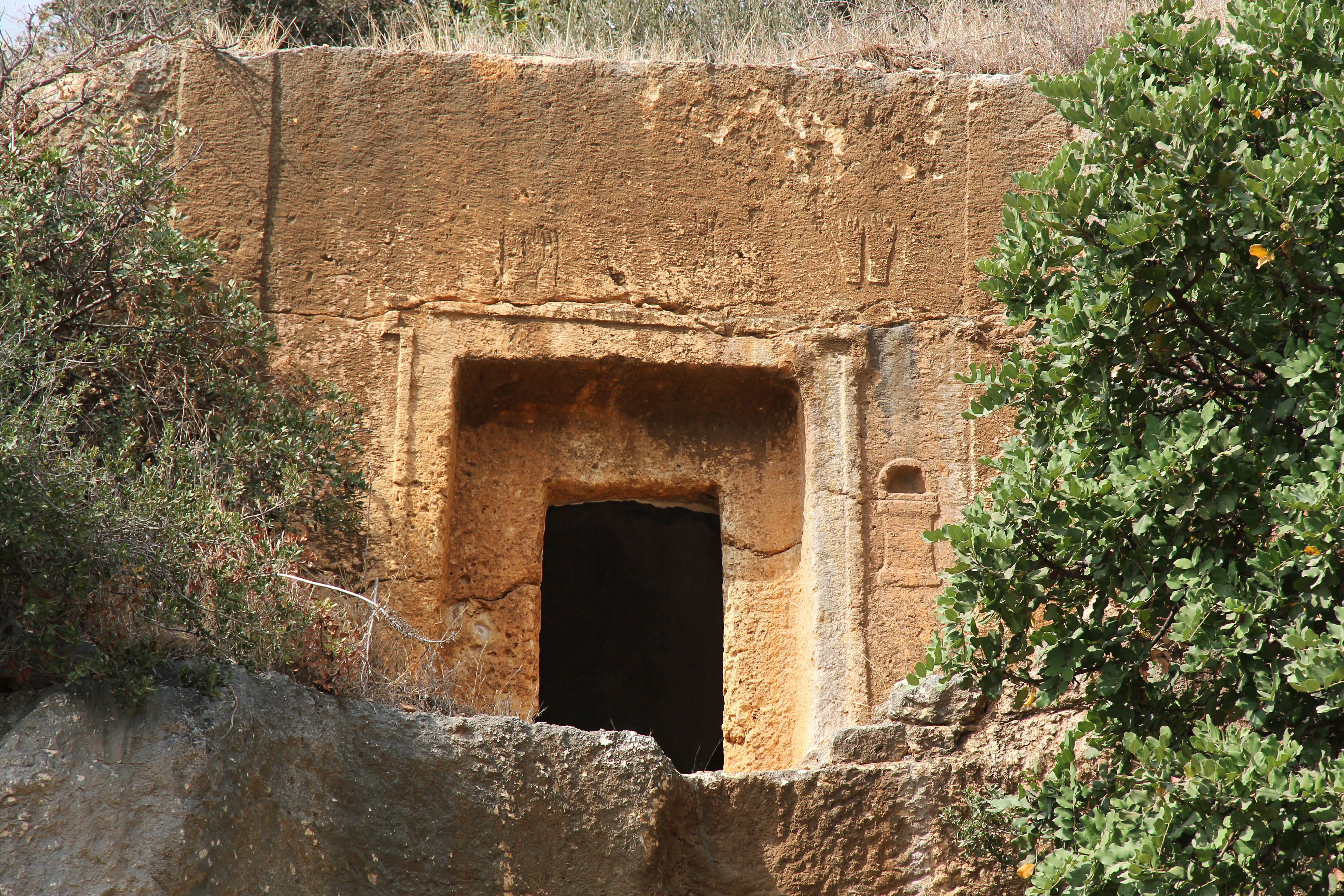
Fassade mit Altarrelief und apotropäischen Händepaaren

### Grabhaus

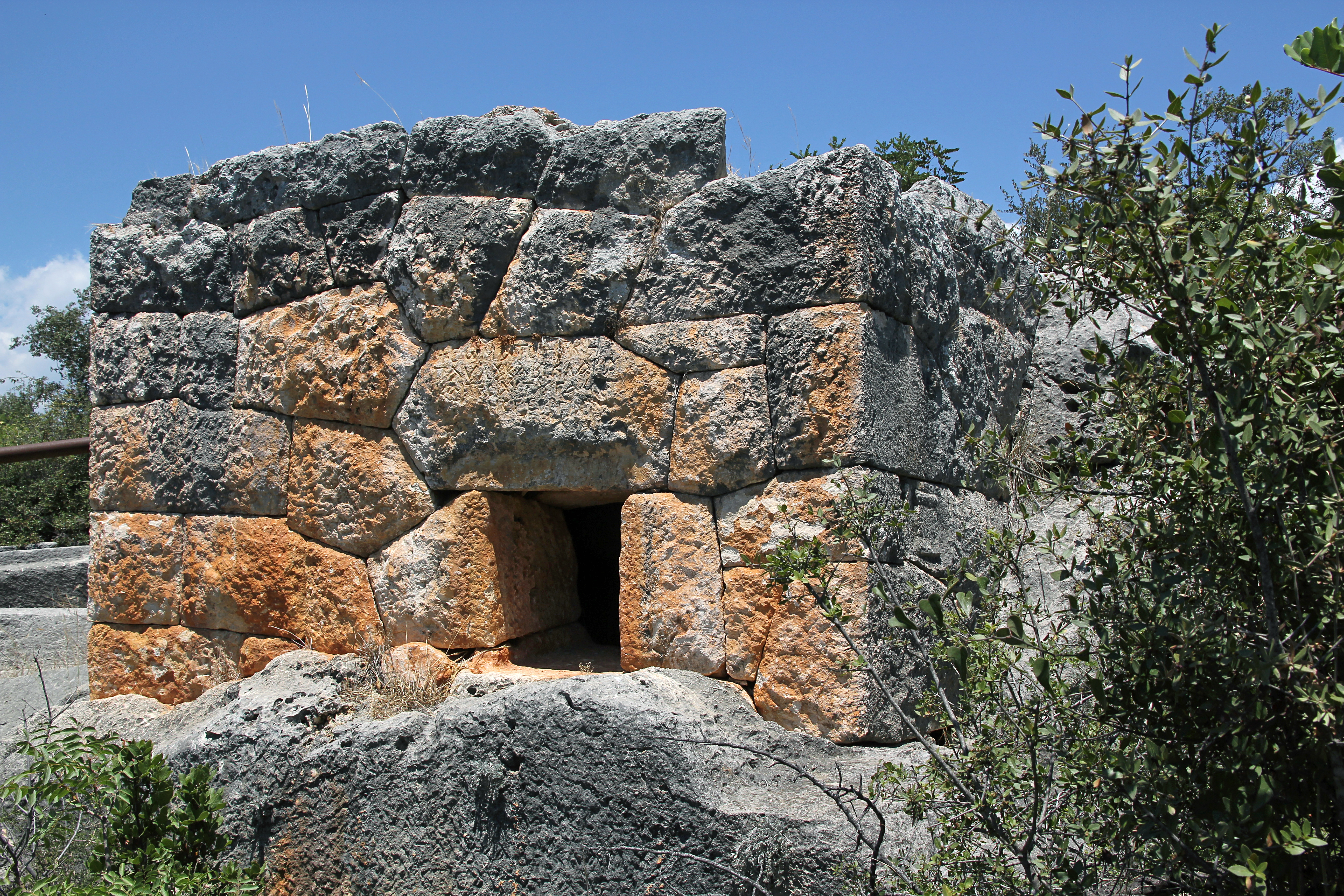
Grabhaus, genannt „Zyklopengrab“

Das einzige erhaltene Grabhaus von Korykos liegt am östlichen Ende der Nekropole N2. Der untere Teil ist wie bei einem Felsengrab mit einer umlaufenden Bank in den anstehenden Felsen gehauen. Der Oberteil des Bauwerks ist in bossiertem Polygonalmauerwerk errichtet. Die Steine haben Maße von zwischen 60 und 80 Zentimetern bei einer ähnlichen Stärke. Auf dem Türsturz ist eine Inschrift aus christlicher Zeit eingemeißelt, die einen Paulus und seine Frau Georgia als die Bestatteten angibt. Das Relief eines Grabaltars an der östlichen Seitenwand belegt jedoch ebenso wie die alte Mauertechnik, dass der Bau aus früheren Zeiten stammt.

### Inschriften
Die über 700 Inschriften der Gräber von Korykos, davon über 500 aus christlicher Zeit, sind, vor allem von Keil und Wilhelm, sehr gut dokumentiert. Heberdey und Wilhelm bezeichneten sie als „unerträglich langweilig“, da sie, neben der Bezeichnung σωματοθήκη somatotheke oder verkürzt nur θήκη theke (griechisch für „Grabmal“), weitgehend nur Namen und Berufe der Bestatteten wiedergeben. Sie sind fast ausschließlich in Griechisch ausgeführt und meist stark verwittert und schlecht lesbar. Bei einigen sind Flüche gegen Grabschändung mit Androhung der zu erwartenden Strafzahlungen angegeben. In keinem Fall enthalten sie Jahreszahlen und nur selten Herrschernamen oder andere für eine Datierung nötige Angaben.
Durch die Berufsnennung geben sie jedoch ein gutes Bild der Bevölkerungsstruktur des Ortes. Ähnlich wie im westlich benachbarten Korasion gab es zahlreiche Öl- und Weinhändler, des Weiteren Textilverarbeiter sowie Färbereien und Reinigungsbetriebe. In einem Berufsverein waren Geldwechsler organisiert. Als Handelszentrum war auch der Hafen der Stadt von Bedeutung. Unter den entsprechenden Berufen waren Reeder, Segelflicker, Matrosen, Hafenarbeiter und Schiffszimmerleute vertreten. In einem weiteren Verein waren die Hersteller von Leinen für die Segelherstellung zusammengeschlossen.

### Kriegerrelief

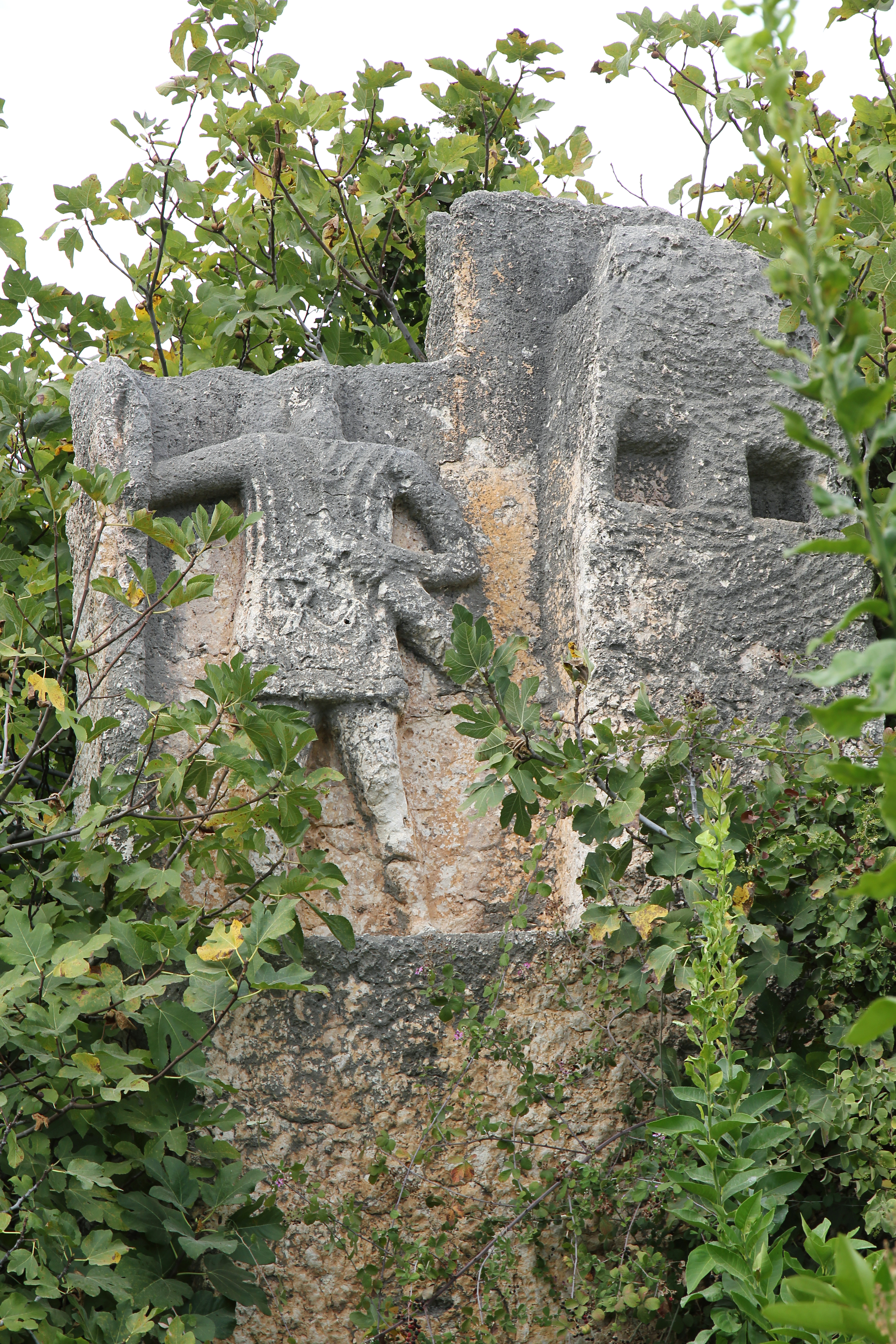
Kriegerrelief

Etwa 100 Meter nordwestlich der Landburg, auf der gegenüberliegenden Seite der modernen Straße ist bei den dortigen Gräbern das Felsrelief eines Kriegers zu sehen. Die frontal dargestellte Figur ist 1,80 Meter groß. Die Beine stehen weit auseinander, die Schultern sind blockartig breit. Die rechte Hand hält eine Lanze, mit der linken hält er ein am Gürtel hängendes Schwert. Bekleidet ist der Soldat mit einem kurzen Chiton, dessen Falten bis zum Gürtel schräg zusammenlaufen. Serra Durugönül schlägt aufgrund stilistischer Vergleiche mit den weiteren von ihr untersuchten Felsreliefs im Rauen Kilikien eine Datierung der Darstellung ins 1. Jahrhundert n. Chr. vor.

## Berühmte Bürger
- Procopius (um 326–366), römischer Gegenkaiser
- Hethum von Korykos (1230/45–nach 1308), armenischer Geschichtsschreiber.
- Oschin von Korykos, Regent von Kleinarmenien (1320–1329)